# Semana Santa en Palencia
La Semana Santa de Palencia destaca por su elegancia, silencio, sobriedad, sencillez y solemnidad. Es una Fiesta declarada de Interés Turístico Internacional, título que comparte con ciudades vecinas del mismo distintivo como Valladolid, León o Zamora.
La primera seña de la que se tiene registro se remonta al siglo XV año en el que se fundó la cofradía del Santo Sepulcro (en 1407) y la cofradía de la Santa Vera-Cruz (que fue fundada en el siglo XIII fuera de la capital) comenzó a dar testimonio de sus actuaciones (concretamente en 1415). Su cofradía más joven es la llamada "Hermandad Penitencial de la Sentencia y Esperanza" que surgió en el año 2011.
Las celebraciones están dirigidas por nueve cofradías que forman la Hermandad de Cofradías de Palencia. Participan más de 5500 cofrades y 37 imágenes. Del fomento y el desarrollo de la fiesta se encarga la Junta Pro Semana Santa de Palencia.

## Rasgos generales

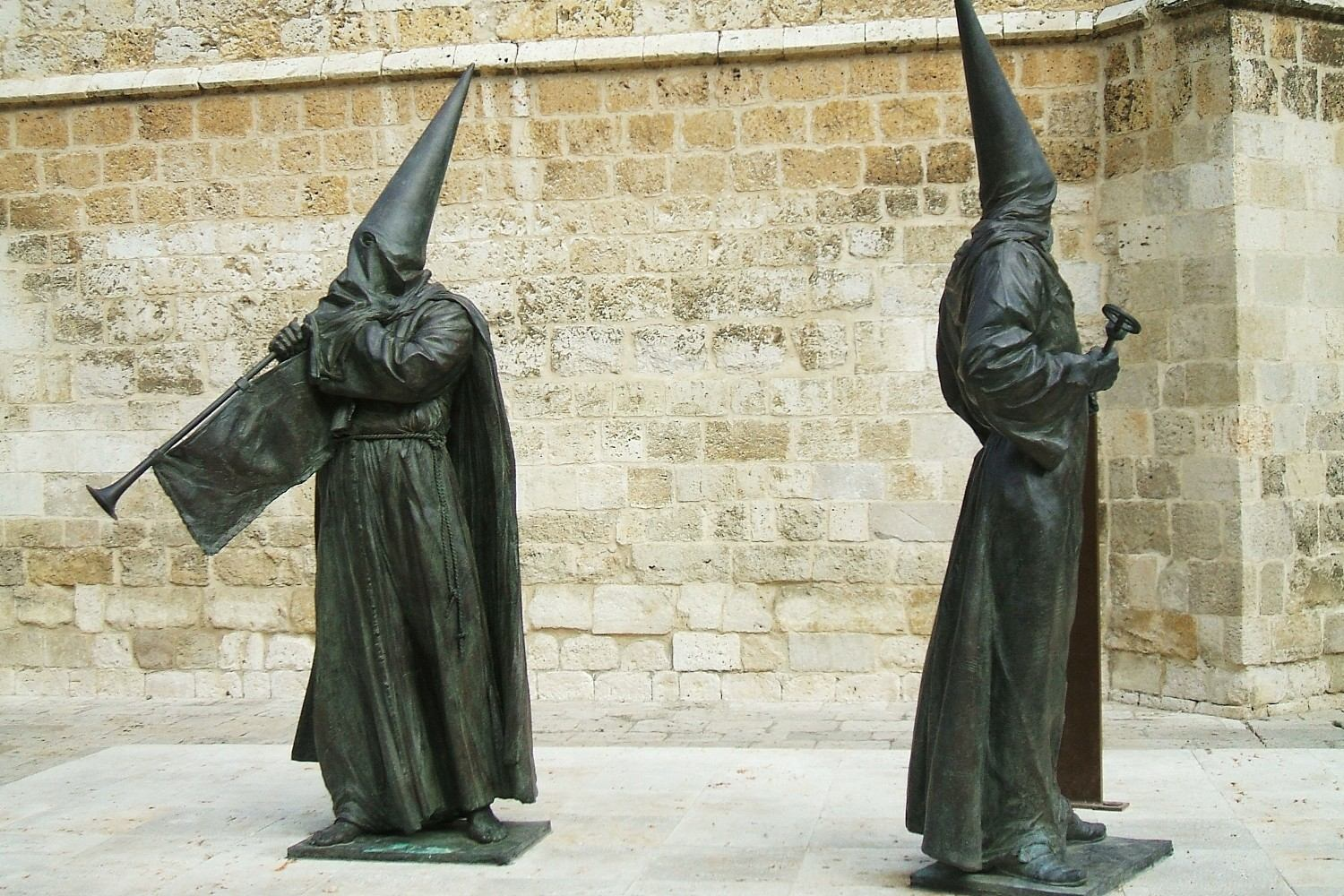
Monumento dedicado a la Semana Santa Palentina

Si la Semana Santa en Castilla y León se caracteriza por el recogimiento y la sobriedad, en Palencia esas cualidades se acentúan aún más. El único desfile que se decanta por el bullicio y la vistosidad en detrimento de esa austeridad castellana es la de "La Oración del Huerto" y solo en contados puntos de su recorrido, donde a causa los bailes y alzados puntuales de los pasos titulares llevados a hombros que son ovacionados con aplausos por parte del público puede apreciarse una cierta influencia andaluza.
La Semana Santa de Palencia fue declarada Fiesta de Interés Turístico Regional en 1998, Interés Turístico Nacional en 2005 consiguiendo la máxima distinción en el año 2012 siendo declarada Fiesta de Interés Turístico Internacional.

### Procesiones y cofradías
Las diecisiete procesiones que tienen lugar en la Semana Santa de Palencia están dirigidas por nueve cofradías o hermandades, algunas de ellas varias veces centenarias que se encuentran entre las cofradías más antiguas de España. En la ciudad existe una tradición única en las grandes celebraciones de la Semana Santa en España y es que desde el siglo XIX todas las cofradías desfilan en todas las procesiones aunque cada día la organización de la procesión depende de una hermandad, teniendo derecho el resto de cofradías de desfilar.
Otro distintivo de la celebración de la semana de Pasión en la ciudad es la homogeneidad el orden en que desfilan los distintos elementos que forman parte de las procesiones. Los desfiles palentinos, que se asemejan al resto de las que suceden en Castilla y León, conceden gran importancia a las filas de cofrades, cruces, estandartes, penitentes y autoridades y no sólo a la imagen o imágenes religiosas. De manera general y con pocas salvedades, el orden es el siguiente:
- Apertura: Escolta policial, cruz de guía escoltada por ciriales y estandarte de la cofradía organizadora.
- Cofradías no organizadoras: Todas las cofradías de la Hermandad tienen derecho a participar en todas las procesiones oficiales. El orden en que desfilan se establece según estipule previamente la cofradía organizadora yendo habitualmente los cofrades en dos filas y portando los estandartes y banderas que deseen. Las bandas de cornetas y tambores de las cofradías (existen tres actualmente en la ciudad) suelen colocarse delante de los cofrades de su hermandad y fuera del cuadro que forman sus hermanos.
- Cofradía organizadora: El cuadro lo forman dos filas semejantes a las de las demás cofradías, portan sus banderas y en el centro del cuadro se coloca el/los paso/s, tras él, generalmente, un sacerdote escoltado, la banda municipal de Palencia, la representación de todas las cofradías y las autoridades políticas, cerrando el cuadro el óvalo de la hermandad organizadora y dos policías.

### Pasos

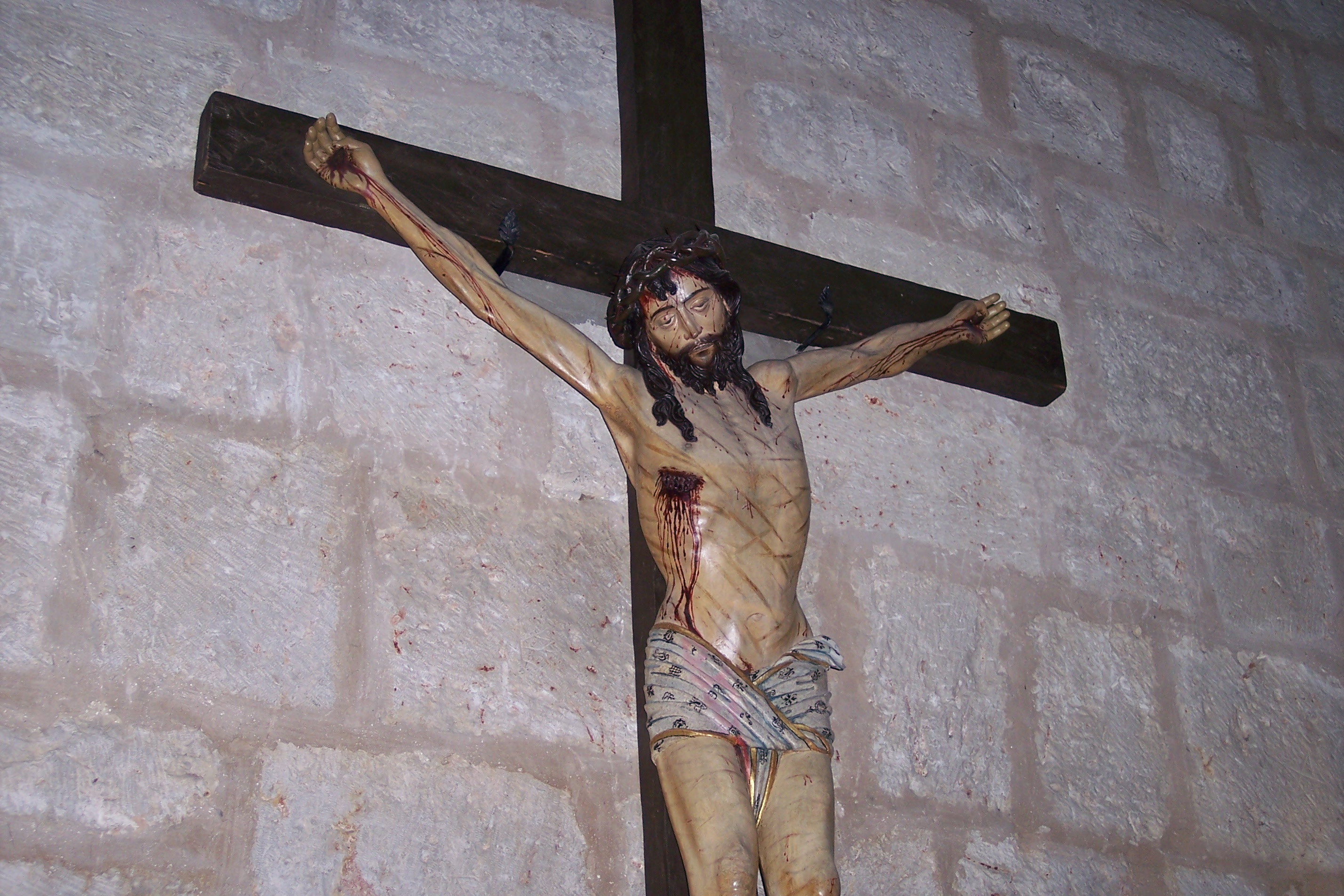
Jesús Crucificado, titular de la cofradía homónima. Tallado por Alejo de Vahía en el siendo así la talla más antigua y una de las más valiosas de la Semana Santa

Los 37 pasos de Palencia no cuentan con gran popularidad ya que sus escultores (salvo excepciones como Alejo de Vahía o Víctor de los Ríos) no son demasiado reconocidos a nivel nacional e internacional pero poseen gran calidad artística. De esos 35, 27 pertenecen a las tres cofradías más antiguas (Jesús Nazareno, Santo Sepulcro y Vera-Cruz). La imaginería de Palencia suele seguir la estética de la escuela castellana, más bien realista y con algunas variantes de idealismo academicista y patetismo barroco. Algunos de los escultores son: Víctor de los Ríos, Ramón Núñez, Alejo de Vahía, Tomás de la Sierra, Antonio Vázquez, José de Rozas, Vicente Espinet, Portillo, Antonio de Amusco, Bernardo López de Frías, Lucas Sanz de Torrecilla y los contemporáneos como Miguel Ángel Rojo, Ventura Gómez, los Hnos. Martínez, Melchor Gutiérrez o Carlos Guerra del Moral.

#### Tipos de pasos
Como en el resto de celebraciones de la Semana Santa en España, en Palencia por lo general se distinguen dos tipos de pasos:
- Las escenas: Suelen ser grupos escultóricos y son llevados en carroza rodada. Representan momentos concretos de la Pasión como la Oración del Huerto o la Verónica.

- Las imágenes: Son pasos formados normalmente por una sola figura y mucho más veneradas tanto en Semana Santa como en el resto del año. Dentro de las imágenes cabe destacar el paso titular (o pasos titulares) que es el paso principal de cada cofradía y el que le da nombre, suele ser llevado en andas fruto de una mayor devoción religiosa.

## Características peculiares de la Semana Santa en Palencia
Las características básicas que distinguen la Semana Santa palentina son:
- Las procesiones son sobrias, solemnes y austeras, como corresponde a la mayoría de celebraciones de Castilla y León. Éste su distintivo fundamental.

- Todas las cofradías desfilan en todas las procesiones oficiales como símbolo de hermandad. Aunque la organización de la procesión depende de una cofradía cada vez.

El hecho de que todas las hermandades participen en todos los desfiles convierte a la Semana Santa palentina en un todo lo que parece más propio de una Semana Santa rural que de la de una celebración de interés turístico internacional. Este hecho le aporta probablemente una estética más devocional al involucrar a toda la ciudad al completo en un mismo acto al contrario que en la mayoría de ciudades españolas, en las que cada cofradía se ocupa solo de sus desfiles pudiendo celebrarse varios al mismo tiempo solapándose los unos con los otros cosa que no sucede en Palencia. 
Además, aunque cada procesión está organizada por una sola cofradía, esta siempre cuenta con la colaboración de la Hermandad de Cofradías. De esta forma, los cofrades de la ciudad viven esta celebración casi como si pertenecieran todos a la misma cofradía dándose así más importancia a la celebración en comunidad que a las particularidades de cada congregación. De ahí que un cofrade palentino pueda, si lo desea, participar en todas las procesiones oficiales del ciclo.
En ocasiones la cofradía organizadora de un desfile procesiona solo las imágenes de su propiedad (como en las procesiones de la Oración del Huerto o Los Pasos). Cuando esto sucede dicha cofradía cede algunas de sus tallas a las resto de hermandades concediéndoles el honor de escoltarlas en sus cuadros de hermanos. En otras ocasiones es la propia cofradía organizadora la que invita al resto a que acudan con sus pasos a su procesión (por ejemplo en las procesiones del Indulto o en la Soledad de la Virgen). En la procesión del Santo Entierro se dan ambas situaciones (la cofradía organizadora, la del Santo Sepulcro, cede tres de sus imágenes a otras cofradías y además invita a otras hermandades a desfilar sus propios pasos). 
Por otra parte, muchos de los pasos titulares que son llevados en andas pueden ser portados por los hermanos de cualquier cofradía que lo deseen.

### Tradiciones de la Semana Santa

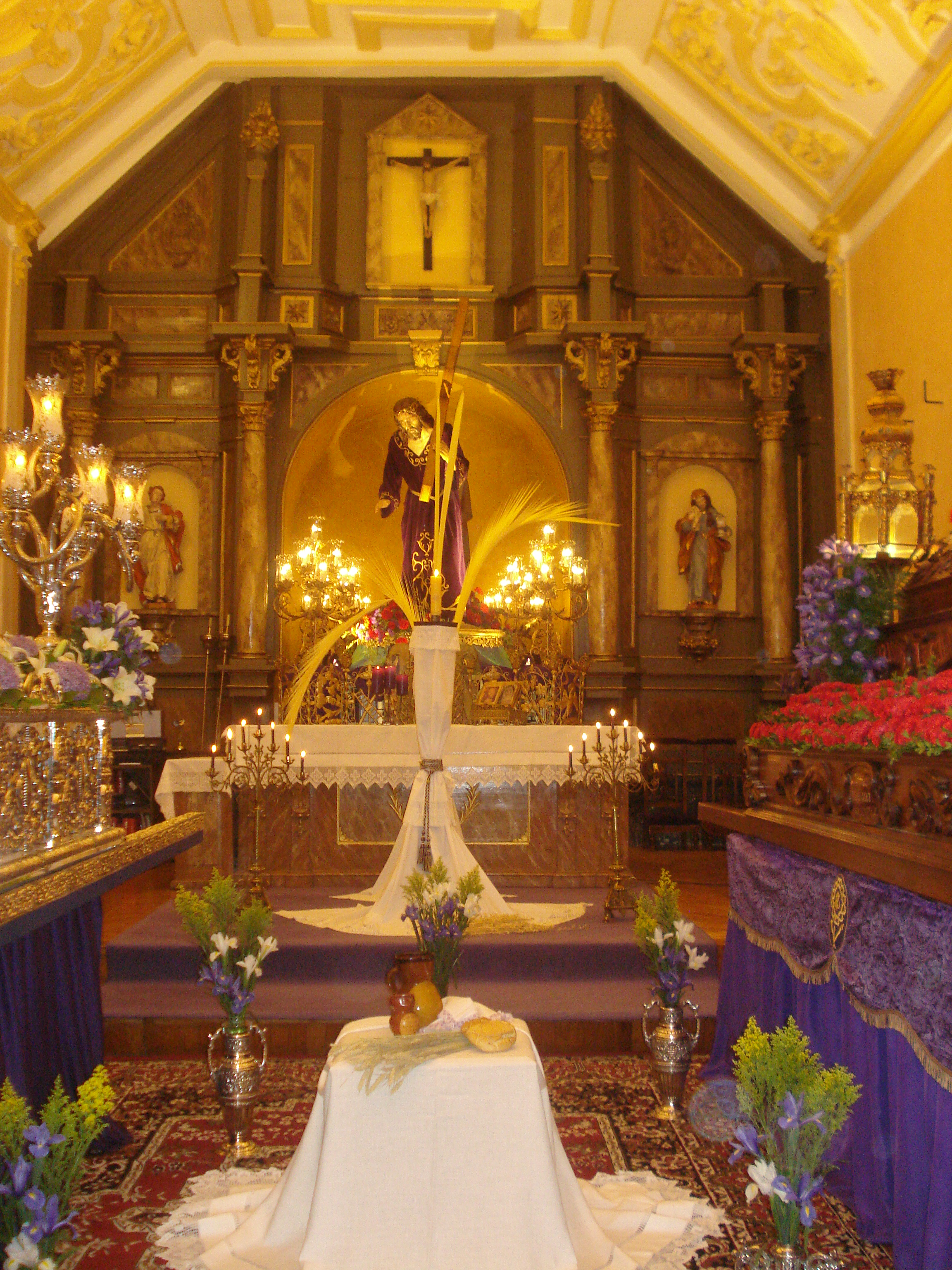
Exposición del Monumento al Santísimo Sacramento el Jueves Santo en la capilla de la Cofradía de Jesús Nazareno

- El "tararú" Su nombre es la onomatopeya del sonido que realiza el "trompetero" con una corneta larga de tipo militar y desde 1995 con la incorporación de la corneta heráldica, que es una corneta recta de 1 metro de largo y que la mayoría de los trompeteros son las que ahora usan (editado por el trompetero de la Vera Cruz, quien fue quien las incorporó para darle una mayor vistosidad y acercarse más a la que posiblemente usarán en la antigüedad). Es un sonido muy característico, ya que se alarga tanto como pueda el cofrade que lo toca, llegando a acercarse a veces al minuto de duración. Este especial sonido, hace que en algunas ocasiones y especialmente los niños, llamen a los penitentes en Palencia "tararús". El tararú parece evocar a las trompetas romanas que anunciaban las condenas.

- Saludo de estandartes. Cuando se cruzan dos estandartes de distintas cofradías se realiza un saludo como signo de respeto y hermandad. El gesto consiste en que los hermanos que los portan los inclinan a un tiempo a ambos lados de sus mástiles. Además de este saludo, cuando una imagen regresa o abandona una iglesia, todas las enseñas de las cofradías se inclinan ante ella en señal de respeto.

- Llamada de Hermanos: Tradicionalmente, la noche antes de la procesión principal de una hermandad, un grupo de cofrades recorría las calles de la ciudad llamando a las puertas de sus hermanos para recordarles el evento. Actualmente la llamada de hermanos se sigue realizando gracias a cofradías como la de la Vera Cruz, que la han mantenido durante años. En su versión moderna, esta tradición se realiza llamando a las puertas de distintas iglesias de la ciudad.

- Visita a Monumentos: Tradición semejante a la que se realiza en multitud de lugares de tradición cristiana. El Jueves y Viernes Santo se organizan en las cofradías grupos de hermanos que visitan los monumentos al Santísimo Sacramento en las iglesias de Palencia. Es una tradición que también puede realizar el público de manera individual e independiente.

- Colación: Consiste en un "premio" que se les otorga a los cofrades por su penitencia durante la Semana Santa y se reparte en las cofradías el Domingo de Resurrección. Suele consistir en un rosco de pan de anís y unas almendras garrapiñadas. También son típicas las sopas de ajo y la limonada.

- Redención de un preso: Acto que, como en otros tantos lugares en España, consiste en la conmutación de una pena a un preso que le quede menos de un tercio y no tenga delitos de sangre. Normalmente el preso desfila en la procesión del Indulto el Jueves Santo como penitente en señal de agradecimiento.

## Las cofradías de Palencia
Son nueve las cofradías que participan en la Semana Santa, cuatro de las cuales fueron fundadas antes del siglo XVII y las otras cinco ya en los siglos XX y XXI. Como en tantos otros lugares de España existe una Hermandad de Cofradías que unifica a todas ellas si bien es cierto que en Palencia el papel de la Hermandad es harto más importante que en el resto de ciudades españolas por el hecho de la gran unidad que hay entre las cofradías, unidad que requiere una importante coordinación.
Las cofradías que desfilan en la Semana Santa de Palencia son las siguientes:

### Cofradía de la Santa Vera-Cruz
Nombre oficial completo: "Real, Muy Antigua, Venerable y Dominicana Cofradía Penitencial y Sacramental de la Santa Vera-Cruz, de Nuestra Señora Madre de la Iglesia, del Niño Jesús y de la Santa Resurrección de Cristo".

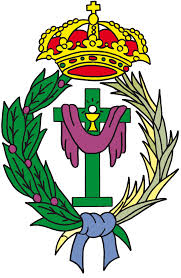
Escudo Vera-Cruz

#### Historia
Durante muchos años se creyó que la cofradía había sido fundada por San Vicente Ferrer en 1415 aunque estudios recientes han revelado que fue fundada en el siglo XIII fuera de la capital palentina y así lo ha certificado el Obispado de Palencia pues un documento fechado en 1738, habla de su existencia en la capital más de 500 años atrás, fijándose ésta en el año 1238. No obstante el comienzo de una actividad relativamente regular documentada no se dará hasta el siglo XVI, concretamente en 1519 se sabe que la cofradía compró parte de una huerta a fin de crear su sede. En el siglo XIX, la cofradía hubo de soportar dos grandes golpes, el primero, durante la ocupación francesa, la cofradía fue víctima un importante expolio. Posteriormente, en 1835, la Desamortización de Mendizábal se incautó de varias de sus posesiones, llevándola al borde de la bancarrota.

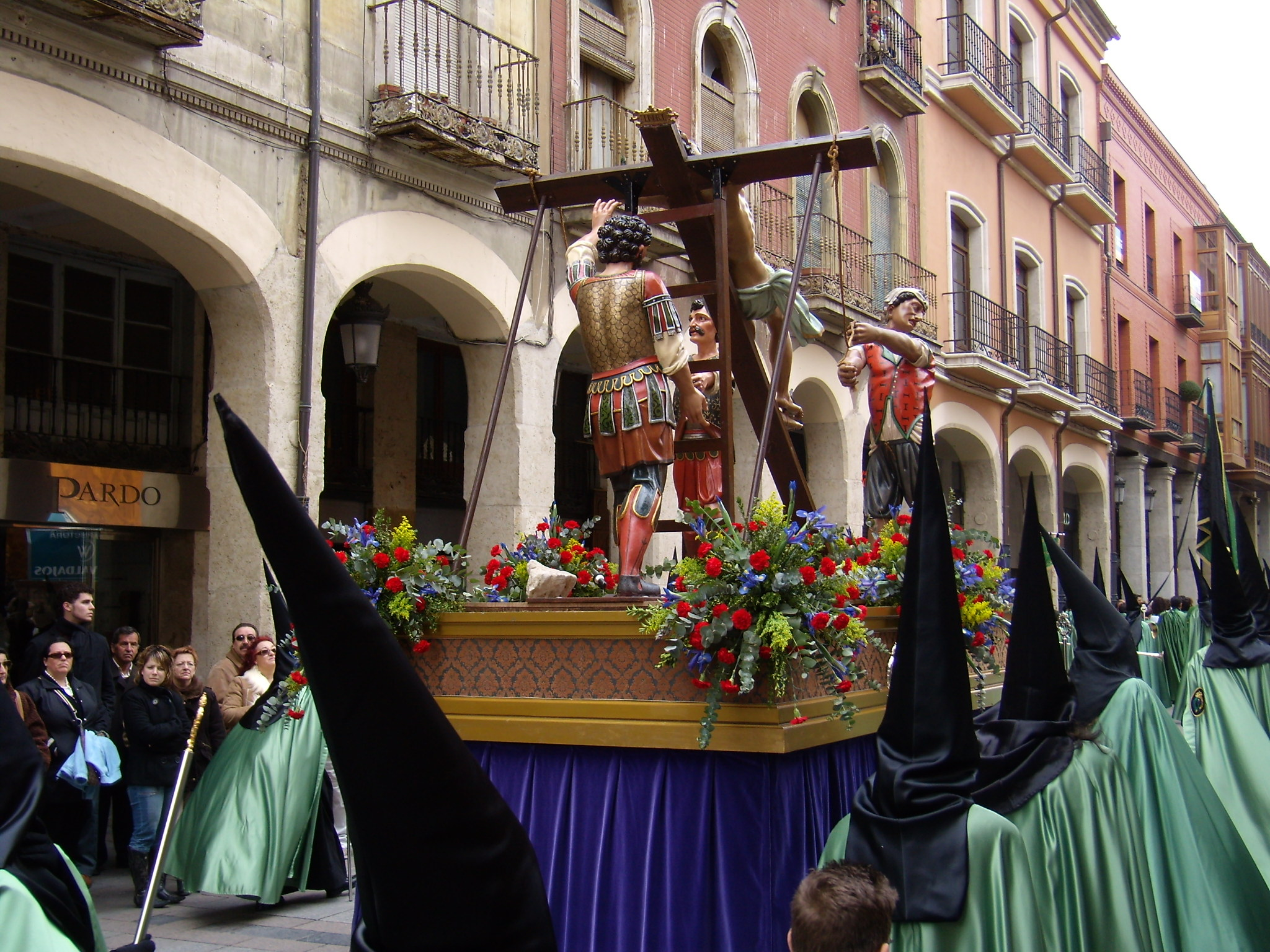
Hermanos de la Vera-Cruz acompañando en la Procesión de los Pasos a la talla de la Erección de la Cruz perteneciente a la cofradía de Jesús Nazareno

A finales de los años 50 se construye su actual sede social en la calle obispo Manuel González. En el año 2002 el Vaticano entrega a la cofradía un Lignum Crucis, un pequeño fragmento de la auténtica cruz en la que fue crucificado Jesucristo. La reliquia fue colocada en el paso titular de la cofradía: la Santa Vera-Cruz y puede verse cuando desfila el Jueves Santo y en la iglesia de San Pablo el resto del año.
En la actualidad el número de hermanos supera los 1400 siendo una de las más numerosas.
Su aportación de imágenes a la Semana Santa palentina es la más amplia ya que sacan a la calle catorce pasos, algunos propios y otros que toman prestados de los PP. Dominicos y de las Dominicas del Convento de la Piedad.
Los de esta cofradía son pasos principalmente de dos estilos: los barrocos, de gran valor por su antigüedad y por ser buenos ejemplos de la imaginería tradicional castellana y los contemporáneos, de estilo claramente moderno, adquiridos a lo largo del siglo XXI (todos ellos obra de Melchor Gutiérrez y Víctor Ramsés Gutiérrez).
La hermandad organiza tres procesiones y un traslado procesional donde la cofradía acompañada de su imagen titular mariana se dirige desde su sede al punto donde se inicia la procesión principal del Sábado Santo.

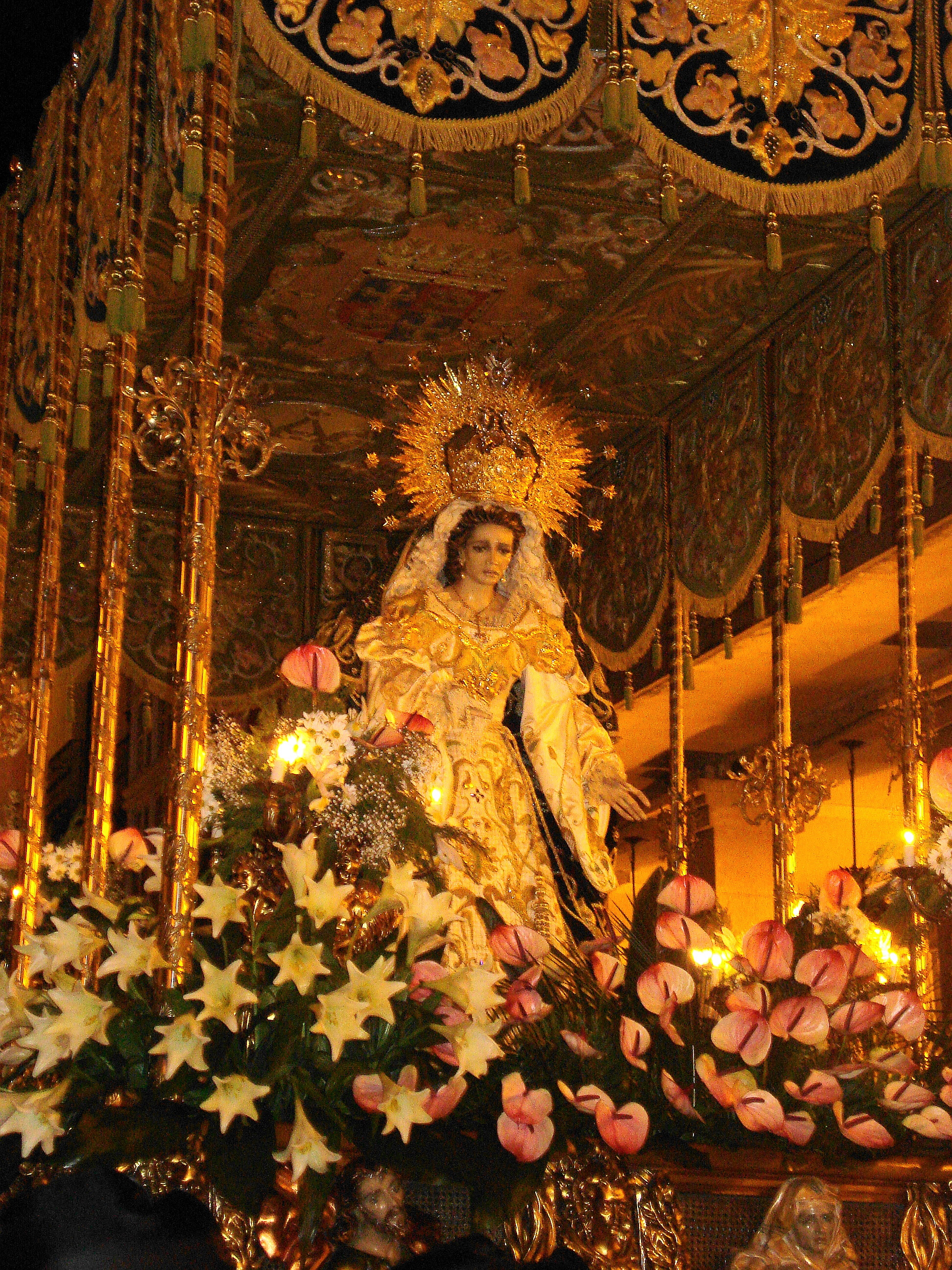
Nuestra Señora de la Vera-Cruz, uno de los pasos titulares de esta cofradía

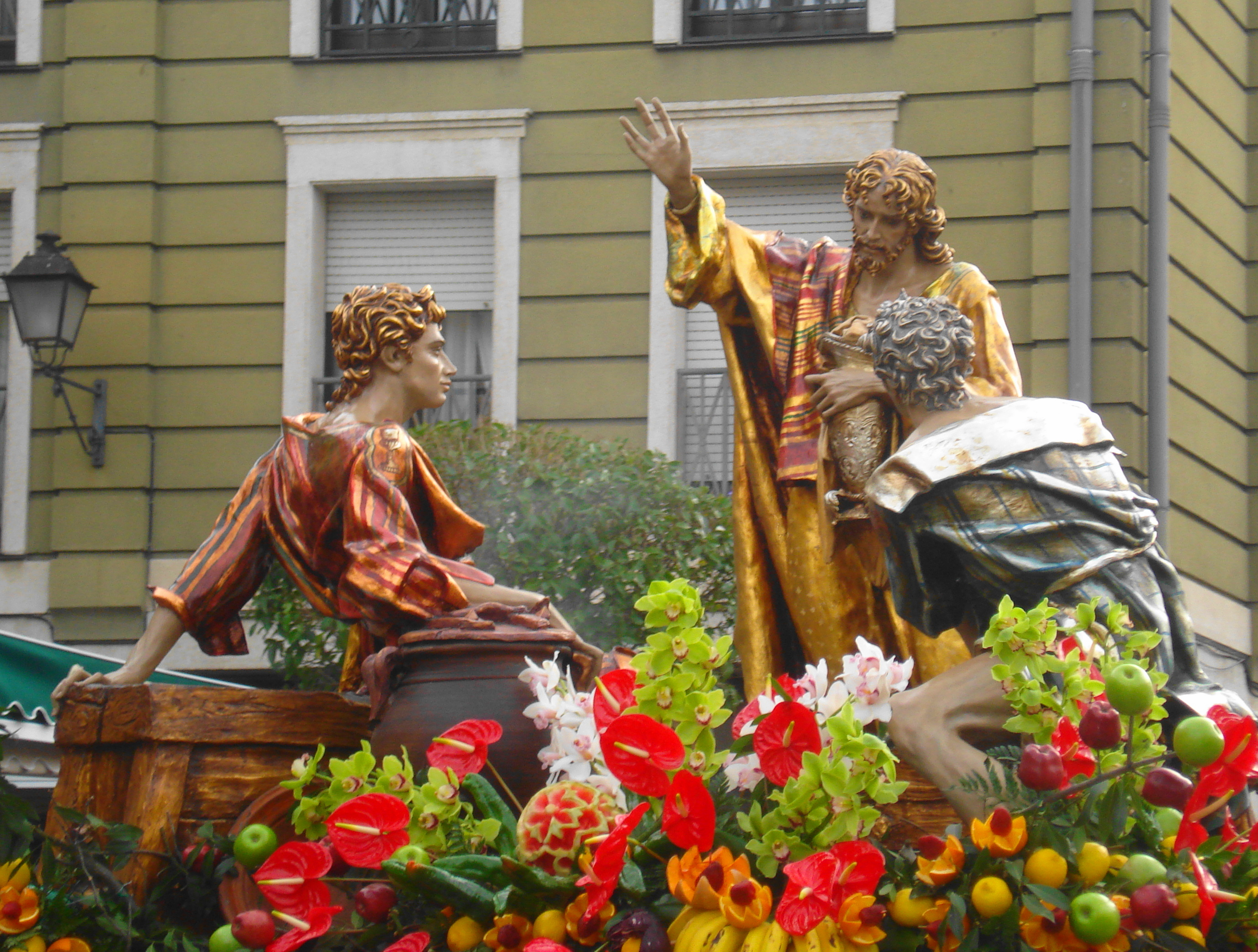
Paso de El Lavatorio. Nótese el singular estilo de Melchor Gutiérrez, no siempre exento de polémica, en el que abundan los miembros alargados, las posturas barrocas y los tonos metalizados

La cofradía dispone de una amplia banda siendo la primera en contar con una propia y manteniéndola desde su creación a pesar de que un gran número de hermanos se separaron de la cofradía y crearon la banda de "Padre Nuestro" que desfila esporádicamente en algunas procesiones acompañando a otra cofradía. Al refundarse la banda se decidió crear una agrupación musical en lugar de la antigua banda de cornetas y tambores siendo, la de la Vera-Cruz por tanto, la única agrupación musical de la Semana Santa palentina.
El obispo de Palencia, la banda municipal de Palencia y los Reyes de España Felipe y Letizia tienen la distinción de Hermanos Mayores Honorarios de esta cofradía.

#### Pasos
La imaginería de esta cofradía se centra en el día del Jueves Santo adentrándose hasta la mañana del viernes:
Por orden cronológico éstas son las tallas pertenecientes a la cofradía:
- El Lavatorio. Melchor Gutiérrez y Víctor Ramsés Gutiérrez 2002.
- La Sagrada Cena del Señor. Melchor Gutiérrez y Víctor Ramsés Gutiérrez 2006.
- Oración del Huerto. Anónimo, 1672 (El Ángel es de la escuela de Olot del siglo XX)
- Las Lágrimas de San Pedro. Escuela Sevillana, 1918
- Cristo Atado a la Columna. Anónimo, siglo XVII.
- Coronación de Espinas. Anónimo, siglo XVII.
- Stmo Cristo de la Vera-Cruz. Imagen Hispano-Flamenca anónima, siglo XVI.
- Cristo Yacente. Anónimo, siglo XVI.
- San Juan Evangelista. Melchor Gutiérrez, 2006.
- Virgen Infantil o de los niños (Paso de palio infantil, portado por menores de la cofradía).
- Nuestra Señora de la Vera-Cruz. Melchor Gutiérrez, 1997.
- Santa Vera-Cruz - Lignum Crucis. Gregorio de Portilla y Tomás de la Sierra (Andas cardas a un hombro de 60 a 80 cofrades, de Melchor Gutiérrez), siglo XVII-XX.
- Stma Virgen del Rompimiento. Anónimo, 1929.

Y estas son las tallas que toman prestadas para sus desfiles:
- Stmo Cristo del Otero de S.Pablo. Escuela Palentina, siglo XVII.(Perteneciente a los P.P Dominicos).
- Nuestra Señora del Dolor. Anónimo, siglo XIX (perteneciente a las M.M Dominicas).

Las imágenes de Yacente, el Cristo Atado a la Columna, la Coronación de Espinas, la Santa Vera-Cruz, Ntra. Sra. de la Vera Cruz y el Jesús Crucificado de San Pablo se exponen en la iglesia conventual de San Pablo. El resto se conservan en los almacenes de la cofradía.
Además de estas tallas la hermandad cuenta con una de Jesús Resucitado que no desfila actualmente. Ya que en su lugar procesiona el Stmo Sacramento (La custodia) bajo palio como cofradía sacramental.

#### Procesiones a su cargo
- Procesión del Santo Rosario del Dolor: Domingo de Ramos-18:00.
- Procesión de la Oración del Huerto: Jueves Santo-19:30.
- Procesión del Dolor. (Traslado procesional de la cofradía desde su sede para fundirse en la procesión de Soledad de la Virgen): Sábado Santo-19:00.
- Procesión del Rompimiento del Velo: Domingo de Resurrección-8:30.

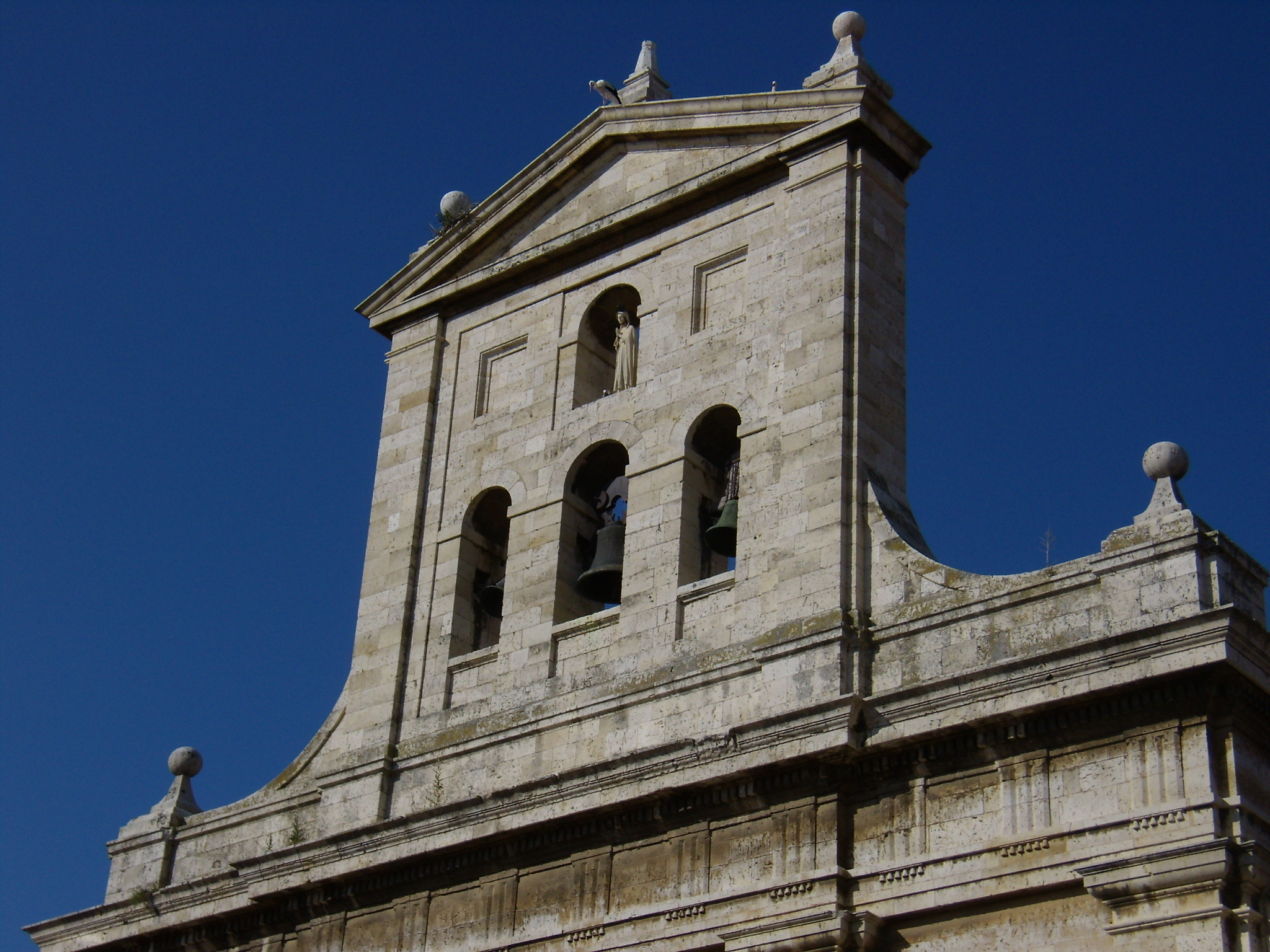
Iglesia de San Pablo, sede canónica de la cofradía de la Santa Vera-Cruz

#### Hábito
Su hábito está formado por una capa verde de raso y túnica y capillo negros. Los botones de la túnica hacen juego con la capa. Llevan guantes y zapatos negros y un cíngulo negro. En los desfiles gozosos (los de los dos domingos por la mañana) cambian sus guantes negros por otros blancos y sustituyen en capillo por la medalla. Portan varas metálicas con el emblema de la cofradía en la parte superior.

#### Sede
Su sede social se encuentra en la calle de la Vera Cruz donde reposan varios pasos durante el año, además de varias dependencias donde es tradicional que en Navidad los palentinos y visitantes acudan a ver el gran belén bíblico que la cofradía monta cada año siendo uno de los más populares y galardonados de la capital.
A pocos metros de esta sede social se encuentra la Iglesia de San Pablo que es la sede canónica donde se realizan las misas y actos de culto de la cofradía y se guardan algunos de los pasos que la cofradía procesiona.

### Cofradía Penitencial del Santo Sepulcro

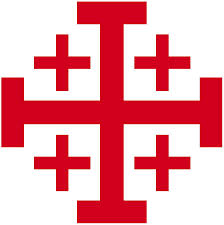
La cruz de Jerusalén es empleada como escudo de la Cofradía del Santo Sepulcro

#### Historia
Su nombre oficial es el de "Real Cofradía Penitencial del Santo Sepulcro, Archicofradía de las cinco Llagas de San Francisco y Cofradía de San Juan Bautista".
Es la cofradía palentina más antigua (data de 1407) y la segunda en antigüedad que desfila hoy día después de la de la Vera Cruz.
La cofradía del Santo Sepulcro fue fundada en 1407 como Cofradía de San Francisco no conservándose testimonio alguno de actividad hasta que en 1563 fue refundada por el escribano Melchor de Cisneros. Posteriormente llegarían las fusiones con otras cofradías, primero con la Cofradía de las Cinco Llagas, con la del Santísimo Sacramento y con la Cofradía de la Quinta Angustia en 1579. En 1585 quedaría agregada también una cofradía denominada Caridad de los Pobres Presos de la Cárcel manteniendo el nombre de San Francisco y por último la de San Juan Bautista. Con la fusión de la última a finales del siglo XIX la cofradía cambió de nombre y de veneración a los que tiene actualmente.
Es una de las cofradías más dinámicas tanto durante la Semana Santa como el resto del año, organizando numerosos actos y muy dispares, desde procesiones en honor de sus patrones durante el verano y el otoño hasta campañas solidarias de donación de sangre.
Supera los 800 cofrades. Posee una banda de cornetas y tambores y un pequeño coro que participa en el desfile de la Quinta Angustia, siendo la única agrupación coral de la Semana Santa de Palencia.
Con siete pasos y una talla que no procesiona pero que es usada en la Función del Descendimiento es la segunda congregación con más pasos, todos ellos de su propiedad.
La cofradía, al disponer de un espacio reducido para la cantidad de pasos que posee, lleva sus tallas a la S.I. Catedral donde pueden ser contempladas en exposición hasta el Viernes Santo por la tarde.
Esta cofradía ha otorgado el título de Hermano Mayor Honorario al Cuerpo Nacional de Policía por lo que custodia a su paso titular en la procesión del Santo Entierro. El Rey de España, Don Juan Carlos también posee esta distinción.

#### Pasos

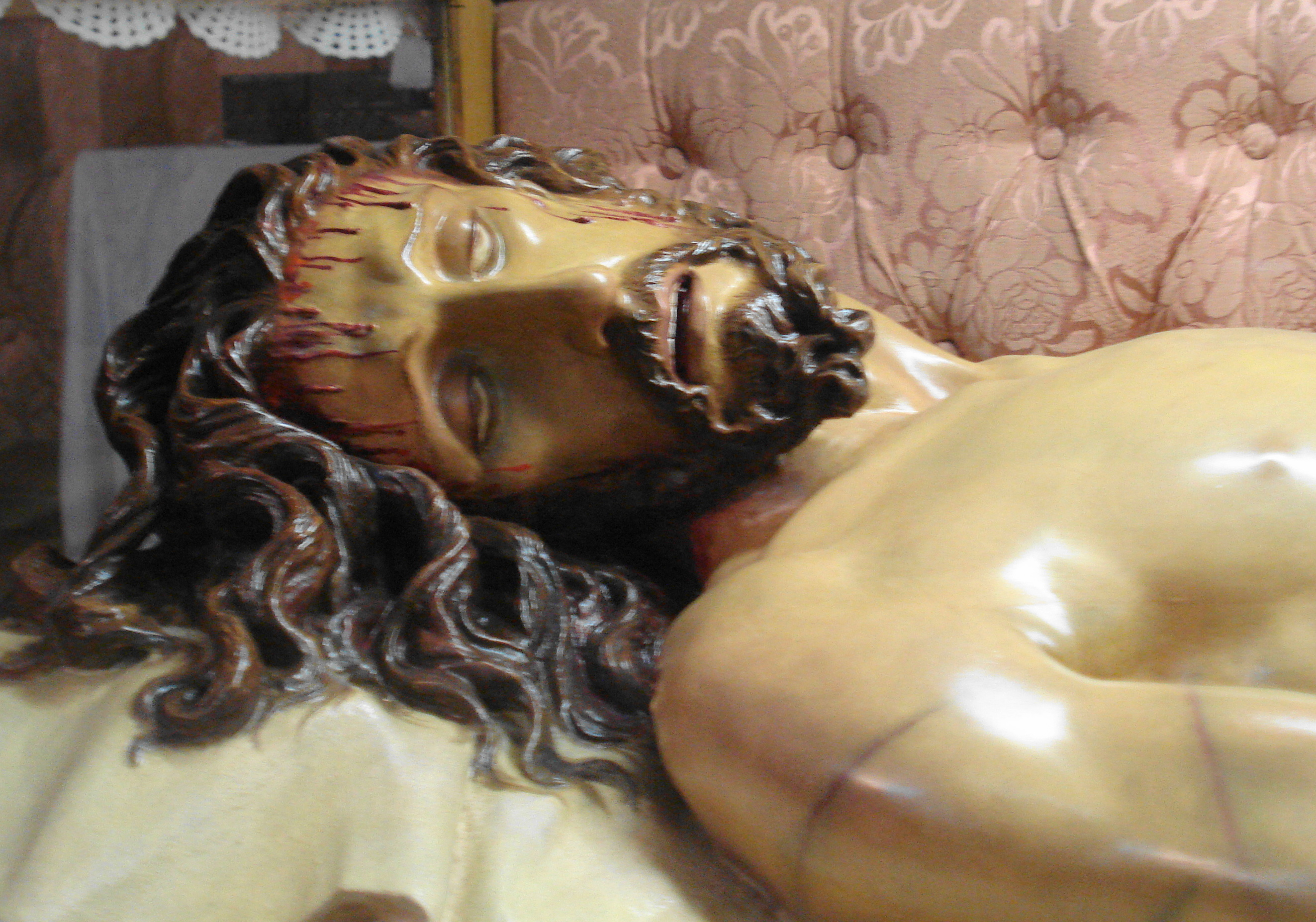
Santo Sepulcro en la urna de su capilla durante el año

La imaginería de las cofradías de Palencia suele complementarse, habiendo pocos casos de solapamientos de las mismas escenas en cofradías diferentes. La imaginería de la cofradía del Santo Sepulcro abarca desde el momento de la muerte de Jesús hasta su sepultura, es decir, el Santo Entierro:
- Cristo del Desenclavo (Imagen de la Función del Descendimiento). Miguel Ángel Rojo 2003.

- La Entrada Triunfal de Jesús en Jerusalén (La Borriquilla). Víctor de los Ríos 1956.
- Stmo Cristo del Perdón. Miguel Ángel Rojo 2003.
- El Calvario del Señor. Miguel Ángel Rojo 2007.
- El Descendimiento. Miguel Ángel Rojo 2002.
- Santo Sepulcro. Ramón Núñez 1927.
- La Quinta Angustia. Antonio de Amusco 1602.
- Virgen de los Siete Dolores. Vicente Espinet 1906.

Dispone de tres tallas más, dos de San Juan bautista (una de ellas de Alejo de Vahía) y un San Francisco (Antonio de Amusco - 1609) que desfilan en sus respectivas fiestas pero no en Semana Santa.

#### Procesiones a su cargo

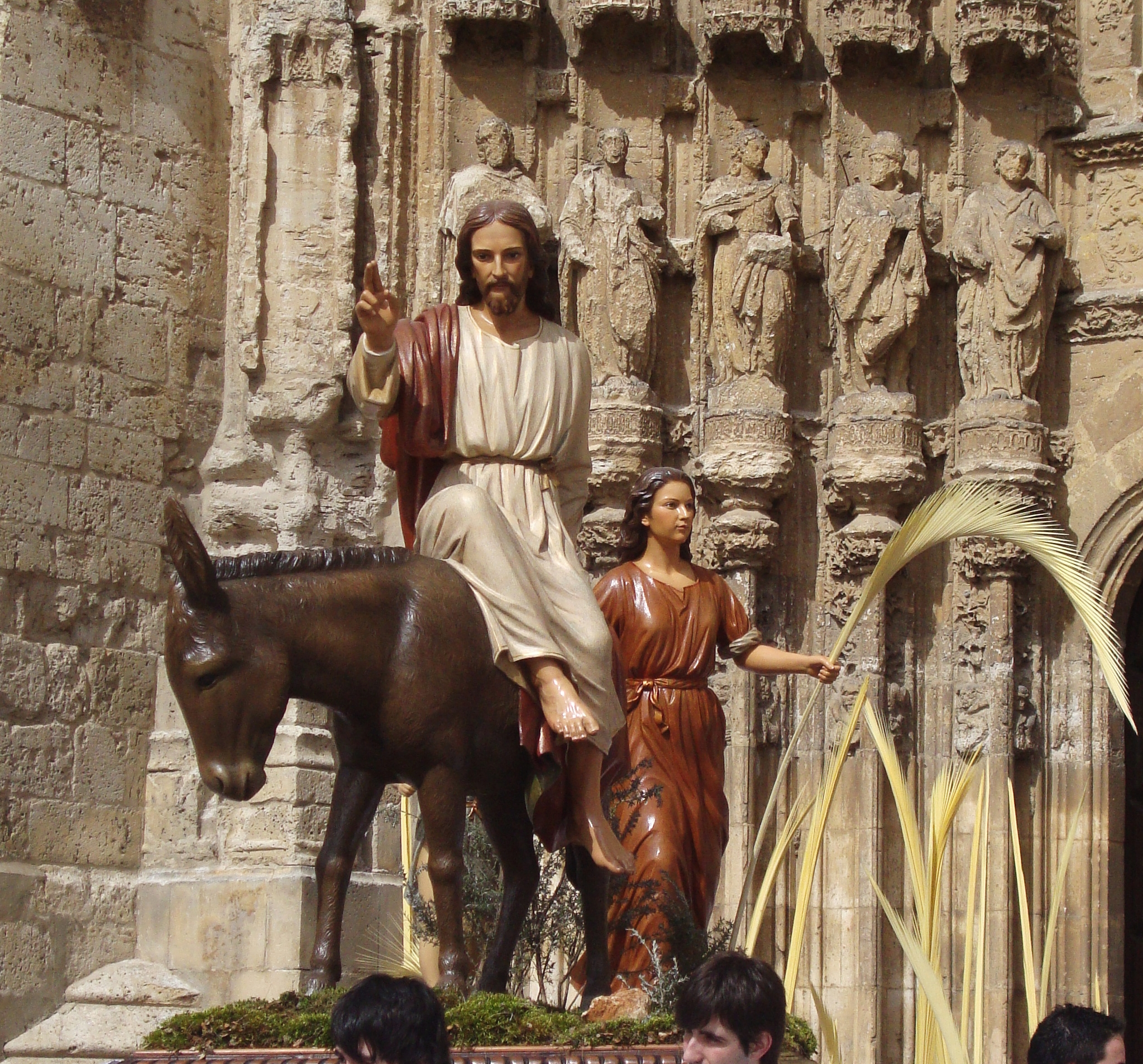
Salida del paso de "La Entrada de Jesús en Jerusalén" de la catedral, momento en que da inicio el desfile homónimo

- Procesión de la Entrada de Jesús en Jerusalén: Domingo de Ramos-12:00. (Conocida popularmente como "Procesión de la Borriquilla").
- Procesión de la Quinta Angustia: Jueves Santo-00:00.
- Función del Descendimiento. Viernes Santo-19:30.
- Procesión del Santo Entierro Viernes Santo-20:00.

Fuera de esta semana organizan otras tres procesiones que son la del Corpus Christi, la de San Juan y la de San Francisco en sus respectivas festividades.

#### Hábito
El hábito es tal vez el más complejo ya que además de túnica, capillo, capa, guantes y cíngulo llevan también manguitos y hebillas en las zapatillas. El aspecto más llamativo de su traje es su blancura solo rota por el color rojo los botones, las hebillas, los ribetes de la capa y los escudos bordados en el capillo, el pecho y la capa. Portan faroles de aceite métalicos y de cristal. El capillo se retira en las procesiones alegres como el resto de cofradías y se sustituye por la medalla.

#### Sede
Su emplazamiento original fue el Convento de San Francisco (sede actual de la cofradía de Jesús Crucificado), posteriormente se trasladó temporalmente a la Iglesia de la Compañía (que es la sede actual de la cofradía del Cristo de la Misericordia) y finalmente se trasladó a la ermita de San Juan que fue demolida en los años sesenta para construir viviendas de la que sólo se conserva el retablo. En los bajos de esas viviendas se encuentra la actual sede canónica y social y que dispone de varios locales así como de un pequeño museo y una capilla donde guardan sus pasos y tienen lugar las celebraciones religiosas durante el año.

### Cofradía de Nuestro Padre Jesús Nazareno

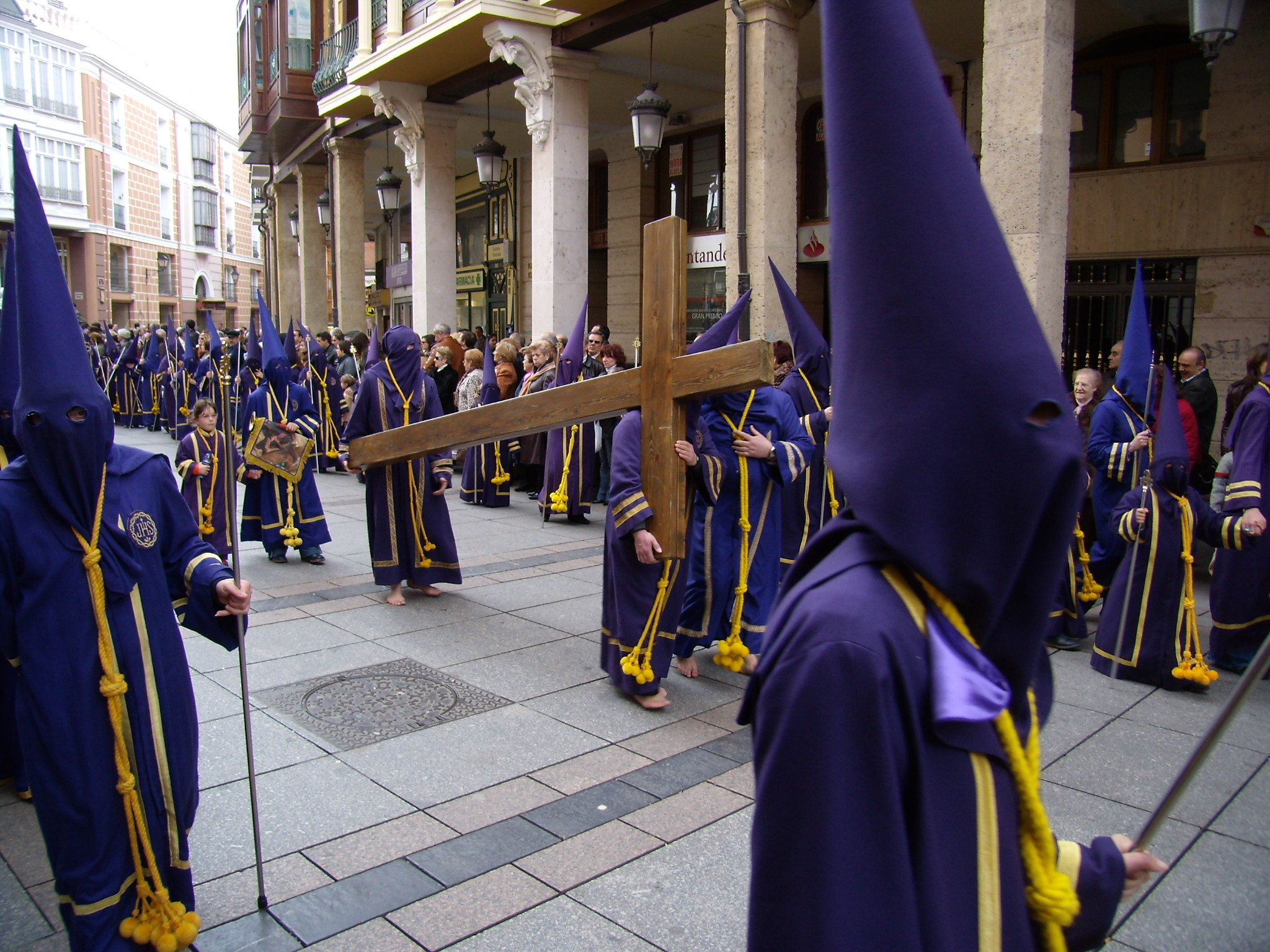
Cofrades nazarenos en la procesión de los Pasos el Viernes Santo

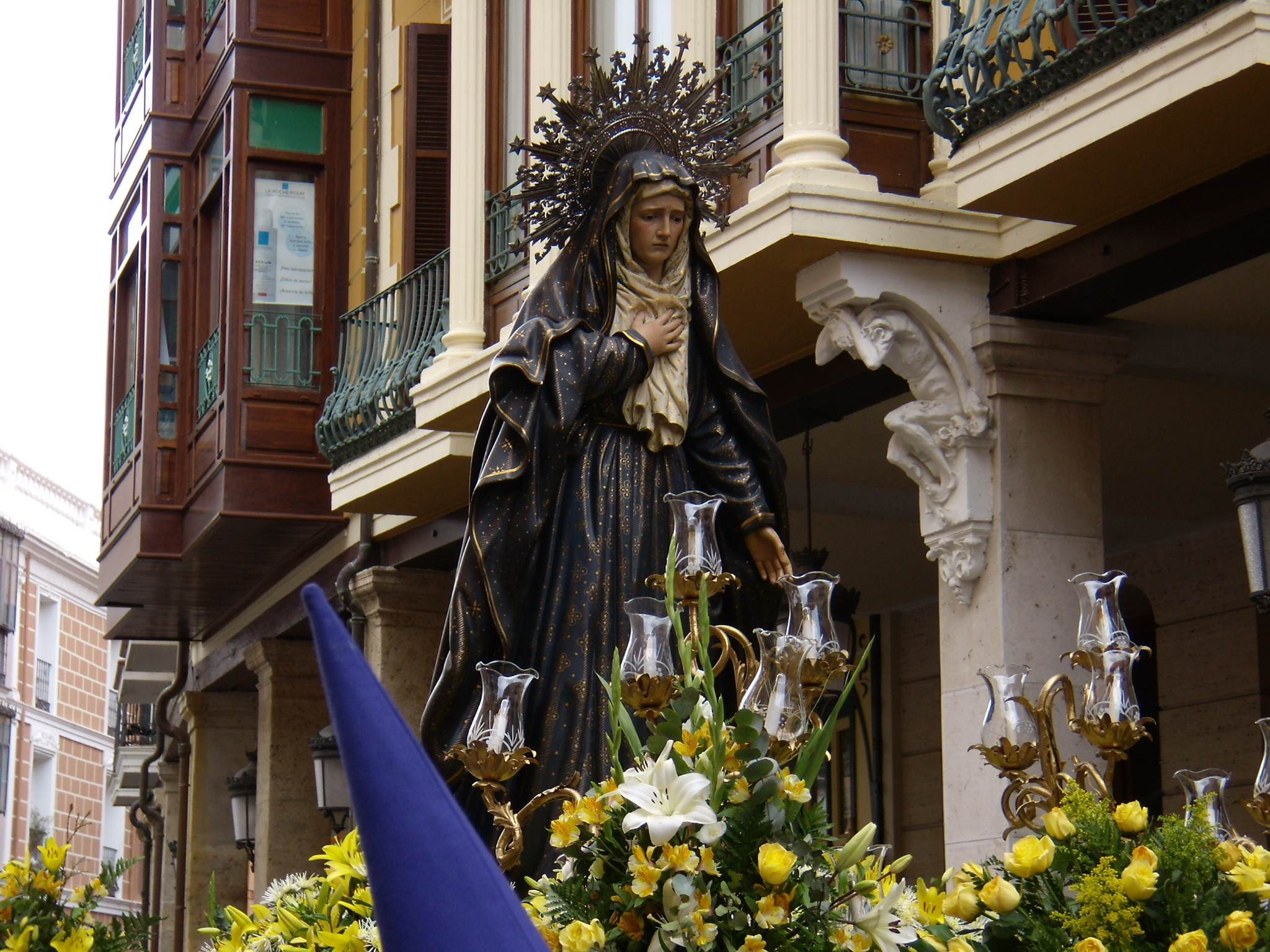
Nuestra Madre la Virgen de la Amargura de Víctor de los Ríos (1955)

Nombre oficial completo: Cofradía Penitencial de Nuestro Padre Jesús Nazareno y Nuestra Madre la Virgen de la Amargura.

#### Historia

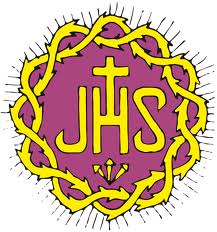
Escudo Jesús Nazareno

La cofradía fue fundada el 26 de diciembre del año 1604. En sus inicios la cofradía sufría falta de hermanos cosa que no refleja en absoluto la actualidad ya que hoy día es la que más tiene. Ya desde sus orígenes la cofradía mostró gran tolerancia al permitir pertenecer a la misma a gentes de toda condición. En 1614 se adquiere la Erección de la Cruz, su paso más antiguo en la actualidad. Ese mismo año se cambia el hábito negro por el morado que tienen hoy día. Posteriormente obtuvieron La Verónica y Longinos en cuyos autores se inspiraron en las tallas homónimas vallisoletanas. Posiblemente al percatarse de que no tenían paso titular en 1717 se le encargó a Tomás de la Sierra la talla de Jesús Nazareno acompañado por el Cirineo, ambas tallas de vestir siguiendo la moda de la imaginería del siglo XVIII.
La crisis que las cofradías sufrieron en el siglo XVIII hizo descender el número de cofrades y propició que los tres primeros pasos tuvieran que llevarse en carroza rodada. Superada la crisis en el siglo XIX se decidió que la talla de Jesús Nazareno fuera portada exclusivamente por hermanos descalzos, costumbre que se mantiene hoy día.
Ya en el siglo XX se pensó encargar una talla de María labor que fue encomendada a Víctor de los Ríos. Fue tal el impacto de fervor que producía contemplar a esa virgen provocó el cambio de nombre de la cofradía que añadió a su nombre original la coletilla de: "y Nuestra Madre la Virgen de la Amargura". El resultado fue tan grato para la cofradía que encargaron al mismo escultor y ese mismo año la sustitución de la talla titular de Tomás de la Sierra. El resultado también fue superior a lo esperado pero el cariño hacia la antigua talla evitó su sustitución. No obstante para eliminar el parecido entre ambas esculturas se decidió retirar la imagen del Cirineo a la antigua talla de Jesús Nazareno. Es por esto que la cofradía tiene aún hoy, tres pasos titulares (los dos Nazarenos deben portarse solo por hermanos descalzos). Desde entonces las únicas modificaciones que ha sufrido la imaginería de la hermandad han sido las restauraciones de los tres pasos antiguos en la primera década del siglo XXI y la sustitución de sus carrozas procesionales así como la sustitución de la carroza de la Virgen por unas andas plateadas de gran tamaño.
En la actualidad la cofradía cuenta con una amplia banda, seis pasos y dos procesiones a su cargo más la colaboración en la procesión del Prendimiento. Se trata de la hermandad más numerosa con casi 1500 hermanos.
Es Hermana Mayor Honoraria de la cofradía la Guardia Civil cuya banda de música acompaña cada año a su imagen titular de Jesús con el Cirineo.

#### Pasos
Los seis pasos de la cofradía nazarena representan desde el momento en que Cristo carga la cruz hasta su muerte, es decir, el Calvario. Todos ellos desfilan en la procesión de los Pasos.
- Nuestro Padre Jesús Nazareno (conocido popularmente como "el Viejo" o "el Abuelo". Tomás de la Sierra 1717.
- Nuestro Padre Jesús Nazareno con el Cirineo (conocido como "el Nuevo"). Víctor de los Ríos 1955.
- La Verónica o "Jesús camino del Calvario". José de Rozas, Antonio Vázquez y Bernardo López de Frías 1694.
- Erección de la Cruz. Lucas Sanz de Torrecilla 1614.
- Longinos o "La lanzada". José de Rozas y Antonio Vázquez 1692.
- Nuestra Madre la Virgen de la Amargura. Víctor de los Ríos 1955.

#### Procesiones que organiza
- Procesión de Silencio y Penitencia: Viernes Santo-1:00.
- Procesión de los Pasos: Viernes Santo-11:00.

La procesión principal es la de los Pasos. Además de estas dos, la cofradía participa activamente en la organización de la procesión del Prendimiento colaborando con la cofradía de Jesús de Medinaceli.

#### Hábito
Los nazarenos disponen del hábito más sencillo: Tienen una túnica morada con galones dorados y con su escudo "JHS" pegado en el pecho. Tienen un capillo morado con el escudo y de su cuello cuelga un cordón amarillo con borlas que representa la cuerda atada al cuello de Jesús Nazareno. No llevan guantes pero sí manguitos morados.
Llevan varas metálicas con el emblema "JHS" en la parte alta.

#### Sede
La sede de la cofradía nazarena ocupa toda la fachada norte de la plaza de San Pablo (una de las más transitadas en la Semana Santa). Además de una lujosa capilla donde reposan durante todo el año los tres pasos titulares, la cofradía dispone de amplias dependencias para dar cabida a sus necesidades entre las que se encuentran un salón donde se instala el Nacimiento en Navidad o un extenso patio entre otras.

### Cofradía de Nuestra Señora de la Soledad
La Cofradía Penitencial de Nuestra Señora de la Soledad, a pesar de ser una de las menos numerosas y contar con un solo paso, conserva desde su fundación un gran prestigio.

#### Historia

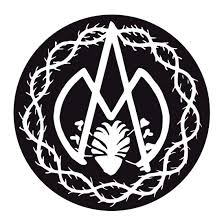
Escudo Soledad

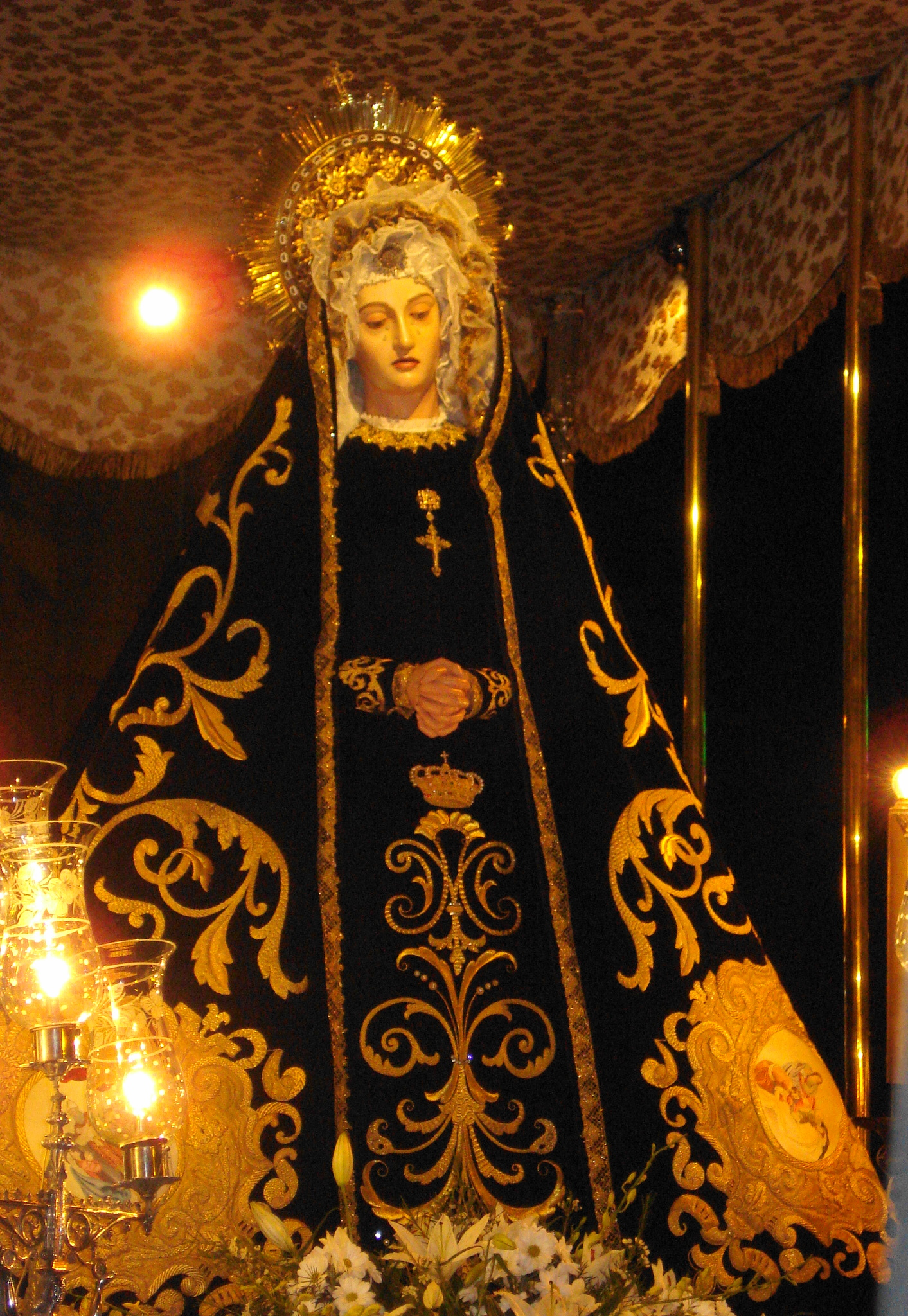
Nuestra Señora de la Soledad

Esta hermandad es la última de las "antiguas cofradías" de Palencia ya que las supradichas más ésta datan de antes del siglo XVII y las otras cuatro siguientes no serán fundadas hasta los siglos XX y XXI.
Fue fundada, según rezan sus estatutos "A devoción de los oficiales de la pluma" en el año 1657 y en sus orígenes estaba exclusivamente formada por escribanos, de ahí su prestigio.
La única talla que poseen es la de "Nuestra Señora de la Soledad" aunque la escultura propiamente dicha se limita a las manos y la cabeza (es una talla de vestir) se trata de un paso de gran belleza, probablemente el más popular y venerado de Palencia y el más conocido fuera de la ciudad. La virgen desfila bajo palio pero no se asemeja a las vírgenes andaluzas pues no deja de tener una austeridad y elegancia típicamente palentinas. Representa a la Virgen María llorando su soledad tras la muerte de su hijo. Antaño iba ataviada con un traje blanco con capa negra como era costumbre entre las viudas palentinas, aquel antiguo traje con el que desfilaba es el que hoy lleva durante todo el año ya que cuando se acerca la Semana Santa los hermanos la visten de negro completamente, con un gran manto de cola en terciopelo negro y un riquísimo bordado dorado.
A pesar de que contaban con una cantidad reducida de hermanos, la posición de estos era tan acomodada que se pudieron permitir el lujo de comprarle al convento de San Francisco una capilla. La capilla era de un tamaño reducido así que fue ampliada a mediados del siglo XVII. Fue restaurada en el año 2008, recuperándose toda la calidad de sus riquísimas yeserías de las bóvedas, únicas en la ciudad.
Con el paso de los años la cofradía fue admitiendo a hermanos de toda condición sumando a día de hoy un total de algo menos de 500
En el verano de 2006, la iglesia de la cofradía recibió el impacto de un rayo lo que dañó el tejado de su cúpula. Tres meses después se declaró un incendio en la misma iglesia. Desde entonces, el Cuerpo de Bomberos de Palencia es Hermano Mayor Honorario de la cofradía debido a la eficiente labor que desarrolló apagando esos dos incendios.

#### Paso
- Nuestra Señora de la Soledad. Anónimo, del siglo XVII.

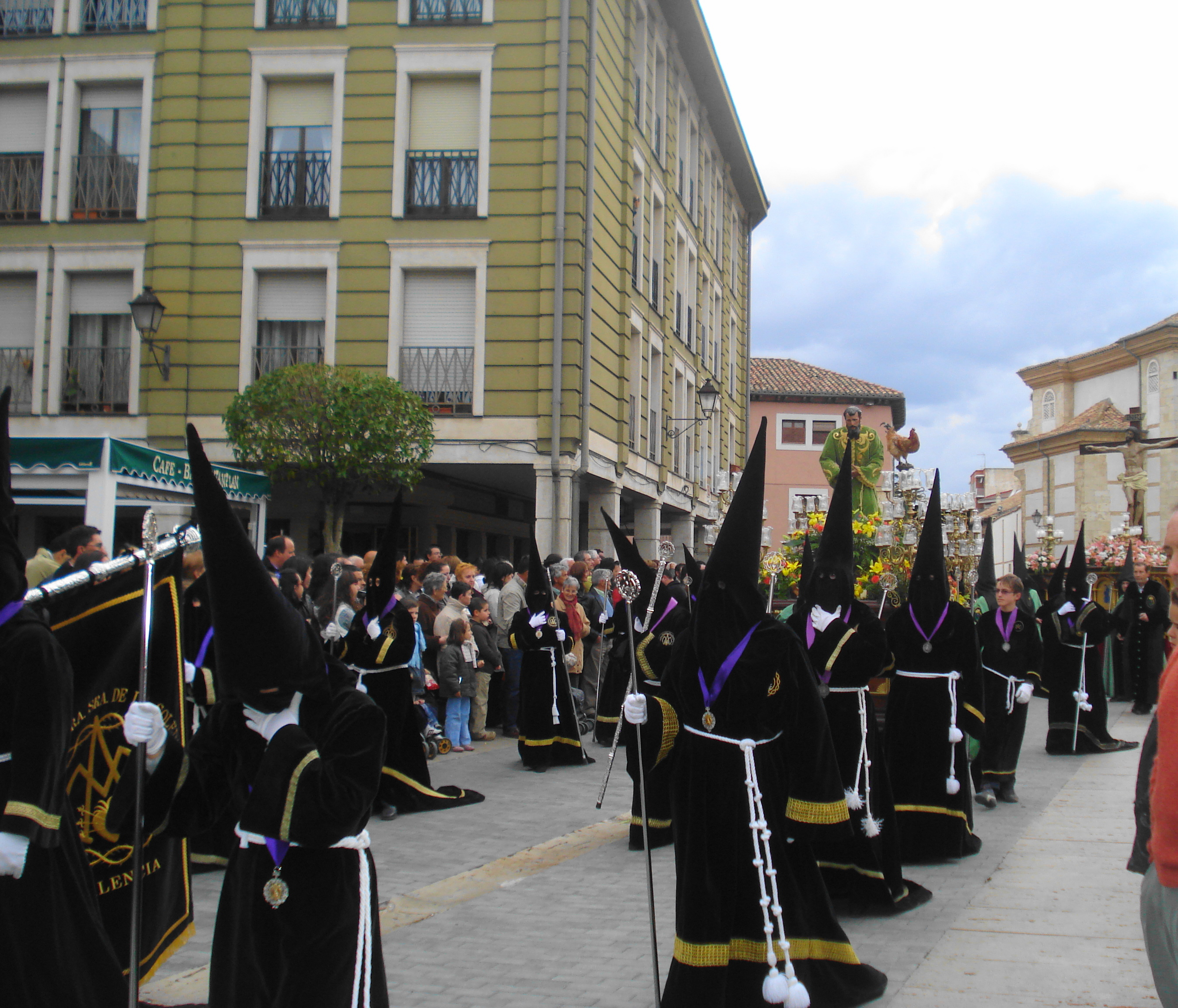
Hermanos de la Cofradía de la Soledad el Jueves Santo ataviados con su particular traje de cola en terciopelo negro

#### Procesión a su cargo
- Procesión de la Soledad de la Virgen: Sábado Santo-20:30.

#### Hábito
Es quizá el más original porque aunque no lleven capa, la prolongación hacia atrás de su túnica crea una cola en imitación a la de su imagen titular. El traje es de terciopelo negro con ribetes en las mangas y en la cola dorados. El cíngulo blanco rompe la negrura y la medalla con cinta morada ciñe ligeramente el capillo también negro. Llevan zapatos negros y guantes blancos. Portan varas de metal.

#### Sede
Su sede, anexa al convento de San Francisco, comprende una capilla con salidas a la calle Ignacio Martínez de Azcoitia y a la plaza de San Francisco y pequeñas dependencias donde se realizan las actividades de la hermandad.

### Hermandad del Santísimo Cristo de la Misericordia
Data de 1943, y a pesar de no tener más que un paso posee banda desde finales de 1994, formada por 35 cofrades.

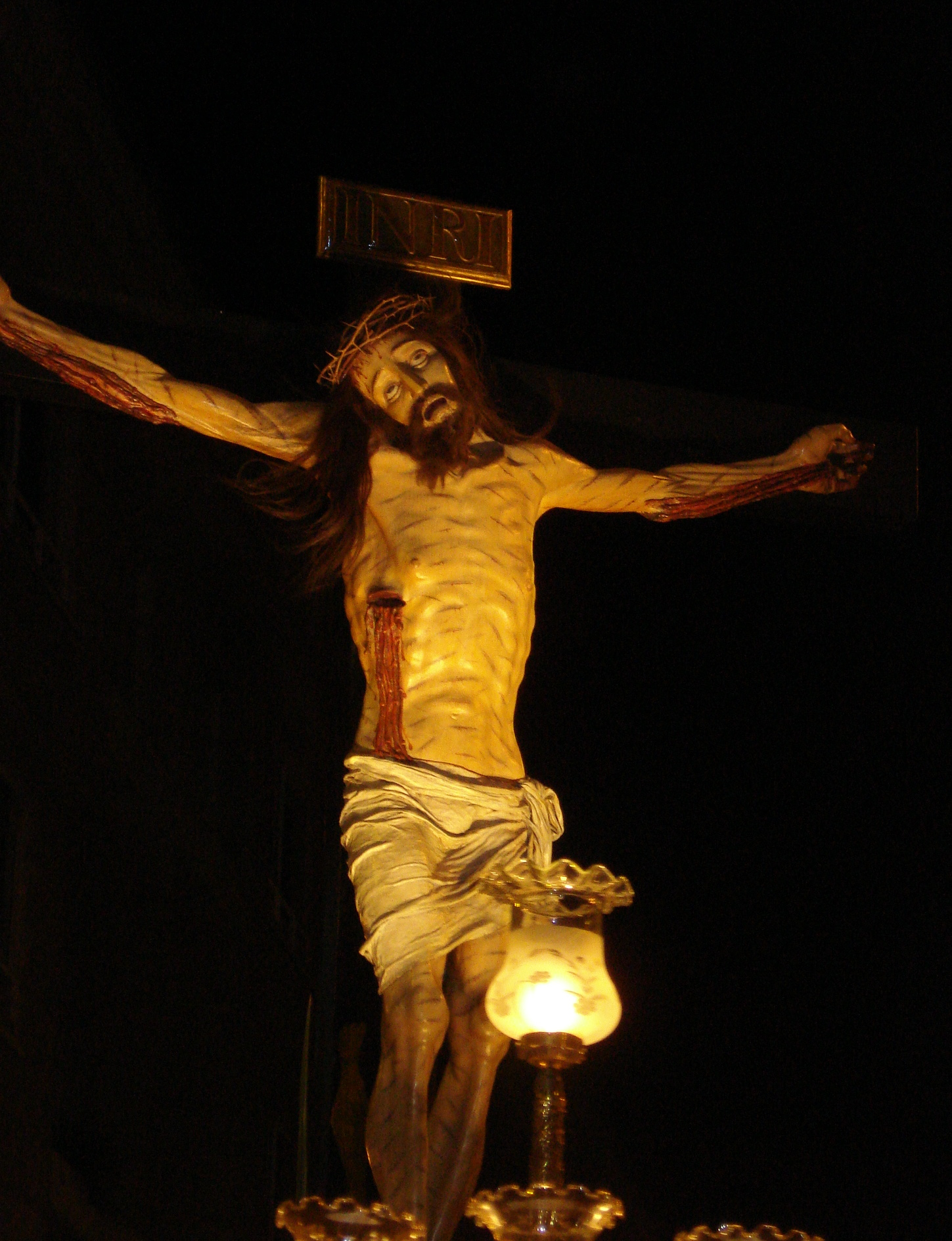
Santísimo Cristo de la Misericordia,

#### Historia

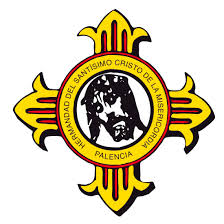
Escudo Misericordia

La cofradía surge del deseo de las juventudes de la iglesia de la Compañía de sacar a la calle la imagen del Cristo de la Misericorda. En el año 1942 se propone esa salida en la procesión del Santo Entierro y la cofradía del Santo Sepulcro, organizadora del desfile, lo acepta. Además la de la Vera-Cruz les presta unas andas para llevar la imagen. El resultado fue muy grato y un grupo de devotos fundarán esta cofradía en el año 1943. A mediados de los años 60 se estrenó la actual carroza metálica obra del orfebre Maese Calvo, una de las más espectaculares de la Semana Santa.
La antigua procesión del vía crucis estaba organizada por la cofradía nazarena y se la cedió a esta hermandad.
En el año 2011 se crea la procesión del Indulto, en la mañana del Jueves Santo, manteniendo, no obstante el vía crucis en la plaza Mayor pero sin procesión posterior como se había venido haciendo en los últimos lustros.
La cofradía del Cristo de la Misericordia tiene una gran cantidad de Hermanos Mayores Honorarios, a saber la Cruz Roja que en ocasiones escolta a su titular, la Asociación de Antiguos Alumnos Salesianos y el Cuerpo Nacional de Policía (como la cofradía del Santo Sepulcro) cuyo escuadrón de caballos participa en ocasiones en su procesión titular. Incluso Francisco Franco llegó a poseer también dicho título.
En el año 2018 la cofradía adquirió el paso de Nuestra Señora del Perdón,imagen realizada por Óscar Salmerón. Este nuevo paso se incorporó a las procesiones del Santo Vía Crucis (en carroza) y a la del Indulto (en andas), ambas procesiones organizadas por dicha cofradía y además esta Virgen desfilará junto a todas las demás el Sábado Santo, en la procesión de la Soledad de la Virgen.

#### Paso
- Stmo Cristo de la Misericordia, atribuido a Juan de Valmaseda, siglo XVI
- Nuestra Señora del Perdón. Óscar Salmerón 2018
- S.Juan Evangelista. Galo Conesa 2021

#### Procesiones que organiza
- Procesión del Santo Vía Crucis: Miércoles Santo-20:30
- Procesión del Indulto: Jueves Santo-12:00

#### Hábito
Recuerda en cierta forma al del Santo Sepulcro y es por eso por lo que a veces al cargar los pasos ponen a los hermanos de ambas congregaciones juntos. Consiste en una túnica y capillo rojos rememorando la sangre de Cristo, llevan una cruz pegada al capillo. El cíngulo va a juego con la capa blanca ribeteada en rojo y con los guantes. Suelen llevar medalla cuando van destapados.
Portan singulares varas metálicas: en su parte baja son ordinarias pero en el extremo superior el mástil de la vara se convierte en el madero de la cruz de Jesús, éste aparece en metal crucificado.

#### Sede
Su sede canónica se encuentra en la Iglesia de la Compañía donde en un retablo en la nave del Evangelio se halla su imagen titular durante todo el año.
Su sede social, sita en la calle Mayor Antigua, dispone de un amplio salón donde reposan las cruces que desfilan en la procesión del Santo vía crucis y dónde se encuentra la Virgen del Perdón durante el resto del año, también hay un cristo que no desfila. Poseen además varias habitaciones, en una de ellas guardan la carroza de metal del Cristo de la Misericordia. En dicha sede se puede contemplar desde hace varios años un gran belén montado por los propios hermanos de la cofradía que ha sido galardonado en multitud de ocasiones con premios y menciones por el Ayuntamiento de Palencia.

### Cofradía Penitencial de Nuestro Padre Jesús Crucificado y Nuestra Madre Dolorosa

#### Historia

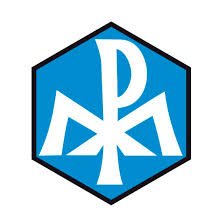
Escudo Crucificado

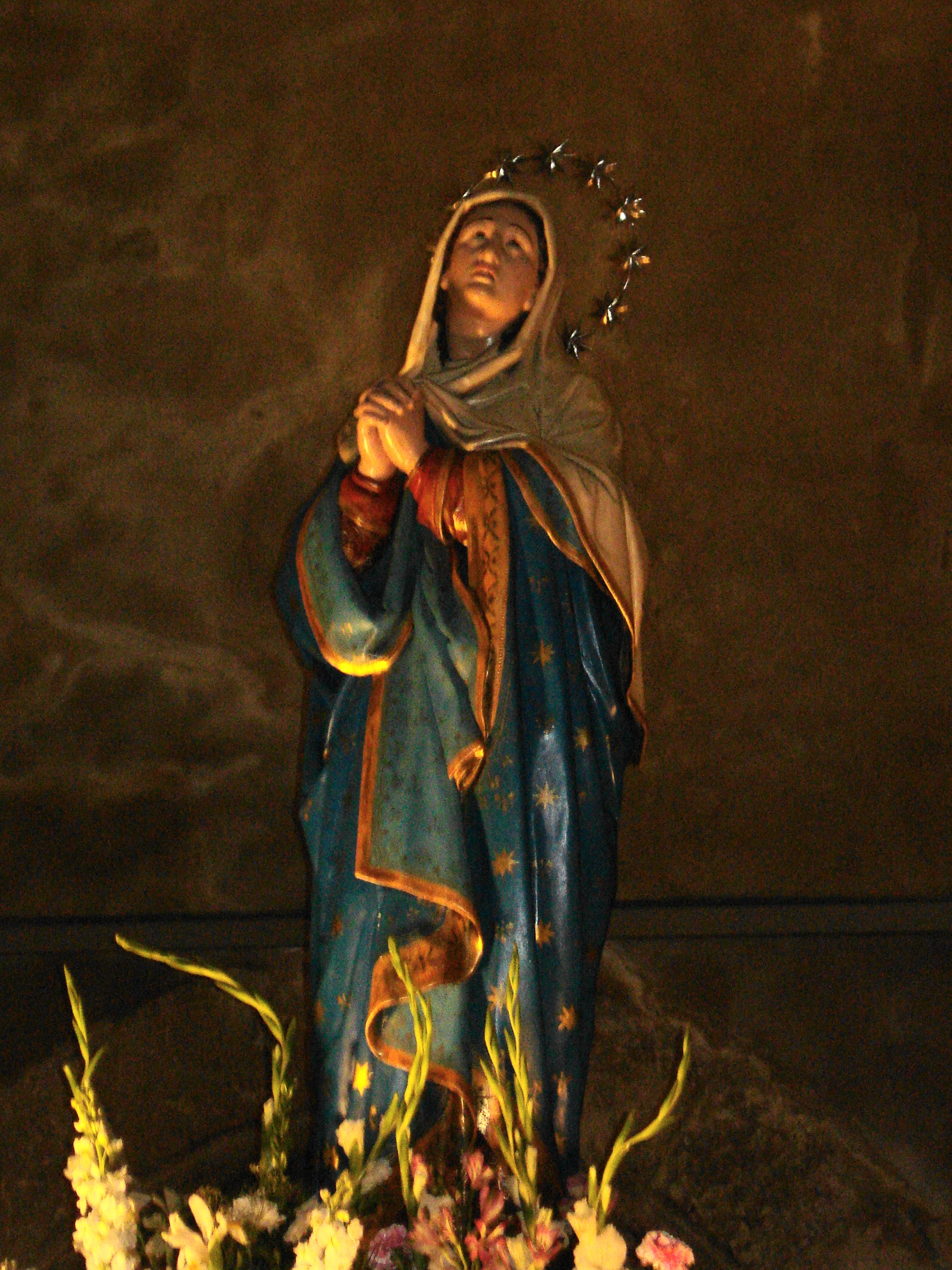
Nuestra Madre Dolorosa

Su historia está asociada a las Congregaciones Marianas de los Luises y a reuniones que mantuvieron en el año 1952 trece de sus miembros palentinos. A principios del año 1953 se funda oficialmente la cofradía en torno al convento de San Francisco y adquieren las tallas de Jesús Crucificado (el paso más antiguo, data de finales del siglo XV y fue tallado por Alejo de Vahía) y la de Nuestra Madre Dolorosa (siglo XIX). Ambas tallas desfilan juntas en la procesión del Santo Entierro dando la sensación de que hay tres en vez de dos pasos pues el cristo desfila solo el lunes en un soporte metálico y la virgen por su parte lo hace sola también el Sábado Santo en la procesión de la Soledad de la Virgen.
Actualmente, la congregación cuenta con unos 200 hermanos.
La policía local de Palencia es Hermana Mayor Honoraria de esta cofradía y por este motivo escoltan a su paso titular en la procesión del Santo Entierro celebrada el Viernes Santo.

#### Pasos
- Nuestro Padre Jesús Crucificado. Alejo de Vahía. Hacia 1500.

- Nuestra Madre Dolorosa. Escuela de Olot 1935

#### Procesiones a su cargo
- Procesión de las Cinco Llagas: Lunes Santo-20:30
- Santo Vía crucis a Nuestros Mayores: Sábado Santo

#### Hábito
Los cofrades de esta hermandad visten un traje que recuerda al de la Virgen María: túnica y capillo blancos con un cíngulo blanco como símbolo de pureza y una capa de azul claro a juego con los botones como el manto azul cielo de la Virgen. El calzado está generalmente formado por unas zapatillas de esparto y como objeto adicional llevan una vara de madera que en su parte alta dispone de una pequeña tabla en horizontal formando una cruz, van con su medalla: un cordón azul con un crucifijo de madera colgado, todos estos sencillos atributos son el símbolo de la humildad de María ya que ni siquiera llevan guantes.

#### Sede
Su sede se encuentra en el Convento de San Francisco, uno de los más importantes de la ciudad.

### Archicofradía de la Real e Ilustre Esclavitud de Nuestro Padre Jesús de Medinaceli

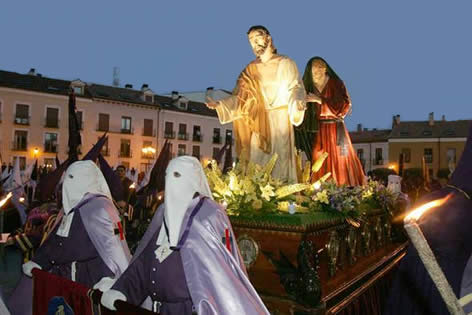
La Traición de Judas en la plaza de la Inmaculada

#### Historia

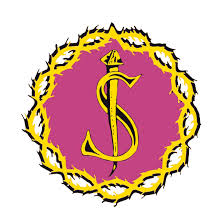
Escudo Medinaceli

La imagen de Jesús preso en su advocación de Medinaceli siempre ha suscitado gran devoción en España de ahí que se crearan numerosas congregaciones bajo su advocación. Esta cofradía, que surge de la imagen anónima del siglo XVII cuya tradición reza que es una de las copias del Cristo de Medinaceli sevillano, fue fundada 1934 en la parroquia de San Miguel donde se encontraba y encuentra la talla titular. A pesar de datar de antes que las cofradías del Cristo de la Misericordia y Jesús Crucificado no desfiló hasta el año 1987. En el año 2005 fue tallada "la Traición de Judas" por Carlos Guerra del Moral para enlazar la talla en la cronología pues la procesión que organiza es la del Prendimiento.
Actualmente cuentan con unos 400 hermanos.

#### Pasos

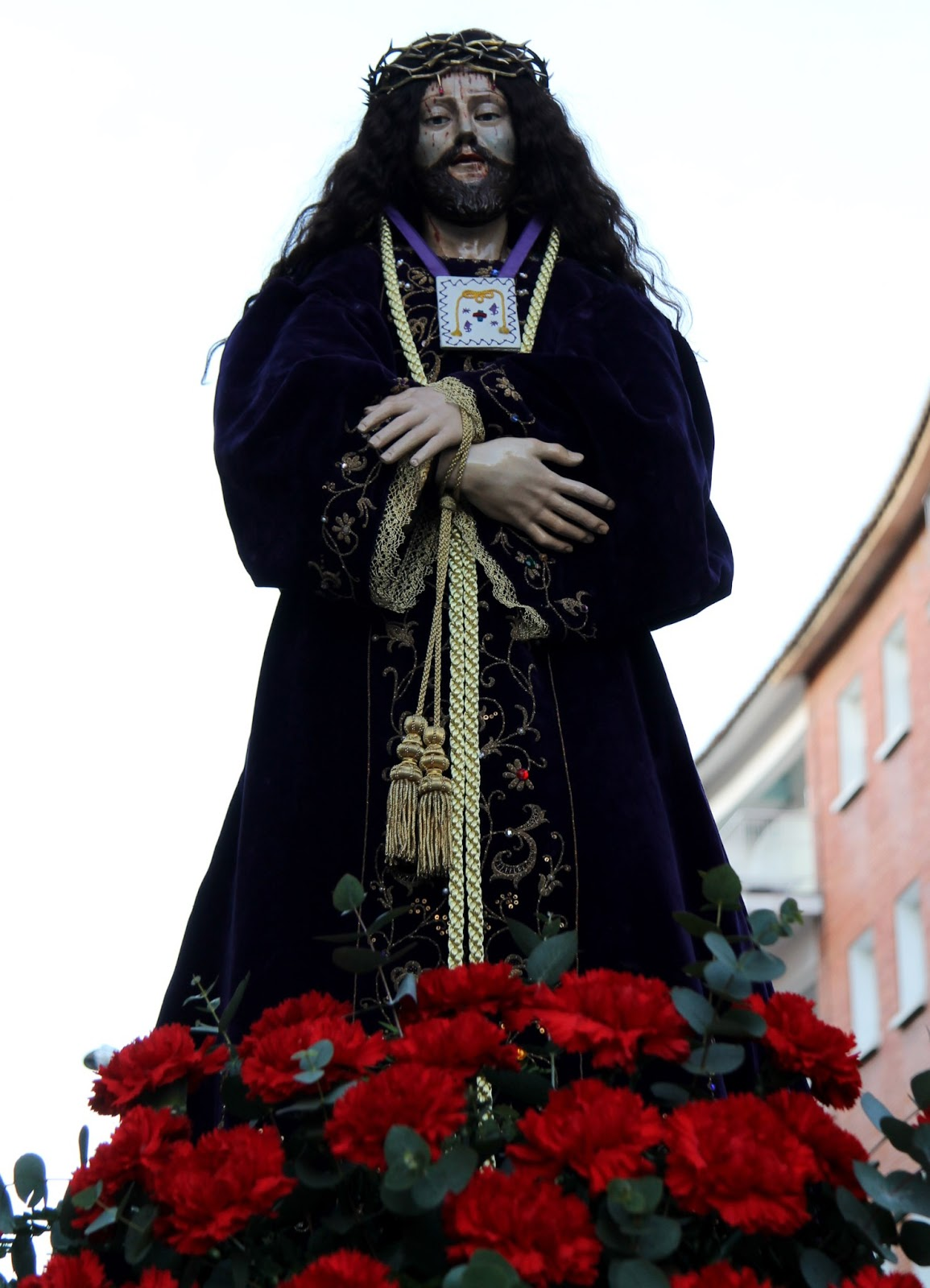
Jesús de Medinaceli

- La Traición de Judas. Carlos Guerra del Moral, 2005.
- Nuestro Padre Jesús de Medinaceli. Anónimo, siglo XVII.

#### Procesión que organiza
- Procesión del Prendimiento: Martes Santo-21:00

#### Hábito
Es uno de los hábitos más originales por su colorido, tienen un capillo blanco ceñido con un escapulario, símbolo de su hermandad. La capa es de color malva y la túnica morada con
cíngulo y botones blancos. Portan varas con su símbolo en la parte alta y calzan zapatos negros.

#### Sede
Su sede canónica se encuentra en la Iglesia de San Miguel en la nave izquierda se encuentra la imagen titular que recibe culto durante todo el año y especialmente el primer viernes de marzo como es tradición. Su sede social se encuentra en la calle Los Pastores.

### Hermandad Franciscana de la Virgen de la Piedad
Fue fundada el 9 de enero del año 2003 a raíz de la Orden Franciscana Seglar que también desfilaba con una imagen de la Piedad de Gregorio Fernández.

#### Historia

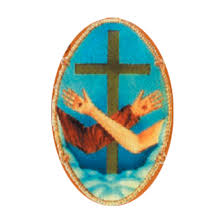
Escudo Piedad

Al disgregarse de la anterior hermandad, la nueva cofradía no poseía imágenes y a pocos meses de Semana Santa solo pudieron obtener la Cruz Desnuda, de más de 2 metros y medio de altura y tallada por los hermanos Martínez. Esta situación de poseer tan solo un paso muy sencillo que ni siquiera tenía carroza propia cambió pronto aumentando rápidamente la organización de la cofradía, el número de cofrades y su importancia en la Semana Santa. Tanto es así que el año siguiente fue adquirida la Virgen de la Piedad, titular de la cofradía, que desfiló por primera vez en el año 2004 incluyendo, detrás de la Virgen, la Cruz Desnuda. Otro problema que tenía esta cofradía es que no tenían procesión que organizar, se creó así la procesión de Piedad y Reconciliación en el Sábado de Pasión de 2005. Posteriormente se encargó una nueva carroza (esta vez propia) para procesionar el paso titular. En el año 2012 la cofradía recupera una tradición caída en el olvido: el Oficio de Tinieblas, acto celebrado en su sede canónica tras el cual tiene lugar la procesión de Luz y Tinieblas.
Se concluye así que tras unos inicios complicados, en pocos años la cofradía se ha convertido en una de las más activas y prometedoras de la Semana Santa palentina, en estos años ha sabido consolidar su procesión de Piedad y Reconciliación y recuperar el Oficio de Tinieblas (ambos actos de marcado carácter penitencial, sobrio y solemne, respetando escrupulosamente el carácter tradicional de la Semana Santa de Palencia). Además de la imagen de la Piedad, la cofradía también tiene las pequeñas tallas de San Francisco de Asís y San Antonio de Padua donadas por organizaciones religiosas con motivo de su nacimiento. La cofradía además ha procesionado de manera irregular la talla del Cristo-Señor de la Vida y de la Muerte esculpida por los Hnos. Martínez perteneciente a la iglesia de San Agustín, sede canónica de la cofradía, haciéndolo por primera vez el Miércoles Santo del año 2007 en la procesión del Santo vía crucis y haciéndolo ahora ya de manera regular en la procesión de Luz de Tinieblas.

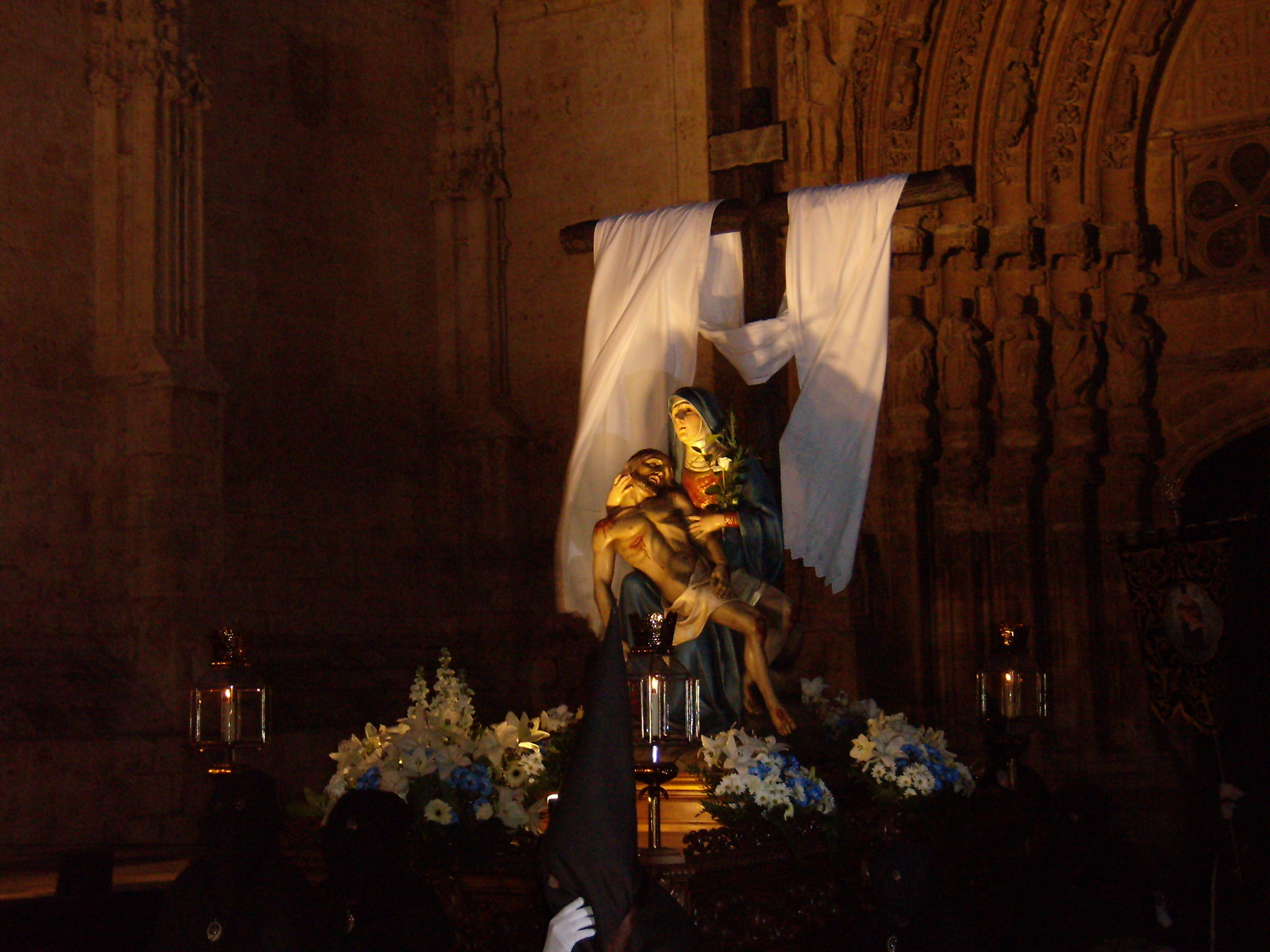
Virgen de la Piedad

En 2018, la cofradía decide añadir el paso de San Francisco de Asís (mencionado antes) a la Procesión de Piadad y Reconciliación, el Sábado de Pasión, junto a la Virgen de la Piedad. Aun así es mismo año no pudo salir por causas meteorológicas y como excepción en el año 2019 la procesión salió sola con el paso de la Virgen.
También en el año de 2016 la cofradía creó su propia banda de carracas y tambores y la única de Palencia. Al principio eran pocos pero luego la banda fue creciendo y participando en diversas procesiones. Pero de vuelta con el año 2022 descubrimos que la banda de cornetas y tambores se disipó.
En el año 2018, la cofradía adquirió del escultor Esteban Sánchez Rosado la magnífica talla de Nuestra Señora de los Ángeles. Virgen que empieza a salir ese mismo año en la procesión del Miércoles Santo, de Luz y Tinieblas acompañando así al Cristo de la Vida y la Muerte en su trayecto hasta la parroquia de Allende del Río pero destruyendo el acto final del Miércoles Santo entre la Quinta Angustia y este mismo Cristo. También este paso procesiona el Sábado Santo con todos los pasos marianos palentinos en la procesión de la Soledad de la Virgen.

#### Pasos
- Sto Cristo-Señor de la Vida y de la Muerte. Hnos. Martínez 2002.
- Stma Virgen de la Piedad. Hnos. Martínez 2004.
- Nuestra Señora de los Ángeles. Esteban Sánchez Rosado 2017.
- S.Francisco de Asís.Talleres Vda.de Reixach principios del siglo XX.

#### Procesión a su cargo
- Procesión de Piedad y Reconciliación: Sábado de Pasión-19:30
- Procesión de Luz y Tinieblas: Miércoles Santo-22:45

#### Hábito
El hábito tiene la sobriedad franciscana: Es completamente marrón tanto capa como capillo y túnica, el capillo es cambiado por una capucha que tapa ligeramente la cara en las procesiones de Piedad y Reconciliación (que es su desfile organizado), Quinta Angustia o Silencio y Penitencia. Llevan cíngulo y guantes blancos. Como atributo portan un sencillo farol de cristal con una vela en su interior.

#### Sede
Su sede canónica se encuentra en la iglesia de las Agustinas Canónigas sita en la calle Mayor. Su sede social, bastante alejada de la canónica, está en la calle Mancornador y cuenta con varias dependencias donde se coloca un belén muy interesante en Navidad.

### Hermandad Penitencial de Nuestro Padre Jesús de la Sentencia
Nombre oficial completo: "Hermandad Penitencial de Nuestro Padre Jesús de la Sentencia, del Santísimo Cristo de la Buena Muerte y de María Santísima de la Esperanza".

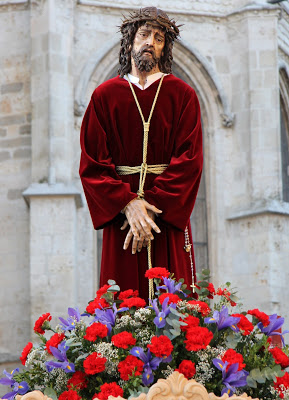
Ntro. Padre Jesús de la Sentencia

#### Historia

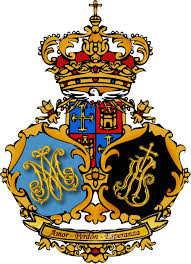
Escudo Sentencia

La Hermandad Penitencial de Nuestro Padre Jesús de la Sentencia, del Santísimo Cristo de la Buena Muerte y de María Santísima de la Esperanza, vulgo Hermandad de la Sentencia, es la más joven de entre las cofradías penitenciales de Palencia.
A finales del año 2007 se comienza a barajar la idea de crear la hermandad con los fines de dotar a nuestra Semana de Pasión con un nuevo paso de misterio: la Sentencia de Cristo. Después de varios meses de dudas y diversos contactos, la idea comienza a tomar forma y con la colaboración de buena parte de los miembros de la Asociación Cultural Banda de CC. Y TT. Stmo. Cristo de la Buena Muerte de Palencia se dan los primeros pasos encaminados a la fundación de esta nueva Hermandad.
En una densa reunión celebrada el 1 de junio de 2008 a la que asisten cerca de cincuenta personas, se aprueba el primer borrador de las Reglas y Estatutos que regirán el funcionamiento de la futura Hermandad, así mismo se aprueba las bases de los objetivos de la misma, hábito y el escudo-emblema corporativo que formara parte de los documentos, medalla e insignias.
A partir de aquella fecha, y con el beneplácito de la Delegación Diocesana de Cofradías y Hermandades de la diócesis y del señor Obispo, se crea la comisión gestora de la hermandad, la cual se encargó de ir dando la forma más adecuada a las Reglas y Estatutos, hasta obtener después de muchas reuniones, las que definitivamente han sido aprobados por la autoridad eclesiástica.
En paralelo a los trabajos de adecuación de las Reglas se dan diversos pasos encaminados a conseguir cierta financiación para los inicios de la Hermandad; y encontrar una sede canónica para venerar a las Imágenes Titulares de la futura corporación y donde centrar la acción formativa y caritativa de la misma. Es la parroquia de Santa María Estela en el barrio del Ave María y en representación de la misma su párroco Eulogio Poza, la que definitivamente acoge con entusiasmo a esta nueva Hermandad.
A principios de octubre de 2009 se recibe del obispo, por boca del vicario de la diócesis, el visto bueno para la creación definitiva de la nueva Hermandad. En ese mismo mes de octubre se procede a realizar la presentación del proyecto a las autoridades locales y provinciales, con una excelente acogida por su parte.
En la Cuaresma de 2010 se presenta oficialmente la Hermandad a los medios de comunicación. En esas mismas fechas se realiza el primer acto institucional consistente en la bendición del estandarte e imposición de medallas a todos los hermanos; es un trabajo realizado sobre terciopelo bordado en hilo de oro por el hermano Severiano Aguado. En Semana Santa del mismo año acompaña con una representación a la Hermandad del Sacramentado en su estación de penitencia por las calles de León; este mismo año se participa en todos los actos y procesiones organizados por la Hermandad de Cofradías de Palencia, con una significativa representación. En el mes de noviembre se adquiere a la Hermandad de Ntro. Padre Jesús Nazareno de Baza (Granada) el paso que con unos pequeños arreglos y una parihuela nueva construida por los propios hermanos hace posible que ese mismo mes comiencen los ensayos de costaleros.
El 19 de marzo de 2011 Ventura Gómez hace entrega oficialmente de la imagen de N. P. Jesús de la Sentencia, el acto de entrega se materializa mediante una ceremonia región celebrada en la céntrica iglesia del Santo Ángel de la capital Hispalense, donde nuestra imagen se expone por primera vez al culto a petición expresa de su autor. Es por fin el 21 de marzo de ese mismo año cuando se recibe de manos del Obispo de la diócesis Exmo. Sr. D. Esteban Escudero el Decreto que erige canónicamente a esta Hermandad. El 1 de abril, en una ceremonia celebrada en nuestra sede canónica presidida por el Sr. Obispo de la diócesis y con la compañía de la Banda del Stmo. Cristo de la Buena Muerte, de las autoridades locales y provinciales, del resto de Hermandades de Palencia y de esta Hermandad amiga del Sacramentado de León. Al finalizar el acto Ntro. Padre Jesús de la Sentencia fue presentado a la ciudad de Palencia mediante un pequeño recorrido por las calles próximas a nuestra sede.
15 de abril Viernes de Dolores de 2011, el primer Acto Penitencial el Señor de la Sentencia preside un vía crucis Penitencial realizado por las calles adyacentes a la parroquia con una gran afluencia y acogida de palentinos y visitantes de otras provincias que quisieron acompañarles en este importantísimo día para ellos. Todo el recorrido contó con el acompañamiento de la Banda de cc y tt de la Victoria de León. Siendo el primer paso a costal que procesional por las calles de Palencia. En mayo se convocan las primeras elecciones a Hermano Mayor, siendo elegido por aclamación Beatriz Blasco Diez, cesando la gestora que hasta ese momento había llevado a cabo la gestión de la Hermandad.
En el 2012 se repite este Acto Penitencial conservando el formato original del año anterior pero esta vez con el acompañamiento musical de la Banda de cc y tt del Stmo. Cristo de la Buena Muerte de Palencia, y de nuevo con una gran acogida.
En el cabildo general ordinario celebrado el 8 de febrero de 2013 se propone a la Banda de Cornetas y Tambores del Stmo. Cristo e la Buena Muerte como merecedora del nombramiento de Hermano Honorario de esta Hermandad, este nombramiento se hace efectivo en el acto de imposición de medallas a nuevos hermanos celebrado en fechas posteriores, obsequiando a la Banda como recuerdo de este nombramiento de un nuevo Banderín bordado a mano en hilo de oro, trabajo realizado de manera altruista por el hermano Severiano Aguado, también se les hace entrega de un documento con el nombramiento y un corbatín con los colores de la hermandad. Este mismo año la Hermandad es admitida de pleno derecho en el seno de la Hermandad de Cofradías Penitenciales de Palencia, participando en todos los actos y actividades programadas por esta organización. El 2 de marzo la Sentencia participa en el vía crucis extraordinario organizado en la diócesis con motivo del año de la Fe, siendo la primera ocasión en la que el Señor de la Sentencia recorre calles céntricas y del casco antiguo de Palencia. Para esta ocasión la Cofradía Hermana de N.P. Jesús Nazareno y N.M. la Virgen de la Amargura ceden su capilla para que sirva de lugar de salida y regreso a la imagen titular de esta Hermandad nueva en la participación de este vía crucis.
Los siguientes años consecutivo se organiza el acto Penitencial del Santo vía crucis en las calles del barrio del Ave María en la fecha del Viernes de Dolores, en esta ocasión y a requerimiento expreso de la Hermandad de Cofradías Penitencial no se pudo utilizar el Hábito.
Como novedad se presenta la imagen de uno de los Romanos que forman parte del paso de misterio de Ntro. Padre Jesús de la Sentencia. Actualmente la Hermandad tiene 187 hermanos.
En el año 2017 se aprueba que la salida de la estación de penitencia se inicie desde la S.I. Catedral de la capital, a pesar de las dificultadas de salvar las vías ddl ferrocarril que separan el centro del barrio del Ave María, elcortejo transcurre por el paso subterráneo de la avd. de Santander con un importante seguimiento de fieles y público, hasta regresar a la parroquia sede de la Hermandad.
En vista de las dificultades en la organización de una estación de penitencia que transcurra por las calles centrales de la ciudad y la S.I. Catedral, y de previsiones para la iglesia de Sta. Mº Estela, en 2018 la Junta de Gobierno propone al Cabildo, el cambio de Sede Canónica ante el ofrecimiento por parte de las MM. Agustinas Recoletas del convento de la Expectación (Esperanza) de la calle Jorge Manrique de Palencia, de utilizar su capilla para sede de la Hermandad; la propuesta es aprobada por unanimidad, y ratificada por el Sr. Obispo de la diócesis. el 16 de junio del mismo año y haciendo coincidir con el X aniversario de la fundación de Hermandad La imagen de N.P. Jesús, es trasladada a su nueva ubicación en salida extraordinaria, cortejo en el que somos acompañados por la Banda de CC. y TT. del Stmo. Cristo de la Buena Muerte, por representantes del resto de cofradías penitencias de la capital, la cofradía de San Antonio de Padua, con la que la Sentencia está hermanada y por las autoridades civiles de la capital. La imagen de N.P. Jesús es portada de manera excepcional en unas andas tradicional a hombro, siendo portada por hermanos de las diferentes penitenciales y de la propia hermandad. A las ocho de la tarde la Imagen del Sr. de la Sentencia es recibida por las MM. Agustina en su casa por un intenso repique de campanas.
En las mismas fechas se inaugura una nueva Casa de Hermandad, ubicada en la C/ Gil de Fuentes, 14, un amplio local que mejora sustancialmente la vida de Hermandad, al encontrarse a escasos metros de la Sede Canónica.

#### Pasos
- Nuesto Padre Jesús de la Sentencia: Ventura Gómez 2011.

- Consta con un centurión romano del 2013 obra del mismo autor como parte del misterio 
- María Stma de la Esperanza: Ventura Gómez 2022.

#### Procesiones a su cargo
- Procesión de la Sentencia: Viernes de Dolores-21:00

#### Hábito
Túnica color Burdeos con botonadura negra, zapatos, guantes, cíngulo y capa de color negro, lleva bordado el escudo de la Hermandad en el lado izquierdo de la capa, se cubren la cabeza con una capucha / capillo de color Burdeos.

#### Sede
Canónica en la capilla del convento de clausura de las MM. Agustinas Recoletas, que tiene dedicación a la Virgen de la Expectación (Esperanza) y está ubicada en la C/ Jorge Manrique.
La sede social o Casa de Hermandad está ubicada en la C/ Gil de Fuentes, 14, a escasos metros de la sede canónica.

## Procesiones en la Semana Santa en Palencia
Como se ha dicho las procesiones de la Semana Santa de Palencia se caracterizan por una gran elegancia, sobriedad y recogimiento. Existen actualmente 15 procesiones en las que todas las cofradías tienen derecho a desfilar sean o no organizadas por ellas mismas, de este modo, una cofradía organiza una procesión permitiendo al resto que participen activamente de ella (enviando cofrades, costaleros o incluso pasos propios). La organización de las procesiones es de la siguiente manera:
- Cofradía de la Santa Vera-Cruz: Tres procesiones, el Domingo de Ramos, el Jueves Santo y el Domingo de Resurrección.
- Cofradía del Santo Sepulcro: Tres procesiones, el Domingo de Ramos, el Jueves Santo y el Viernes Santo
- Cofradía de Jesús Nazareno: Dos procesiones, ambas el Viernes Santo más la colaboración en la procesión del Martes Santo.
- Cofradía de la Soledad: Una procesión el Sábado Santo.
- Hermandad del Cristo de la Misericordia: Una procesión el Miércoles Santo.
- Cofradía de Jesús Crucificado: Una procesión el Lunes Santo.
- Archicofradía de Jesús de Medinaceli: Una procesión el Martes Santo (colaborando la cofradía nazarena).
- Hermandad de la Virgen de la Piedad: Dos procesiones, el Sábado de Pasión y el Miércoles Santo.
- Hermandad de la Sentencia: Una procesión el Viernes de Dolores.

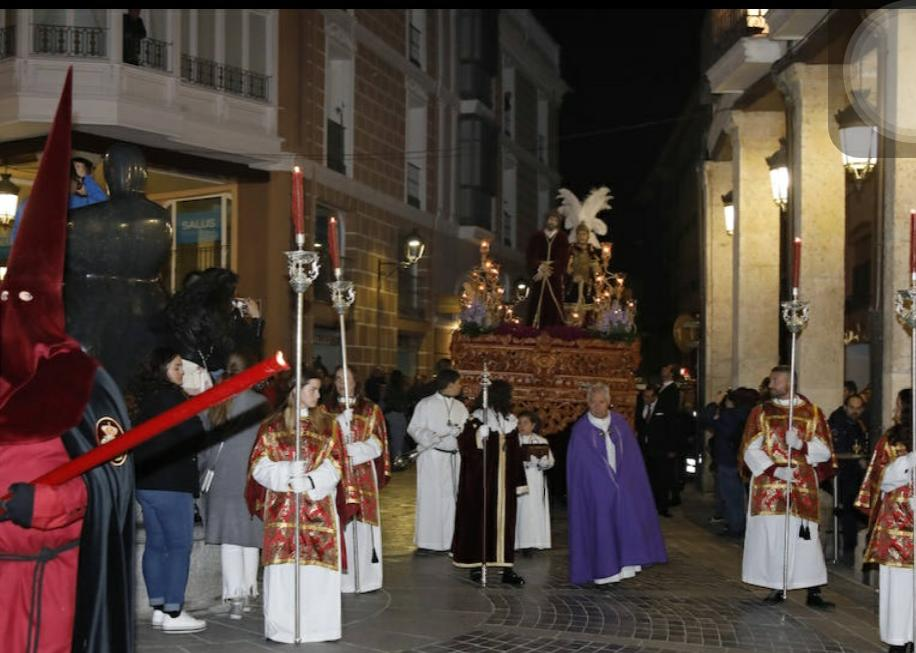
Parte del cortejo de la estación de penitencia de la Hermandad de N.P. Jesús de la Sentencia

| Día                     | Madrugada                           | Mañana                                         | Tarde-noche                                                   |
| Jueves de Pasión        |                                     |                                                | Pregón de Semana Santa.                                       |
| Viernes de Dolores      |                                     |                                                | Procesión de la Sentencia.                                    |
| Sábado de Pasión        |                                     |                                                | Procesión de Piedad y Reconciliación.                         |
| Domingo de Ramos        |                                     | Procesión de la Entrada de Jesús en Jerusalén. | Procesión del Santo Rosario del Dolor.                        |
| Lunes Santo             |                                     |                                                | Procesión de las Cinco Llagas.                                |
| Martes Santo            |                                     |                                                | Procesión del Prendimiento.                                   |
| Miércoles Santo         |                                     |                                                | Procesión del Santo Vía crucis. Procesión de Luz y Tinieblas. |
| Jueves Santo            | Procesión de la Quinta Angustia.    | Procesión del Indulto.                         | Procesión de la Oración del Huerto.                           |
| Viernes Santo           | Procesión de Silencio y Penitencia. | Procesión de los Pasos.                        | Función del Descendimiento. Procesión del Santo Entierro.     |
| Sábado Santo            |                                     | Vía Crucis a Nuestros Mayores.                 | Procesión del Dolor. Procesión de Soledad de la Virgen.       |
| Domingo de Resurrección |                                     | Procesión del Rompimiento del Velo.            |                                                               |

### Viernes de Dolores
A la caída de la noche en la Procesión de la Sentencia, rodeado por un fervor que, a pesar de la juventud tanto de la imagen como de la propia Hermandad, se ha ido consolidando poco a poco; el Cristo de la Sentencia, único paso portado a costal de la ciudad, sale por la puerta lateral, la que da al patio, del convento de las MM. Agustinas Recoletas, por la C/ Gil de Fuentes. Acompañado por los sones de la Banda de Cornetas y Tambores de la Santisima Trinidad de Palencia, el cortejo gira hacia la puerta principal del convento y sede canónica de esta Hermandad, en donde en una breve parada tiene lugar la lectura de la sentencia de N.S. Jesucristo, dictada por Poncio Pilato. Continua la estación de penitencia por delante de la S.I. Catedral de San Antolín, dirigiéndoselo hacia la C/ Santo San Pedro lugar donde desde tiempo inmemorial se ubica una hornacina con la imagen de San Pedro, es aquí donde se realiza un toque de oración en memoria de todos los hermanos y familiares difuntos. El cortejo continua por el casco antiguo de la ciudad dirigiéndose por la plaza del Cordón hacia la iglesia de N.S. de la Calle, patrona de la ciudad, para continuar su lento transcurrir haciendo su primer paso por los cuatro cantones con una "revirá" a la derecha enfilando la C/ Mayor hasta Becerro de Bengoa, C/ Colón y Don Sancho, llegando de nuevo a los cuatro cantones donde realizan una nueva "revirá" para tomar de nuevo la C/ Mayor hasta la C/ Barrio y Mier y regresar a la sede de la Hermandad. La estación de Penitencia completa tiene una duración de tres horas y media.
Paso que desfila: Ntro Padre Jesus de la Sentencia.

### Sábado de Pasión
La Procesión de Piedad y Reconciliación organizada por la cofradía de la Virgen de la Piedad, fue creada en el año 2005 y es la única de itinerario claramente variable ya que cada año recorre un barrio para llevar a aquellas zonas externas de la capital que no disfrutan de los desfiles al menos una procesión. El motivo central de esta procesión en una reafirmación de unidad y perdón tanto entre los cofrades como entre cualquier asistente. El desfile sale al son de tararú de la sede de la cofradía, sita en la calle Mayor, hasta la iglesia del barrio establecido, allí se celebra el Acto Penitencial Comunitario centrado en una confesión general que tiene como fin iniciar la Semana Santa libre de pecado. Tras el acto se recorre el barrio en cuestión en un gran silencio solo roto por un tambor y una carraca emprendiéndose el regreso a la sede de la cofradía organizadora donde finaliza el desfile.
El paso que desfila es la Virgen de la Piedad.

#### Barrios por los que transcurre[10]
- Año 2005: barrio de San Juanillo (acto en la iglesia parroquial del mismo nombre).
- Año 2006: barrio de San Antonio[11] (acto en la iglesia del mismo nombre).
- Año 2007: barrio del Carmen (acto en la parroquia de Nuestra Señora del Carmen).
- Año 2008: barrio de Allende el Río (iglesia de Nuestra Señora de Allende el Río). Este año fue el primero en que una procesión atravesó un puente, en este caso "el Puentecillas" con la intención de dar mayor vistosidad y popularidad al desfile. Además discurriró por el frondoso parque del Sotillo los Canónigos produciéndose la singular estampa de una procesión cruzando el Río Carrión y posteriormente un parque de vegetación tan cerrada que recuerda a un bosque.
- Año 2009: barrio Pan y Guindas (iglesia de San Marco). Durante esta procesión, el desfile ascendió un puente cruzando las vías del ferrocarril, algo también insólito.
- Año 2010: barrio de Allende el Río. Dada la vistosidad y expectación del itinerario del año 2008 se decidió retomar este itinerario. El éxito que se nuevamente se obtuvo propició que se barajara la posibilidad de recorrer este barrio cada dos años, reservando los años intermedios a visitar otros como se venía haciendo anteriormente.
- Año 2011: barrio Ave María[12] (acto en la parroquia de San Ignacio y Santa Inés).
- Año 2012: A pesar de la decisión de que los años pares la procesión recorriera el barrio de Allende el Río, al crearse la Procesión de Luz y Tinieblas se estipuló que fuera esta procesión la que se desplazara hasta dicho barrio mientras que la procesión de Piedad y Reconciliación recorrería de nuevo cada año un barrio diferente. Así en 2012 la procesión recorrió el barrio de San José (celebrándose el acto en la iglesia de San José ).
- Año 2013: De nuevo se vuelve a San Juanillo

### Domingo de Ramos
De mañana tiene lugar la alegre y multitudinaria Procesión de la Entrada de Jesús en Jerusalén, la primera de las tres organizadas por la cofradía del Santo Sepulcro.

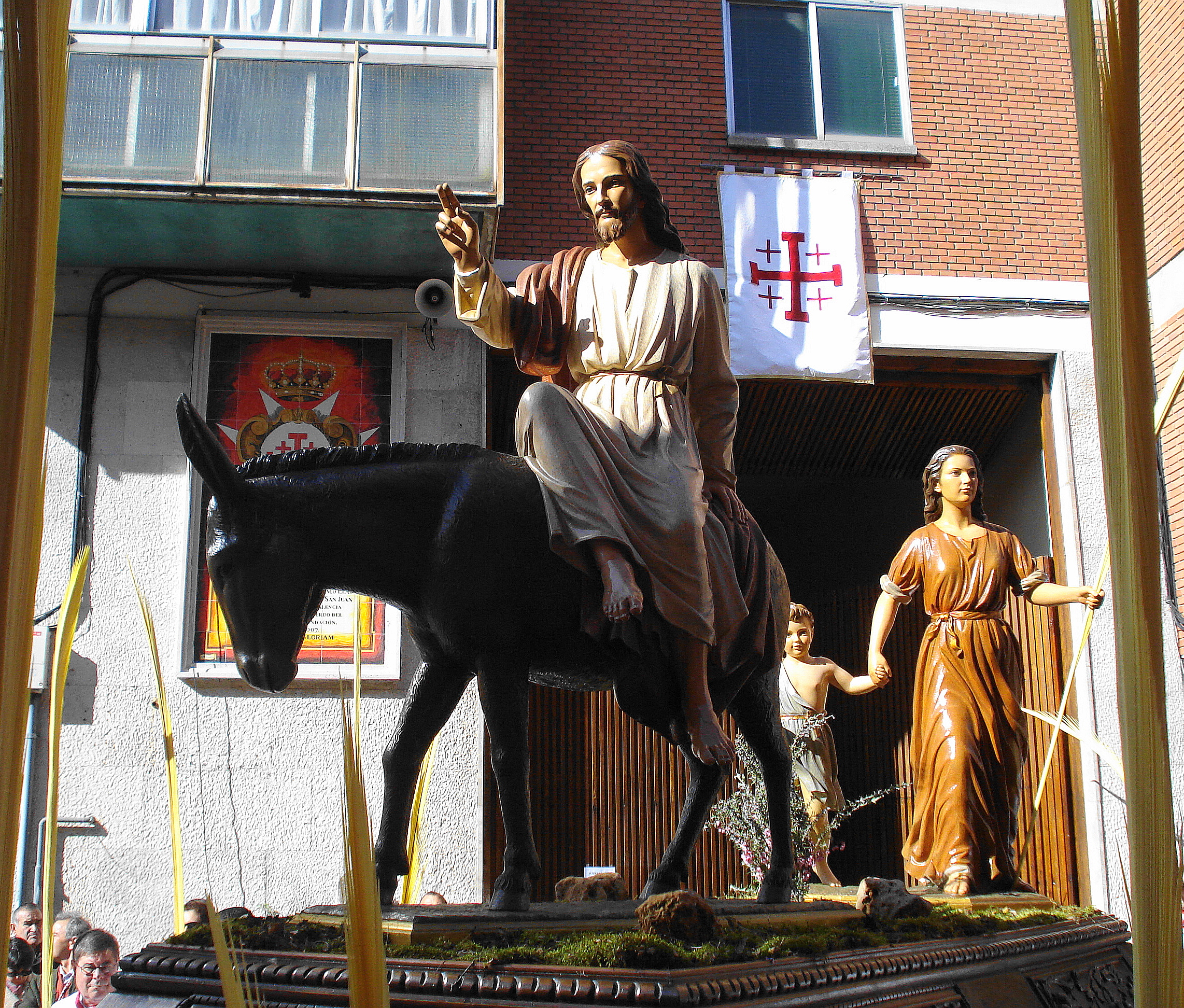
"La borriquilla" saliendo de su cofradía

La procesión comienza con la salida del paso de la sede de la cofradía a las 10:30 e inmediatamente después tiene lugar la bendición de palmas y ramos a las puertas de esta sede por el Obispo de la diócesis donde el público puede hacerse con una rama de romero bendecida. A continuación parte la procesión litúrgica (en la que sólo desfila la cofradía del Santo Sepulcro con su paso y algún representante de las demás hermandades) junto las autoridades eclesiásticas hasta la propia catedral donde tiene lugar la misa solemne de Ramos. Tras concluir la celebración, las demás cofradías acuden a la plaza de la Inmaculada, frente a la catedral y esperan la salida de la cofradía organizadora, cuando esto sucede (a las 12:00) da comienzo la procesión principal.
Este desfile, que es uno de los más multitudinarios, recorre el casco antiguo de la ciudad en un ambiente festivo y alegre, donde los niños (tanto del público como de las cofradías) tienen un gran protagonismo. Es muy popular que el pueblo vea a "la borriquilla" con sus ramos de romero o palma como en tantas otras ciudades españolas. Tras un largo recorrido y alrededor de las 14:30 la procesión finaliza en la sede de la cofradía organizadora, de donde partió. Allí se introduce el paso en la capilla mientras es aclamado por los cofrades de todas las cofradías con un batir de palmas y con los acordes de la marcha real simbolizando la Entrada Triunfal.
El paso que desfila es la talla de La Entrada de Jesús en Jerusalén de Víctor de los Ríos.
Como curiosidad cabe destacar que la meteorología rara vez desluce el desfile en el que suele brillar el sol (cosa que no ocurre con muchas otras procesiones dada la elevada pluviosidad de la primavera en Palencia), así pues dentro de la cofradía organizadora se puede escuchar el dicho de cuando sale la Borriquilla, el Sol brilla.
Por la tarde tiene lugar la Procesión del Santo Rosario del Dolor.

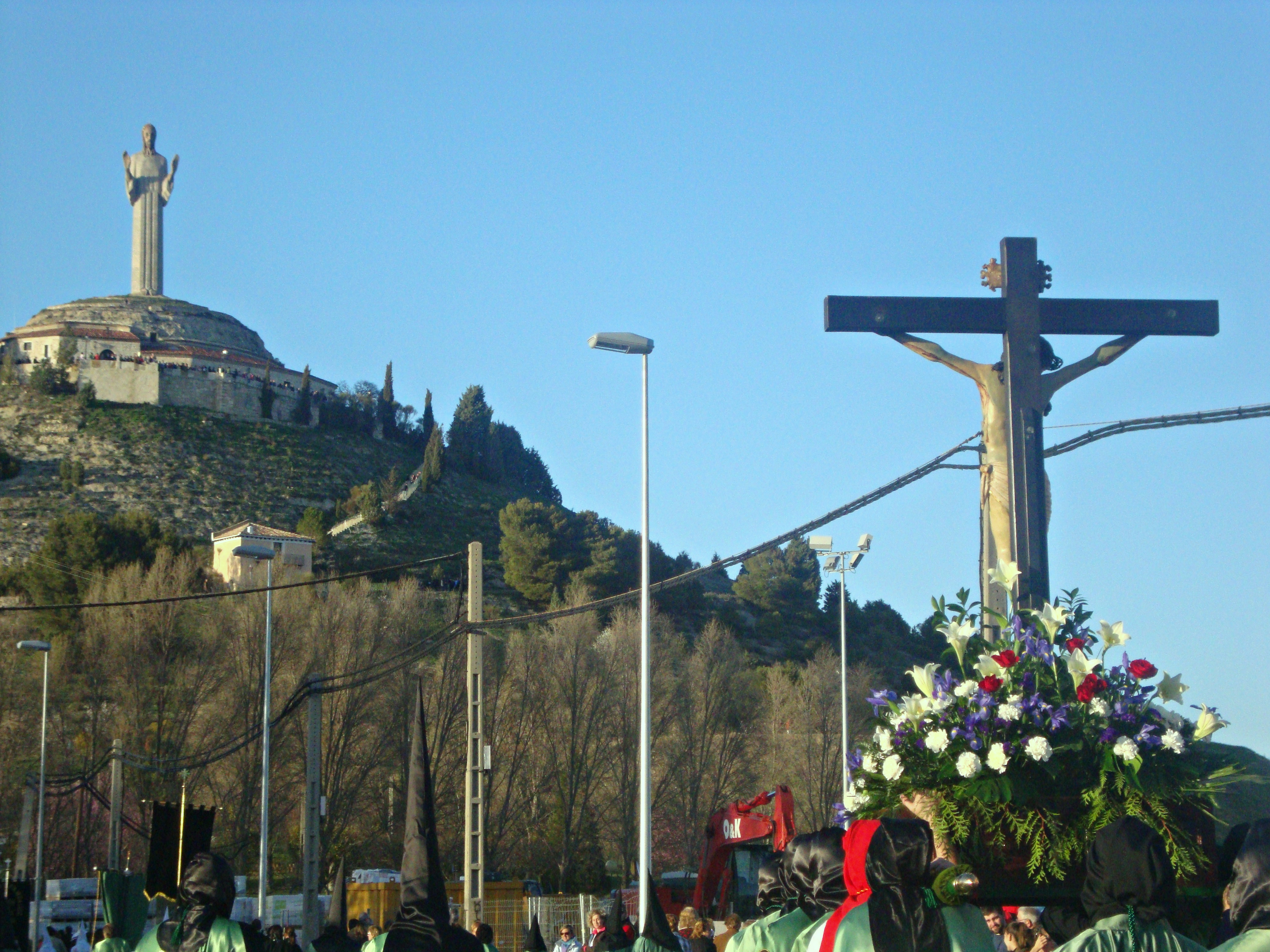
Imagen del Santísimo Cristo de la Vera-Cruz dirigiéndose hacia el Cristo del Otero

Esta procesión, consagrada al rezo del rosario, es la primera de las tres que organiza la cofradía de la Santa Vera-Cruz. Es una de las más singulares de la semana por su inusual recorrido y fue recuperada en el año 1999 después de más de cincuenta años sin salir a la calle (dejó de hacerlo en el año 1947).
El desfile, caracterizado por un ambiente muy fervoroso y popular, conserva aún el carácter recogido de las procesiones tradicionales rurales o de barrio. Comienza en la plaza de San Pablo, recorriendo varias iglesias donde se rezan los misterios del Santo Rosario. Las dos primeras iglesias son la de Santa María Estela y la de San Ignacio y Santa Inés (que es donde el público se concentra en mayor medida para asistir al rezo de los misterios). La procesión continúa ascendiendo el cerro del Otero hasta llegar a los pies del Cristo del Otero donde se reza el último misterio a las puertas de la ermita de Santa María del Otero contando con una gran afluencia de espectadores. La dureza de este desfile le confiere un carácter eminentemente penitencial y propicia que no posea una participación por parte de las cofradías tan masiva como la que se da en otros desfiles vespertinos. Por el contrario, como ya se ha dicho, el público sí acude en buena cantidad a pesar de transcurrir prácticamente todo el desfile fuera del centro de Palencia y aunque es frecuente que en todas las procesiones el pueblo desfile tras el estandarte final, en esta procesión esta costumbre es aún más evidente.
Las dos tallas que desfilan se llevan en pequeñas andas (deben ser ligeras para poder subirlas al cerro del Otero) cargadas por sendas docenas de hermanos. Estas imágenes son la de la Virgen del Dolor y la del Santísimo Cristo de la Vera-Cruz la primera de ellas se incluyó en el desfile la Semana Santa de 2005. A pesar de participar en la procesión todas las cofradías, solo la organizadora lleva su banda siendo ésta la única dado que la banda municipal tampoco acude a la cita.
El ascenso y el último misterio a los pies del Cristo del Otero suelen coincidir con el anochecer de tal forma que el momento más destacado es la bajada del cerro con las últimas luces del crepúsculo en el que los hermanos de la Vera-Cruz, que para la ocasión sustituyen sus varas por velas, los del Santo Sepulcro y la Piedad que desfilan con sus faroles y el pueblo fiel provisto de velas marcan un camino de luz para el descenso mientras dejan atrás la imagen ya iluminada artificialmente del Cristo del Otero.

### Lunes Santo
El Lunes Santo tiene lugar la Procesión de las Cinco Llagas organizada por la cofradía de Jesús Crucificado, en conmemoración, como su nombre indica, de las Cinco Llagas de Jesucristo.
Antes de partir el desfile, a las 20:30 en la plaza Mayor, se realiza un acto muy singular: El Acto de Vestición en el que un par de cofrades de cada hermandad se visten con sus respectivos hábitos a la vista del público congregado en la plaza mientras un predicador explica el significado del capillo, la túnica, la capa, el cíngulo y los guantes y un sacerdote dirige sus correspondientes oraciones. Tras ello da comienzo la procesión que se detendrá en varios puntos del recorrido para señalar una a una las Cinco Llagas y dirigir sendas oraciones pidiendo por los más desfavorecidos. Esos puntos son sedes de cofradías en cuyas puertas aguardan las vírgenes de cada cofradía. Las paradas se realizan en: La plaza Mayor, tras el acto de vestición; en la iglesia de San Pablo (sede de la Vera-Cruz); en la capilla de Jesús Nazareno (ante la Virgen de la Amargura); en la capilla de la Soledad (ante la virgen que lleva su nombre) y por último ante la sede de la cofradía organizadora (donde espera la Virgen Dolorosa que pertenece a la cofradía organizadora). Antes de introducirse en su iglesia la banda municipal entona una triste canción poniendo fin al emotivo lunes.
Desfila el paso de Jesús Crucificado de Alejo de Vahía en unas andas muy originales cargadas a hombros por cofrades de todas las hermandades. Las andas están conformadas por un rectángulo de barras de hierro en el que, gracias a dos barras verticales se apoya la talla inclinada a unos 30.º

### Martes Santo
El martes se celebra la Procesión del Prendimiento que está organizada por la Cofradía de Nuestro Padre Jesús Nazareno y Nuestra Madre la Virgen de la Amargura pero que cuenta con la colaboración activa de la Archicofradía de Nuestro Padre Jesús de Medinaceli.
La procesión comienza a las 20:00 en la sede nazarena de la que salen sus hermanos con uno de los pasos de la cofradía coorganizadora: La Traición de Judas, esta pequeña procesión llega hasta la plaza de la Inmaculada frente a la catedral donde se encuentran congregadas las cofradías que esperan su llegada. Mientras, en el interior de la catedral, los hermanos de Jesús de Medinaceli aguardan con su paso titular, el Cristo de Medinaceli a que se lean unos pasajes bíblicos y a que, tras las lecturas, un hermano nazareno golpee tres veces con su vara la puerta de Santa María de la catedral produciéndose así el acto del Prendimiento, uno de los más esperados y originales de la Semana Santa Palentina congregándose en la plaza de la Inmaculada gran cantidad de público. Tras los tres típicos toques intercalados con el sonido del tararú se abren los portones y sale la talla del Cristo de Medinaceli mientras la banda municipal de Palencia entona el Himno de Medinaceli. Después de este acto, símbolo del apresamiento de Cristo en el monte de los Olivos, la procesión recorre distintas calles del centro. La talla del Cristo de Medinaceli va rodeada de hermanos nazarenos con antorchas, en recuerdo de los guardias que dirigían a Jesús ante el sumo sacerdote, mientras el otro paso es introducido en el cuadro de la cofradía nazarena, que desfila justo delante. La procesión desemboca en la sede nazarena donde se introduce el paso con un pequeño rezo y con la melodía de todas las despedidas procesionales (la Marcha Real) interpretada por la cofradía de Jesús Nazareno.
Para el año 2014 se recuperó el acto del Prendimiento en la iglesia de San Miguel, como se había venido haciendo tradicionalmente.

### Miércoles Santo
Procesión del Santo Vía-Crucis: Organizada por la Hermandad del Cristo de la Misericordia. Esta procesión ha sufrido diversos avatares en los últimos años. Con la recuperación en 2011 de la procesión del Indulto por parte de esta misma cofradía, la procesión del vía crucis quedó reducida a un acto en la plaza Mayor tras lustros celebrándose una procesión con varias imágenes procesionales. Tras dos años de celebración del acto en exclusiva, en 2013 se recupera la procesión incluyendo, como se había venido haciendo tradicionalmente, el acto del vía crucis en el seno del desfile.
Procesión de Luz y Tinieblas: Poco después de que finalice la procesión del vía crucis tiene lugar la procesión más joven del ciclo, creada en el año 2012 para pasar a ocupar el vacío dejado por su predecesora y cuya recuperación hizo necesarios algunos ajustes para evitar el solapamiento de ambas, algo inédito en la Semana Santa palentina debido a esa tradición de que todas las cofradías participan juntas en todas las procesiones. 
Este desfile organizado por la cofradía de la Virgen de la Piedad pretende recuperar una de las celebraciones más impactantes de la semana de pasión: el Oficio de Tinieblas.
La procesión comienza en la iglesia de San Agustín, sede canónica de la cofradía sita en la calle Mayor, allí tiene lugar el acto central del desfile, el Oficio de Tinieblas, arcaico acto celebrado tradicionalmente el Miércoles Santo. Para celebrarse la iglesia queda a oscuras iluminada únicamente por un tenebrario, una especie de candelabro con trece velas colocadas en forma de triángulo. Doce de ellas representan a los doce apóstoles y se van apagando mientras se recitan una serie de salmos. Solo la vela central, la que representa a la Virgen María, permanece encendida. Al final del acto los cofrades producen ruidos intensos con unas carracas tras lo cual comienza la procesión que recorre el entorno de la Catedral hasta cruzar el Puentecillas sobre el río Carrión y atravesar el parque del Sotillo llegando a la iglesia parroquial de Allende el Río donde tiene lugar un acto de oración en memoria de los cofrades difuntos. Una vez finalizado, la procesión emprende el retorno hacia la plaza de San Francisco donde se produce el encuentro con la procesión de la Quinta Angustia. El carácter del desfile sigue la estética franciscana, tan propia de la hermandad organizadora, lo que dota al acto de una extrema sobriedad y sencillez típicamente castellanas desfilando el Cristo Señor de la Vida y de la Muerte en posición oblicua sobre unas sencillas andas.

### Jueves Santo
Procesión de la Quinta Angustia: Fue creada en el año 1999 por la cofradía del Santo Sepulcro y está organizada por la misma. Esta breve pero intensa procesión parte en la madrugada del miércoles al Jueves Santo (concretamente a las 00:00) de la sede de la cofradía con una sola talla: la Quinta Angustia.
Hasta el año 2003 la imagen mariana desfilaba sola, pero ese año se incluyó en el desfile el recién estrenado "Cristo del Perdón" de manera que se realizaba una despedida entre hijo y madre a los pies de la catedral. Es en el año 2011 cuando se pretende subrayar el carácter mariano y reflexivo con que fue originalmente concebida la procesión eliminando del cortejo la imagen del Cristo crucificado volviendo a desfilar la Virgen sola. El acto de despedida se sustituiría, pues, por un acto en torno al misterio de la Quinta Angustia realizándose además una Promesa ante la iglesia de San Francisco, una de las primeras sedes de la cofradía. Desde el año 2013, la procesión de la Quinta Angustia se solapa temporalmente con la anterior siendo la única ocasión en la que en la ciudad discurren dos procesiones simultáneamente si bien no son dos cortejos independientes, pues ambos se encuentran en la plaza de San Francisco simbolizando el encuentro entre la Virgen María y Cristo Crucificado (llevado por la cofradía de la Piedad) y entre dos cofradías de tradición franciscana que se unen frente a la iglesia de San Francisco para llevar a cabo, junto con las demás cofradías, la promesa de intenciones de cara al Triduo Sacro recién iniciado.
Antes de celebrarse dicho acto, hacia la mitad de un recorrido por calles angostas que no suelen transitar el resto de desfiles se realiza un "Encuentro en la Cruz" frente a la iglesia del Monasterio de Santa Clara dado que en ella tiene lugar la veneración permanente del Santísimo Sacramento.
El ambiente que reina en el desfile es de gran recogimiento y devoción por lo intempestivo de la hora (no cuenta con una participación excesiva) y por el silencio que reina, solo roto por un bombo que marca el paso a la imagen que va en andas.
Paralelamente a esta procesión, un pequeño grupo de hermanos de la cofradía de la Santa Vera-Cruz organiza su tradicional llamada de hermanos, el recorrido de estos cofrades finaliza ante la puerta de la Cofradía del Santo Sepulcro recién terminada la procesión de la Quinta Angustia.
Procesión del Indulto: A pesar de su creación en los años 40 por la Hermandad del Santísimo Cristo de la Misericordia, solo se celebró en dos ocasiones, en el año 2011 se recupera para celebrarse en la mañana del Jueves Santo.
La procesión se inicia a las 11:45, la cofradía organizadora se dirige, escoltando a su titular, hacia la plaza de San Pablo donde aguardan el resto de penitenciales para iniciar la procesión, que recorre diversas calles antes de dirigirse a la iglesia de la Virgen de la calle sede de la cofradía.
El sentido de esta procesión se toma del nombre de su cofradía organizadora "Misericordia" al solicitar el indulto de un preso (en recuerdo al indulto de los presos que tenía lugar en Pascua en la época de Cristo), el acto central tiene lugar cuando la procesión atraviesa la calle Mayor a la altura de la iglesia de San Agustín lugar en que, ante la talla de la Virgen de la Piedad, se invita al preso indultado a salir en procesión tras el Santísimo Cristo de la Misericordia como símbolo de perdón y reconciliación.
Además de la imagen titular de la cofradía, en este desfile salen más imágenes de crucificados del resto de hermandades.
Por la tarde sale la Procesión de la Oración del Huerto cuya mayor particularidad es que es la única que transcurre sin interrupción, pues no tiene actos. Es la procesión en la que desfilan más tallas, con un total de once, todas de la Vera-Cruz y de los PP. Dominicos. Además es uno de los desfiles de recorrido más extenso, de mayor duración y de mayor seguimiento por parte del público de la Semana Santa.

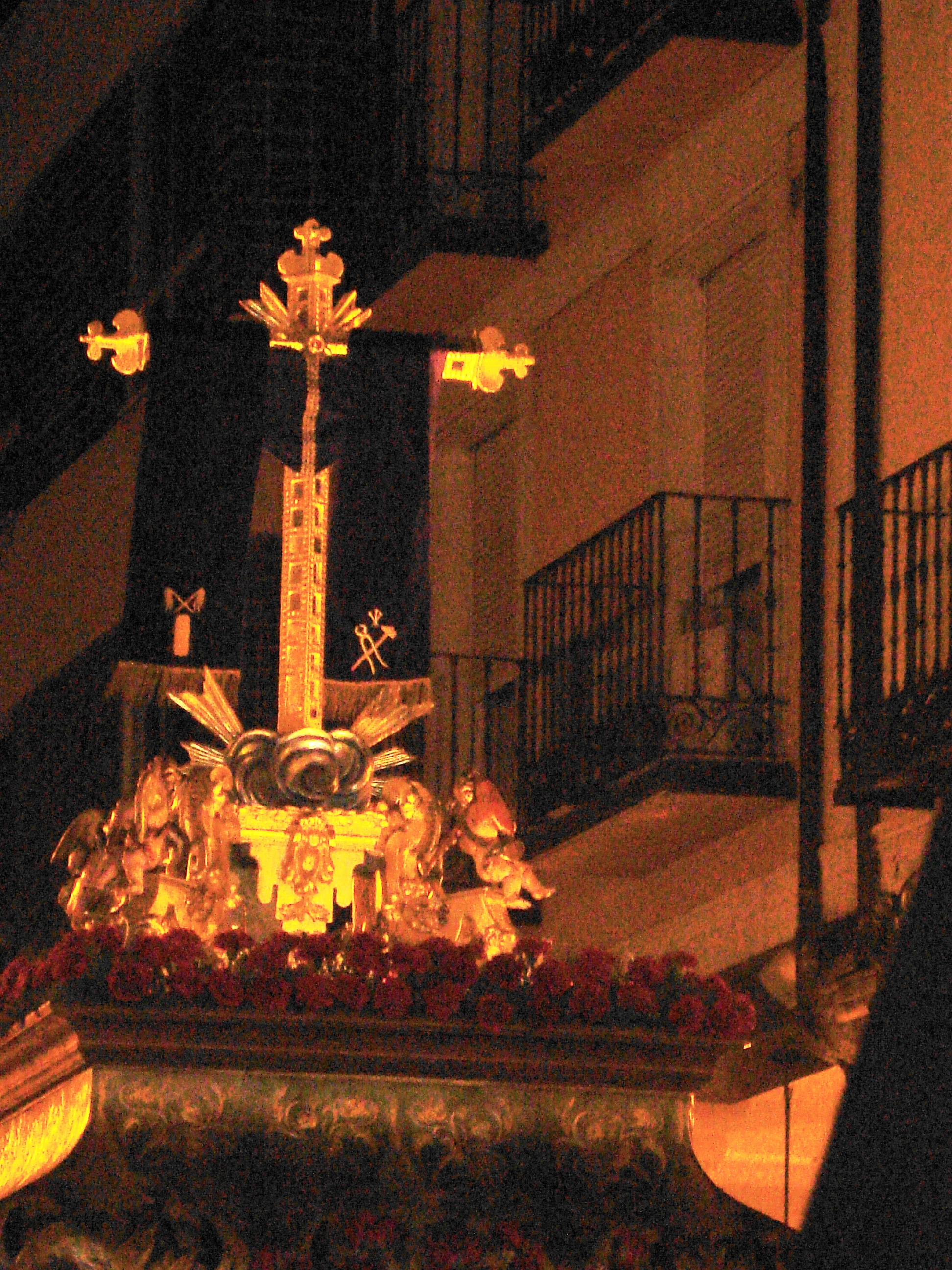
Santa Vera-Cruz por las calles palentinas

El estilo de la procesión, sin perder la estructura del resto de desfiles palentinos, presenta desde hace algunos años cierto carácter andaluz lo que ha despertado algunas polémicas y opiniones dispares entre el público y resto de cofradías.
La de la Oración del Huerto es una gran procesión que trata de recordar en imágenes cada uno de los acontecimientos que tuvieron lugar durante el penúltimo día en la vida de Jesús. La procesión da comienzo a las 19:30 en la sede de la Cofradía de la Vera-Cruz, desde allí se dirige hacia la plaza de San Pablo, sede la cofradía de Jesús Nazareno ante cuyas puertas la imagen titular de la Vera-Cruz realiza un saludo. Desde allí, el desfile entra en la calle Mayor y otras calles del centro de Palencia. Aunque no tiene actos oficiales, el público se agolpa para observar como los costaleros que portan el trono de la Vera-Cruz lo alzan a pulso sobre sus cabezas lo más alto que pueden para salvar las pilastras que posee la calle Mayor en determinados puntos y obstaculizan el paso de la talla, arrancando numerosos aplausos y ovaciones. La procesión finaliza en la sede de la cofradía, de donde partió, lugar en que se despiden las imágenes poniendo punto final al gran desfile. Los pasos que procesionan son por orden:
Escoltados por las cofradías hermanas:
- El Lavatorio.
- La Sagrada Cena del Señor.
- Oración del Huerto.
- Cristo Atado a la Columna.
- Coronación de Espinas.
- Las lágrimas de San Pedro.
- Jesús Crucificado de San Pablo.
- San Juan.

Escoltados por la cofradía organizadora:
- Yacente.
- Santa Vera-Cruz-Lignum Crucis: La imagen titular de la cofradía va precedida por un incensario para purificar su paso por las calles ya que contiene un fragmento de la cruz en que fue crucificado Jesucristo. Además la acompaña la agrupación musical de su cofradía.
- Nuestra Señora de la Vera-Cruz: Acompañada por la banda municipal de música y por multitud de mujeres vestidas de luto con mantilla española.

### Viernes Santo
A la una de la madrugada parte desde la capilla de Jesús Nazareno (cofradía organizadora), una de las procesiones más singulares y representativas del carácter de la Semana Santa palentina, la Procesión de Silencio y Penitencia. A pesar de lo riguroso de la hora es significativa la cantidad de público y cofrades que acuden a esta procesión durante todo su recorrido. Para potenciar el carácter sobrio y recogido del desfile, las farolas de las calles por las que discurre se apagan. Esta oscuridad junto con la iniciativa de la cofradía organizadora de repartir velas minutos antes del inicio de la procesión entre el público y la que es ya una tradición entre los vecinos de colocar velas en las ventanas de los edificios ante los que transita el desfile han dotado a la "procesión del Silencio" (como se la conoce popularmente) de un carácter único. En el más absoluto silencio roto únicamente por el sonido de un timbal que marca el vaivén del paso, la talla de Ntro. Padre Jesús Nazareno precedida de un incensario recorre las calles llevado a hombros por los hermanos descalzos de su cofradía. El silencio que da nombre a la procesión es la esencia de la misma y se garantiza cuando, minutos antes de comenzar el desfile, los cofrades hacen el "Juramento de Silencio" en el que se comprometen a no perturbar con ningún ruido el desfile. 

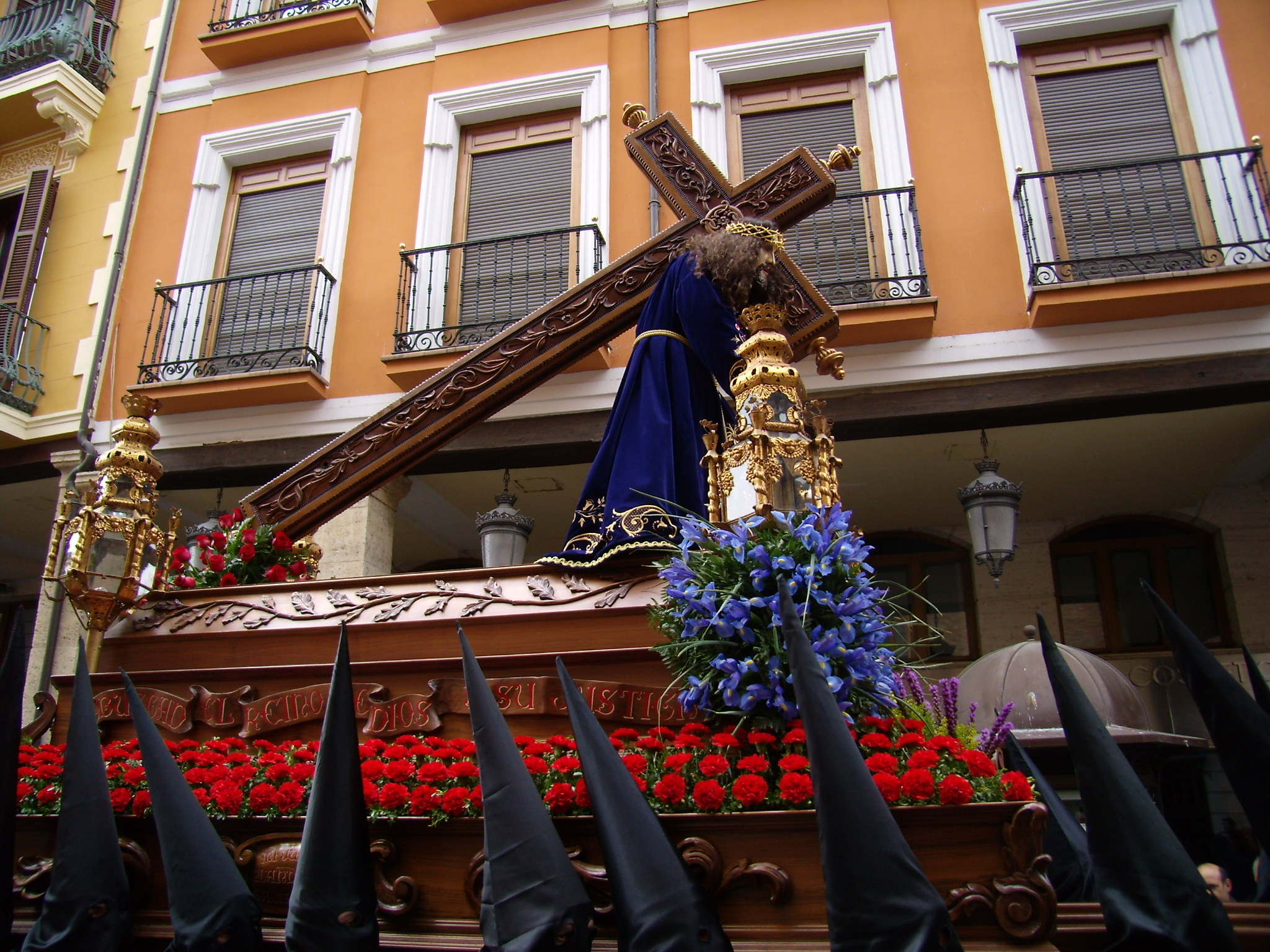
Jesús Nazareno en la procesión de los Pasos

Hay tres puntos en el itinerario (el Palacio Episcopal, la puerta de San Antolín de la catedral y dentro de la propia catedral) donde se escenifican las tres caídas de Jesús camino del calvario. Este difícil acto se realiza cuando los hermanos que portan la talla en su parte delantera se agachan al son del tararú mientras los de atrás sujetan fuertemente el paso evitando que caiga o se desestabilice, simulando una genuflexión de la talla. Al instante, un hermano nazareno lee una breve oración antes de continuar la procesión. Los cofrades de las demás hermandades no van en dos filas como es habitual, sino en filas de a cuatro y sin portar ningún símbolo, solo la cofradía organizadora porta sus estandartes y banderas. La procesión termina en capilla de la que partió, donde se recita un soneto y se introduce la talla sin romper el silencio.
Esta procesión guarda ciertas similitudes con las procesiones organizadas por la Hermandad de la Virgen de la Piedad (la de Piedad y Reconciliación celebrada el Sábado de Pasión y la de Luz y Tinieblas el Miércoles Santo) y la de la Quinta Angustia de la Cofradía del Santo Sepulcro celebrada el Jueves Santo. Las cuatro tienen el típico carácter sobrio, humilde y penitencial castellano llevado al extremo, en ellas solo desfila un paso, se procesiona en absoluto silencio con la única excepción del sonido de un timbal y los toques espontáneos de tararú o carraca y las cofradías refuerzan su unidad evitando portar sus banderas y símbolos. 

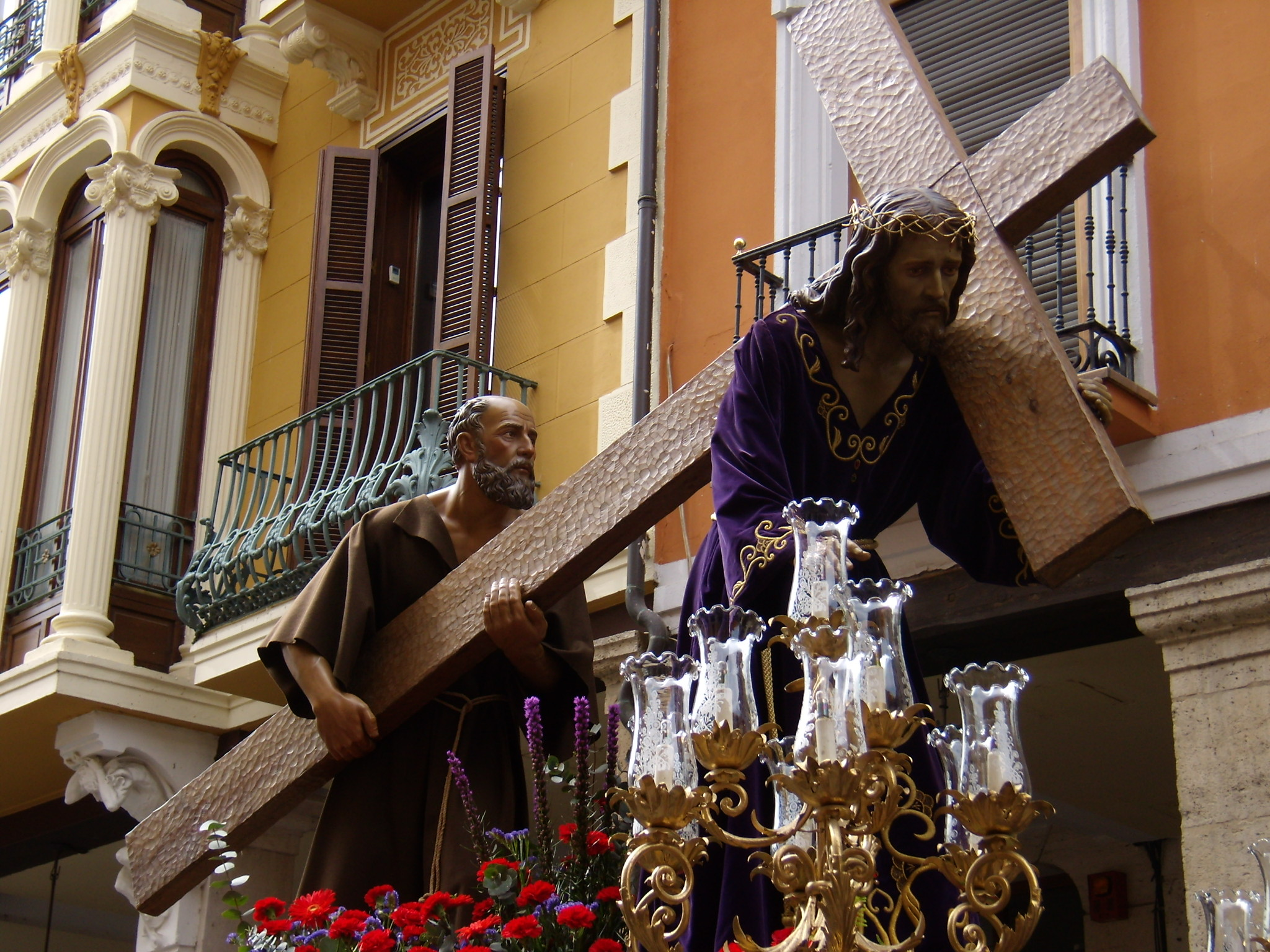
Jesús Nazareno con el Cirineo

A las 11:00 del Viernes Santo se da inicio a la Procesión de los Pasos organizada por la cofradía de Jesús Nazareno. Se trata de uno de los desfiles más importantes de la Semana Santa tanto por su temática (conmemora el calvario y la muerte de Jesucristo) como por la cantidad de imágenes, cofrades y público que participan en el mismo. En la procesión desfila la colección completa de pasos de la cofradía organizadora, a saber:
- Nuestro Padre Jesús Nazareno.
- Nuestro Padre Jesús Nazareno con el Cirineo.
- 'La Verónica'.
- Erección de la Cruz.
- Longinos.
- Nuestra Madre la Virgen de la Amargura.

Aunque no es frecuente en Palencia que un paso desfile fuera del cuadro de cofrades, esta procesión se abre con la imagen de Nuestro Padre Jesús Nazareno, cargado por hermanos de todas las cofradías y acompañado exclusivamente por la Banda de Cornetas y Tambores de la cofradía organizadora. Justo tras esta imagen desfila, también fuera de cuadro, el segundo titular de la cofradía: Jesús Nazareno con el Cirineo, escoltado por guardias civiles como corresponde al título de Hermana Mayor Honoraria de la cofradía organizadora que ostenta la Guardia Civil. El paso es acompañado además por la banda municipal de música o por la Banda de Música de la Benemérita. Tras las dos imágenes de Jesús Nazareno desfilan las cofradías con sus respectivas bandas de cornetas escoltando las imágenes de la Verónica, la Erección de la Cruz y Longinos cedidas por la cofradía nazarena. Cierra el desfile la cofradía organizadora que acompaña a su virgen titular tras la que desfila una banda de música invitada o la banda municipal.
El desfile queda impregnado de un cierto aire marcial al contar con la participación de la Guardia Civil y celebrarse en la plaza Mayor, a mitad del recorrido, una ofrenda floral por los difuntos mientas se entona la marcha "La muerte no es el final". Tras el largo recorrido y al filo de las tres de la tarde se realiza, en la plaza de San Pablo (lugar en el que la cofradía coordinadora tiene su sede), la tradicional y multitudinaria despedida de Jesús Nazareno con su madre, la Virgen de la Amargura, simbolizándose de este modo la muerte de Cristo. Este acto se lleva a cabo cuando ambas imágenes se acercan al mismo tiempo y al toque del "tararú" la talla de Jesús Nazareno es inclinada tres veces ante su madre del mismo modo que en las genuflexiones que realizó en la anterior procesión. Después del acto, los pasos se introducen en su capilla al son de la Marcha Real. Este desfile es uno de los que menos ha variado a lo largo de los años, pero no por ello cuenta con poca afluencia de público pues es una de las procesiones más populosas y con más tradición. Uno de los escasos cambios que se han producido en los últimos años es la recuperación del recorrido tradicional por la calle Mayor Antigua, poco utilizada en los desfiles procesionales.

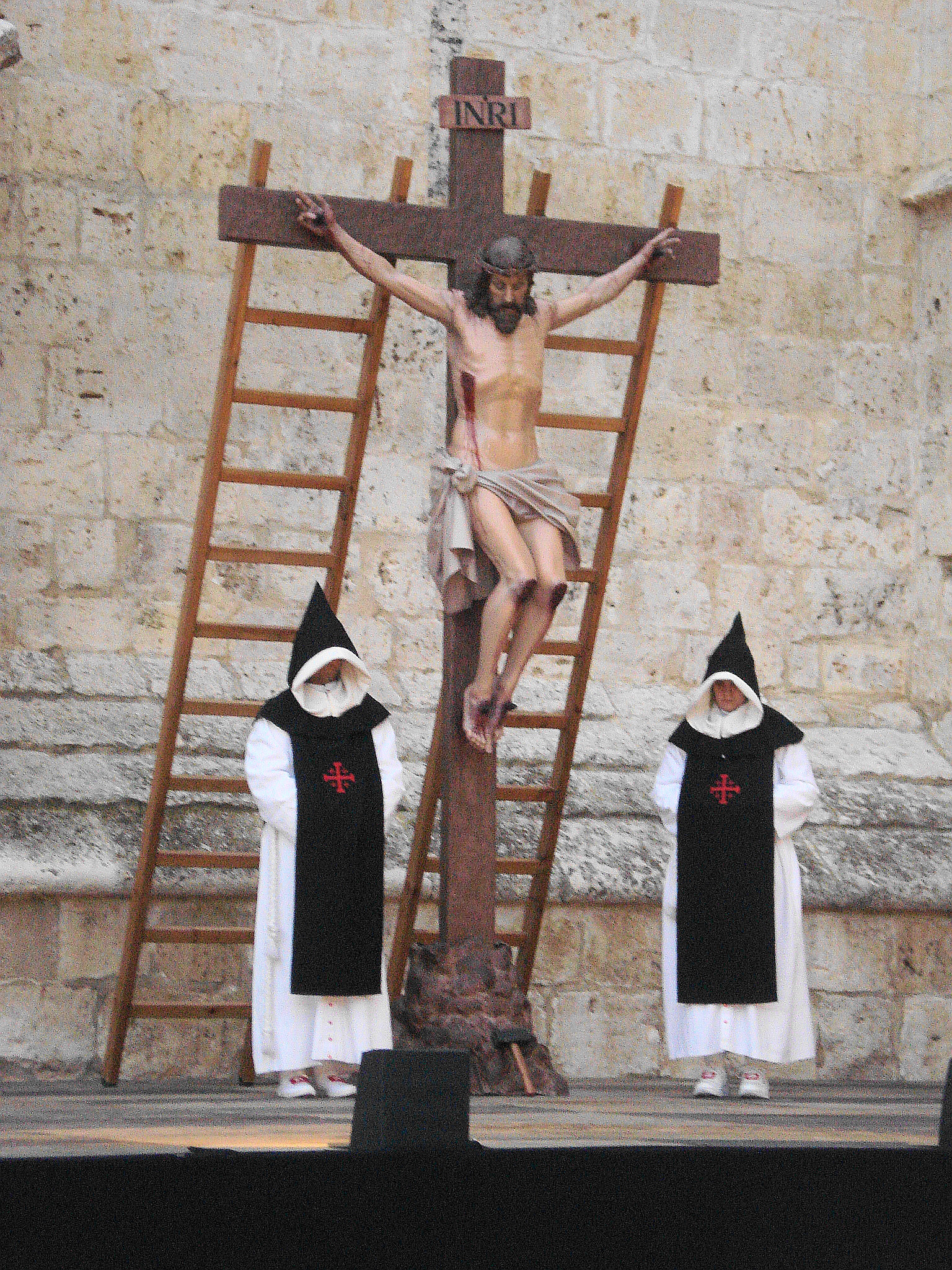
Turno de vela previo a la Función del Descendimiento

Ya por la tarde el ambiente del centro de la ciudad cambia completamente, si por la mañana las imágenes, música y desfiles manifestaban el dolor por la muerte de Cristo al caer la tarde los actos invitan al recogimiento y el luto, en especial en la plaza de la Inmaculada, a los pies de la catedral de donde partirá la última procesión del viernes. Allí se coloca un estrado con tres cruces, las dos laterales, vacías, correspondientes a los dos ladrones y una central, con la imagen del Cristo del Desenclavo custodiada desde las 16:30 de esa tarde por dos hermanos del Santo Sepulcro ataviados para la ocasión con un hábito monacal. Cada quince minutos se realiza el relevo de los "monjes" custodios realizándose un interesante "cambio de guardia": cuatro hermanos salen del claustro de la catedral, dos relevarán a los que velan la talla y los otros dos los custodian a ellos. A las 19:10 parte de la sede de la Cofradía del Santo Sepulcro la comitiva de hermanos de esta penitencial acompañados por las autoridades políticas y religiosas de la ciudad dirigiéndose a la Catedral. Al llegar allí, a las 19:30, sale de la catedral una docena de cofrades del Santo Sepulcro ataviados con el mencionado hábito monacal para celebrar la Función del Descendimiento. En este acto organizado por la cofradía del Santo Sepulcro, la docena de cofrades participantes se retiran capa, guantes y capillo que sustituyen por una capucha y escapulario negros con el escudo de la cofradía bordado en el pecho aparentando ser monjes en recuerdo de los orígenes del acto.
La comitiva de la Función, compuesta por un hermano con una campana, cuatro con sendas antorchas, otros cuatro portando la camilla en que depositarán el cadáver de Cristo, dos cofrades más que portan unos cojines donde dejar los atributos de la pasión y por último uno más con un incensario, sale de la catedral por la puerta de Santa María realizando un pequeño desfile hasta el estrado donde se encuentran la talla de Jesús crucificado con dos escaleras apoyadas en cada brazo de la cruz además de las cruces de los ladrones, dos estandartes de la cofradía de luto y varios pebeteros encendidos que aportan solemnidad. El Descendimiento se realiza siguiendo un pequeño sermón pronunciado por otro hermano mientras se escuchan de fondo fragmentos del Réquiem de Fauré y del Funeral de la Reina Mary de Purcell entre otras piezas sacras. Los hermanos se suben a las escaleras y cubren el cuerpo de Jesús con el santo sudario y le retiran la corona y los clavos, entregándoselos a los demás hermanos que esperan en el estrado y que los colocan sobre unos cojines que se mostrarán en la procesión. Posteriormente se descienden los brazos, hecho posible gracias a la articulación de la talla. También le desenclavan los pies tras lo cual se desciende el cuerpo colocándolo sobre la camilla.
Se sabe que la cofradía del Santo Sepulcro ya representaba el Descendimiento hace siglos (con seguridad en el siglo XVII) dada la relación con el teatro que tenía la cofradía de San Francisco (origen de la del Santo Sepulcro) pero la celebración se perdió hace cientos de años recuperándose en 2003. En pocos años se ha convertido en uno de los actos más espectaculares, arraigados y multitudinarios de la Semana Santa.

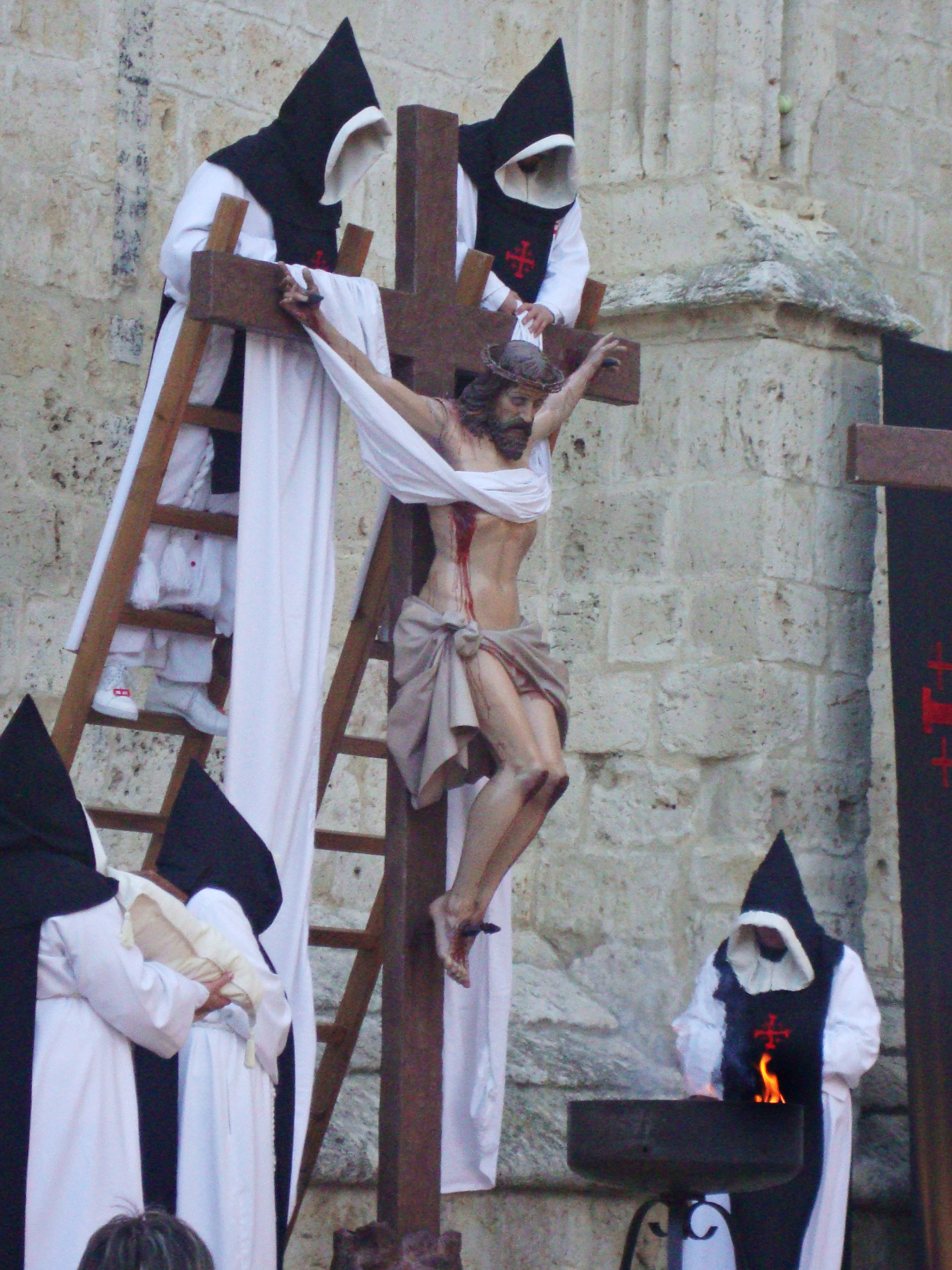
Colocación del sudario
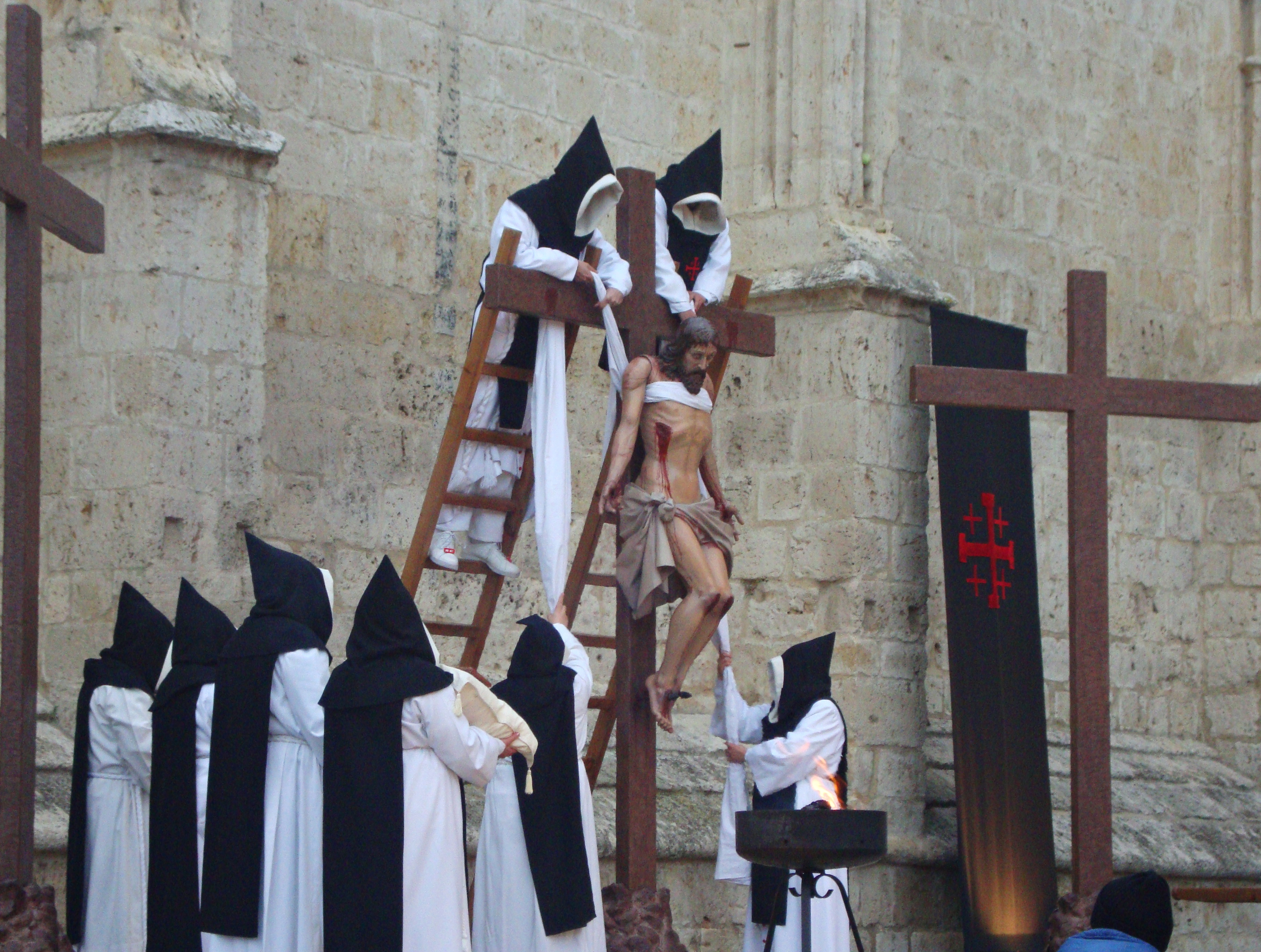
Descenso de los brazos
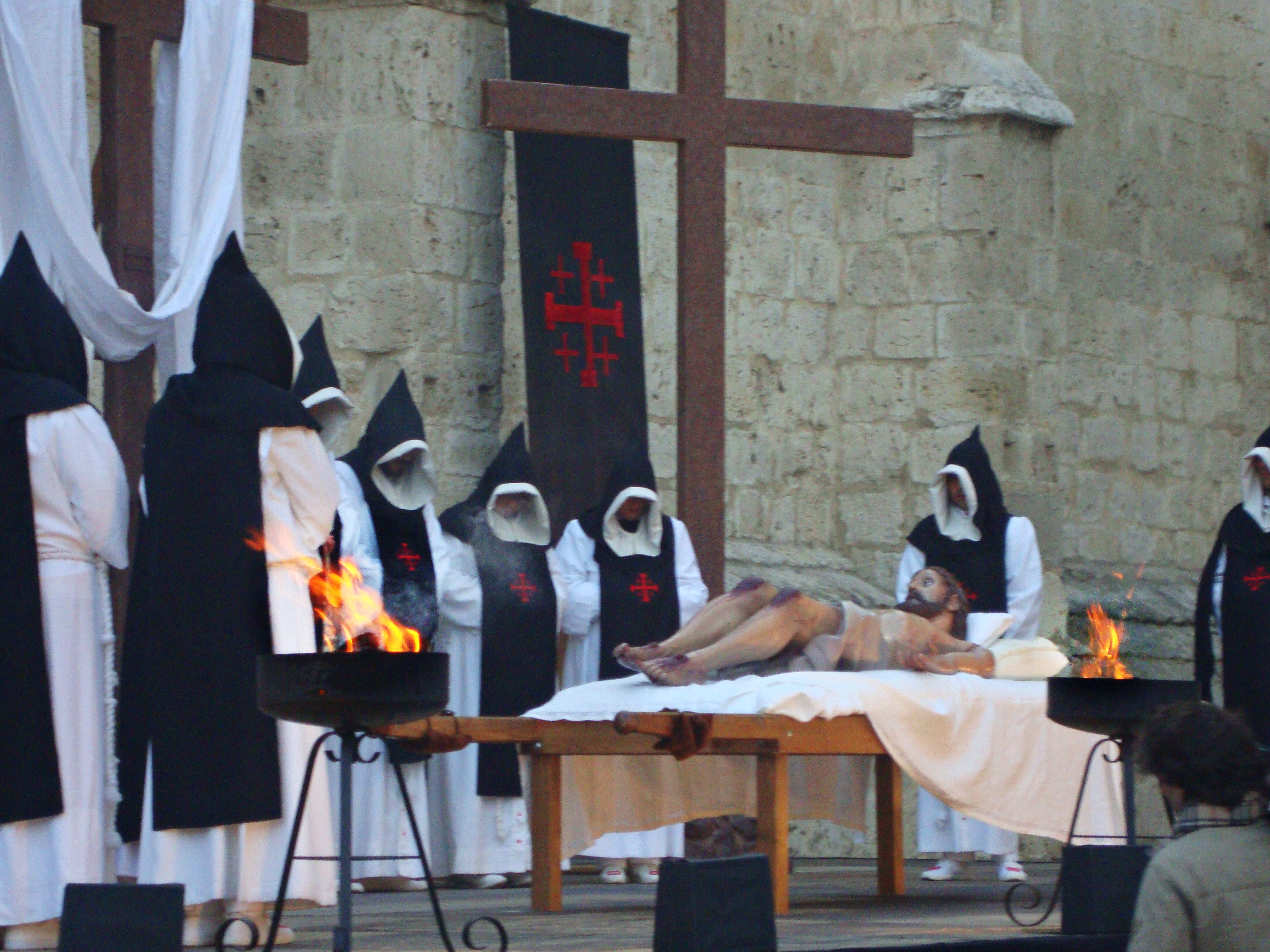
Colocación del cuerpo sobre las andas

Inmediatamente al entrar la comitiva de la Función del Descendimiento en la catedral parte la procesión que culminará el ciclo procesional en Palencia y la que dará fin a la "maratón" procesional que comenzara el Miércoles Santo: la Procesión del Santo Entierro la última organizada por la Cofradía Penitencial del Santo Sepulcro. Esta cofradía va sacando sus pasos de la catedral mientras las demás van llegando desde sus respectivas sedes uniéndose en la plaza de la Inmaculada donde arranca el desfile.

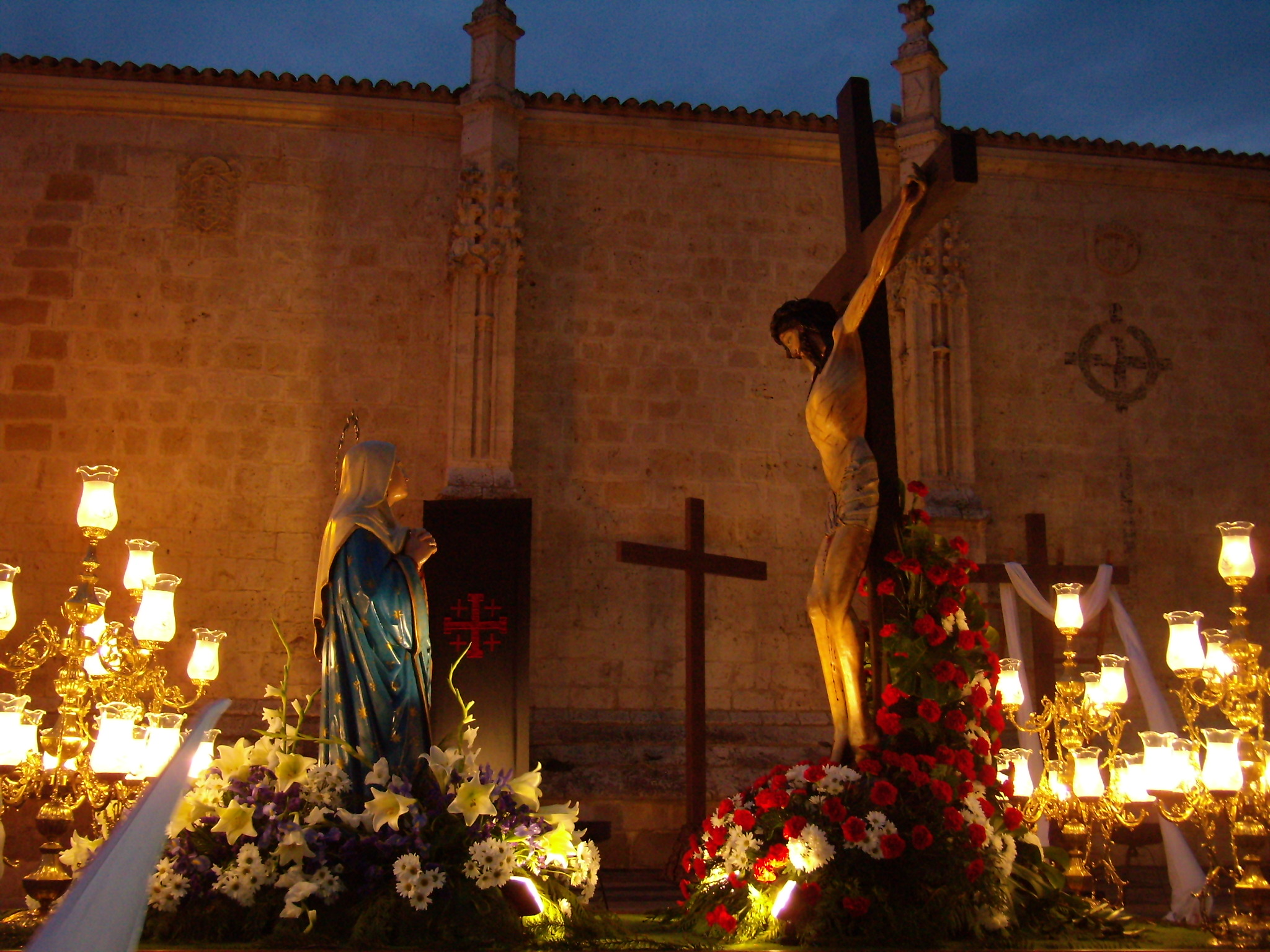
Jesús Crucificado y Nuestra Madre Dolorosa

Son muchos los avatares y cambios que ha sufrido esta procesión. Antes del año 2002 se denominaba "Procesión del Santo Entierro" y estaba organizada por la Cofradía del Santo Sepulcro pero se permitía al resto de cofradías que desfilaran con sus pasos contando el desfile con aproximadamente una docena de tallas relacionadas con la Pasión.
Fue en el año 2002 cuando la Cofradía del Santo Sepulcro decidió crear una procesión propia en la que desfilaran solo sus pasos pero dado que la procesión del Santo Entierro contaba con gran arraigo e importancia se decidió dividirla en dos partes. En la primera desfilaría la Cofradía del Santo Sepulcro con sus imágenes acompañada solamente por las Cofradías de Nuestra Señora de la Soledad y de la Virgen de la Piedad con sus imágenes titulares. Esta nueva procesión (que conservaría el nombre de Santo Entierro) finalizaría uniéndose a la segunda parte, una especie de "Procesión General" que pasó a llamarse "Procesión de Pasión y Santo Entierro" y que estaba organizada por la Hermandad de Cofradías donde desfilaban, ahora sí, todas las cofradías palentinas con sus pasos. Esta segunda parte de la procesión, con una clara intención catequizadora, pretendía crear un museo al aire libre inspirándose en la Procesión General de la Sagrada Pasión del Redentor de Valladolid. Dado el poco éxito de este formato, en el año 2005 se decidió reunificar las procesiones conservando el nombre de "Procesión de Pasión y Santo Entierro" y la organización de la Cofradía del Santo Sepulcro pero con la colaboración de la Hermandad de Cofradías.
Con los años, la adquisición de nuevas tallas por parte de las cofradías dio lugar a una procesión de veinte pasos que desvirtuaba la forma que la cofradía organizadora quería darle a la procesión. Así pues, en el año 2011 se decidió que en la Semana Santa de 2012 la procesión ahondara más en el significado de su nombre, centrando todos los esfuerzos en dotar al desfile de una idiosincrasia y forma propias de un Santo Entierro desterrándose la intención de crear una procesión general (que no tenía mucho sentido, pues todas las cofradías palentinas desfilan ya en todas las procesiones). Para lograrlo se llevaron a cabo los siguientes cambios: Se recuperó el nombre original (Procesión del Santo Entierro), la organización del desfile volvió a ser de forma exclusiva de la Cofradía del Santo Sepulcro, se suprimieron todos los pasos anteriores al momento de la Muerte abriendo de este modo el desfile el Cristo del Perdón. Con este cambio se pretendía enfatizar el momento del Entierro y la imagen de Jesús muerto en el Santo Sepulcro, titular de la cofradía organizadora y de la procesión. De este modo desfilan ahora solo cinco de las tallas de la cofradía organizadora acompañadas por otras cuatro imágenes de otras cofradías que por su vinculación al Entierro o por tradición merecen ser incluidas, el resto de cofradías acuden sin imágenes pero suelen recibir el honor de escoltar los pasos por la cofradía organizadora. La decisión de realizar estos profundos cambios fue tomada en el verano de 2011 y su objetivo fundamental es sustituir el formato que nació en 2003, considerado poco viable, hecho que se refleja en que, al presentarse dichos cambios a votación, las cofradías lo apoyaron por unanimidad.
Desde entonces y en lo sucesivo desfilan los siguientes pasos:
- Santísimo Cristo del Perdón. Propiedad de la cofradía del Santo Sepulcro cedida a una cofradía hermana.
- Santísimo Cristo de la Misericordia: Imagen titular de la cofradía del mismo nombre que por su vinculación a la Cofradía del Santo Sepulcro podrá desfilar en esta procesión.
- El Calvario del Señor. Segunda imagen que la cofradía organizadora cede a otra cofradía hermana.
- Nuestro Padre Jesús Crucificado y Nuestra Madre Dolorosa: Paso titular de la cofradía del mismo nombre. Dado que no existe en Palencia ningún otro paso de María orante al pie de la Cruz y estas dos tallas han desfilado tradicionalmente juntas en exclusiva en esta procesión se le ha permitido desfilar.
- Descendimiento de Jesús.

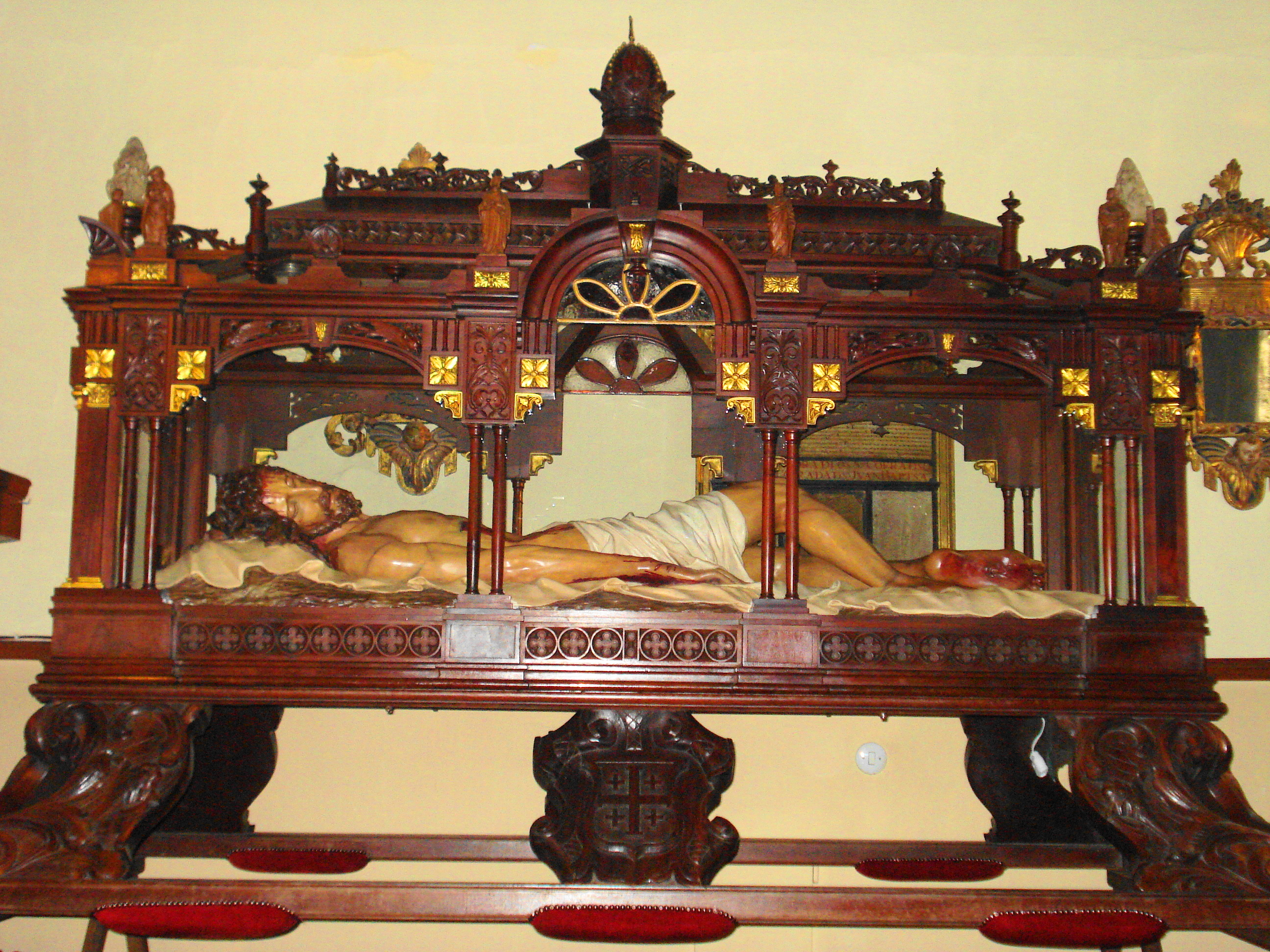
Santo Sepulcro, titular de la procesión, momentos después de finalizar la procesión del Santo Entierro

- Virgen de la Piedad: Paso titular de la cofradía homónima. Desfila tanto por su evidente coherencia dentro del discurso del Entierro como imagen conectora entre el Descendimiento y el Santo Sepulcro como por la estrecha relación entre esta cofradía y la organizadora hasta el punto de que en el modelo de procesión previo a 2005, esta cofradía podía desfilar en la procesión reservada a la del Santo Sepulcro en exclusiva.
- Nuestra Señora de la Soledad. Imagen titular de la cofradía del mismo nombre. Se le permite desfilar por los mismos motivos que la imagen de la Virgen de la Piedad.
- Santo Sepulcro: Paso central de la procesión. Está acompañado de una gran comitiva formada por un estandarte antiguo (de la cofradía de San Francisco), los hermanos que realizaron la Función del Descendimiento portando los atributos de la Pasión, hermanos que lo llevan en andas, una escolta de diez Policías Nacionales, cuatro hermanos con faroles y otros cuatro con las horquillas que lo sostienen en las paradas, un sacerdote y un alto cargo de la Policía Nacional escoltados tras el paso y un incensario ante el mismo. Suelen acompañarlo también hermanas cofrades ataviadas con mantilla española y las tandas de todas las cofradías que lo cargarán. Toda esta comitiva desfila fuera del cuadro de hermanos de la cofradía.
- Virgen de los Siete Cuchillos. Imagen de la cofradía organizadora, sale en último lugar acompañada por el cuadro de su cofradía, las autoridades y la banda municipal.

Cuando concluye la procesión, frente al pórtico de la cofradía organizadora (en la calla Lope de Vega) tiene lugar la despedida del Santo Sepulcro con la Virgen de los Siete Cuchillos, uno de los actos más solemnes y destacados de la Semana Santa que resume el sentimiento del Viernes Santo: el último adiós de la Virgen María al cuerpo yacente de Jesús en el Sepulcro. Cuando se despiden los dos pasos más representativos de la procesión suena una pieza fúnebre interpretada por la banda municipal. Introduciéndose los pasos de la cofradía organizadora se da por finalizada la solemne procesión.

### Sábado Santo
A las 12:00 se organiza, por parte de la cofradía de Jesús Crucificado, un acto especial. La comitiva de hermanos de todas las cofradías (sin ningún paso) se dirige cada año a un centro residencial de la tercera edad para impartir una bendición y realizar el llamado Santo Vía-Crucis a Nuestros Mayores.
La cofradía de la Santa Vera-Cruz organiza una ofrenda floral a la Virgen del Dolor a las 17:30 y a las 19:00 se realiza la Procesión del Dolor, un traslado procesional donde la Cofradía de la Santa Vera-Cruz se dirige a la plaza Mayor portando su imagen de la Virgen de la Vera-Cruz para unirse con la procesión siguiente.

A las 20:30 parte de la plaza Mayor, tras fundirse la procesión del Dolor en ella, la solemne Procesión de Soledad de la Virgen. Se trata de una procesión muy singular dentro de España ya que mientras en la mayoría de localidades el sábado se reserva al luto y no suelen realizarse grandes desfiles, en Palencia se organiza este desfile en el que no se exhibe imagen alguna de Jesucristo sino que la Cofradía de Nuestra Señora de la Soledad, organizadora del desfile, invita a las demás cofradías a procesionar sus imágenes marianas en un desfile marcado por el recogimiento y el duelo que pretende ser un homenaje a la figura de la Virgen María, sea cual sea su advocación, y por extensión a todas las mujeres palentinas. Las tallas que desfilan son:

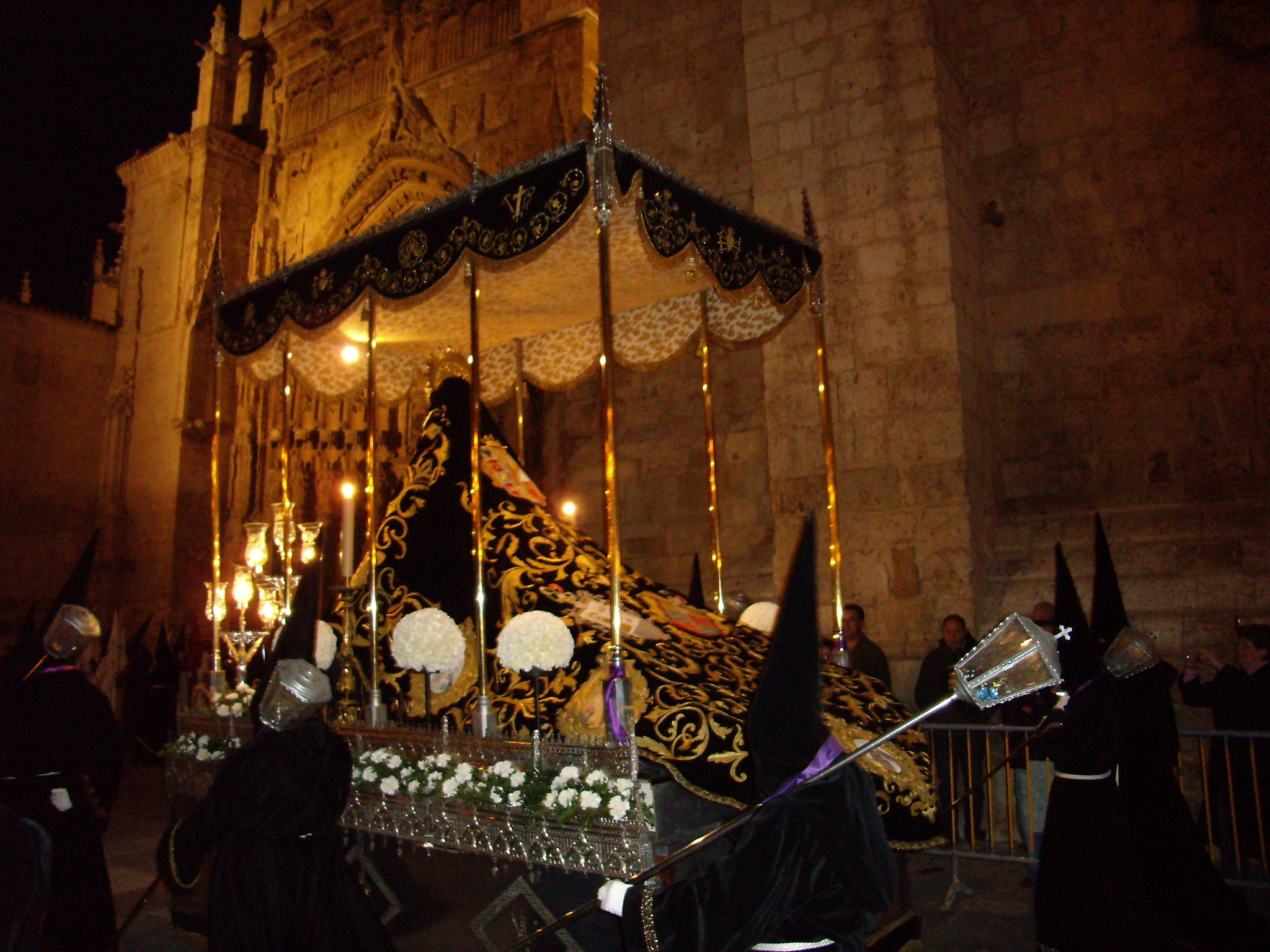
Manto de la Soledad

- Nuestra Señora de la Vera-Cruz (Cofradía de la Santa Vera-Cruz).
- Nuestra Madre la Virgen de la Amargura (Cofradía de Jesús Nazareno y Nuestra Madre la Virgen de la Amargura).
- Nuestra Señora del Perdón. (Hdad.del Santísimo Cristo de la Misericordia).
- Nuestra Señora de los Ángeles. (Hdad.Franciscana de la Virgen de la Piedad).
- Nuestra Madre Dolorosa. (Cofradía de Jesús Crucificado y Nuestra Madre Dolorosa).
- Virgen de los Siete Dolores (Cofradía del Santo Sepulcro).
- Nuestra Señora de la Soledad (Cofradía del mismo nombre, que es la que organiza).

Tras recorrer las calles del centro de Palencia en un ambiente de tristeza y luto, la Virgen de la Soledad y las otras seis vírgenes llegan a la plaza de San Francisco (sede de la Soledad) donde el sentimiento popular tiene como reflejo el canto de la Salve por parte del público y cofrades. Después, una hermana de la propia hermandad, entona la única saeta que se suele oír en Palencia. Dicha saeta está en realidad dedicada a la Virgen del Rocío pero se interpreta con un cambio de letra y sin melismas siendo el momento cumbre de este desfile, el último triste de Palencia. La procesión concluye con el toque de tararú y la "Marcha Real" para la imagen de la Soledad, con la que se despide la procesión mientras se introduce en su capilla esta talla.

### Domingo de Resurrección
Con la Procesión del Rompimiento del Velo organizada por la cofradía de la Santa Vera-Cruz se cierra el ciclo procesional en la Semana Santa Palentina. La emotiva procesión que rememora la Resurrección de Jesucristo y su encuentro con la Virgen María sale de la plaza de San Pablo a las 8:45 de la mañana dividida en dos comitivas:
- La primera, con los cofrades de todas las cofradías y los hermanos varones de la Vera-Cruz (todos a cara descubierta) acompañando a una Patena que custodia la Hostia Sagrada (símbolo del Santísimo Sacramento y la Resurrección de Jesús) portada por un sacerdote que desfila bajo un palio llevado por hermanos de todas las cofradías.

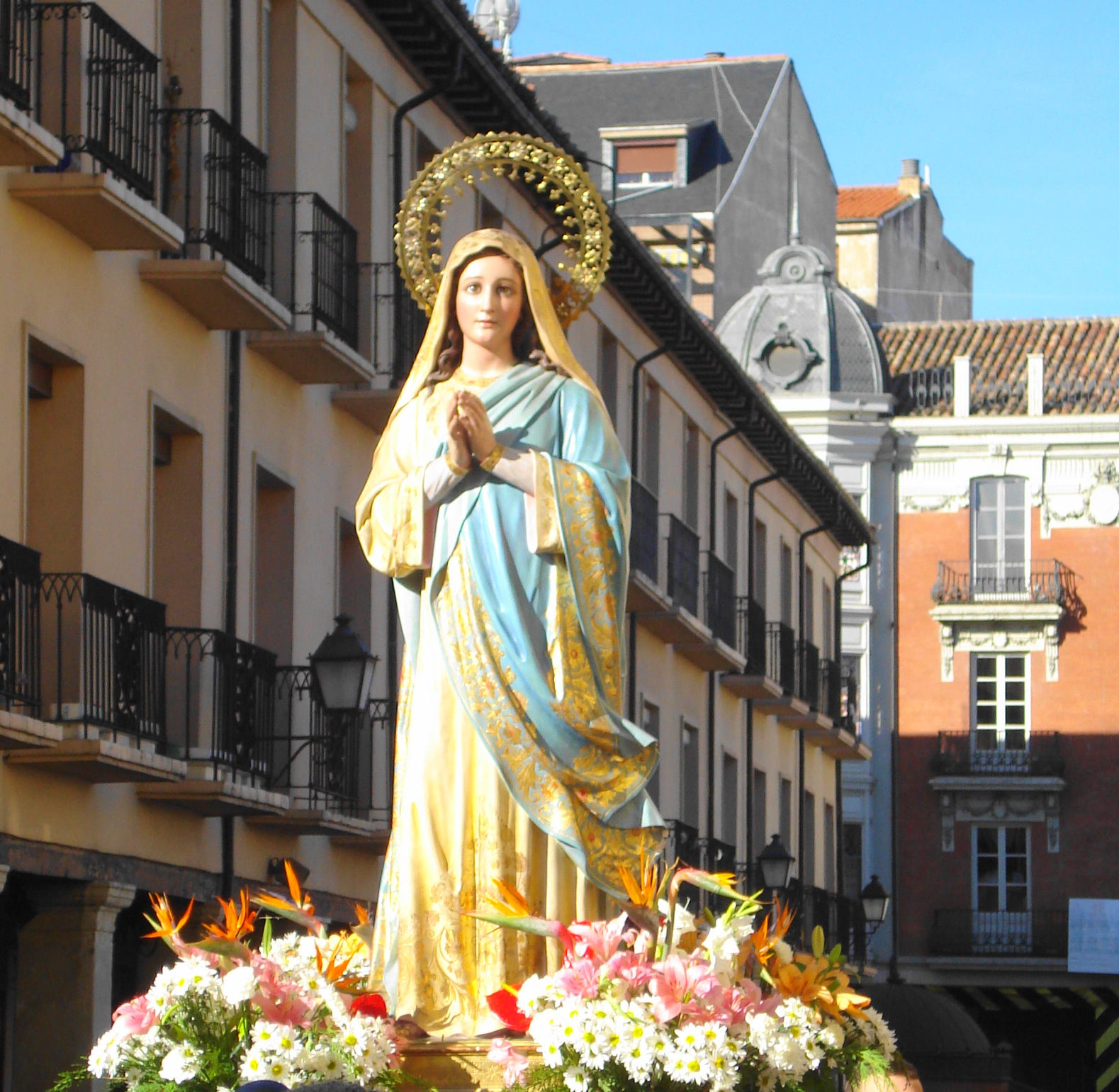
Virgen del Rompimiento saliendo de la plaza Mayor

- La segunda parte está formada por las hermanas de la cofradía de la Vera-Cruz, cubiertas con el capillo pero sin cartón acompañando a la talla de la Virgen del Rompimiento cubierta con un velo y traje de terciopelo negro.

Estos dos recorridos previos finalizan en la plaza Mayor donde la comitiva del Santísimo espera la llegada de la comitiva de la Virgen. Al encontrarse ambas en el centro de la plaza, los asistentes aguardan en silencio mientras se le es retirado el velo a María acto imitado por las hermanas de la Vera-Cruz que se retiran sus capillos. Tras esta ceremonia (conocida como "El Encuentro", uno de los actos más emotivos y tradicionales de la Semana Santa) la banda municipal de Palencia y la de la propia cofradía entonan melodías triunfales mientras la talla mariana, a la que se le colocan flores y una corona, realiza tres genuflexiones ante el Santísimo. Como corresponde a una fiesta mayor dentro del calendario de la ciudad, durante la procesión es constante el lanzamiento de cohetes para anunciar la celebración.
Al terminar el acto comienza la procesión unificada que se abre con los niños de todas las hermandades llevando el velo y el vestido de luto que se le retiraron a la Virgen. Tras ellos desfila la imagen mariana llevada a hombros por hermanos de todas las cofradías y tras ellos el resto de cofradías. Cierran el desfile la cofradía organizadora con el Santísimo bajo palio acompañado por las autoridades y banda municipal.
Cuando termina el desfile en la sede canónica de la Cofradía de la Vera-Cruz (sita en la iglesia de San Pablo), la cofradía organizadora celebra una misa en ese templo y el resto de cofradías se retiran a sus locales donde sus cofrades reciben la colación de Pascua. Tradicionalmente se reparte pan de anís y limonada pero también es frecuente el chocolate a la taza y las almendras garrapiñadas.
Los días siguientes contemplan cambios en la "monotonía" establecida en la Semana Santa, los cofrades colocan las tallas en sus lugares de culto o depósito habituales y recogen todo rastro de desfiles para volver a la normalidad.
Frente a otras semanas santas como la andaluza que destaca por su magnificencia y barroquismo o la vallisoletana por el valor de sus tallas y la cuidada organización de los desfiles, la de Palencia tiene como puntos claves el recogimiento y sobriedad de los desfiles, la hermandad y unidad entre las cofradías que organizan la semana y la vasta tradición de los desfiles y cofradías, muchos de ellos varias veces centenarios. Todos estos puntos han llevado a la Semana Santa de esta ciudad a ser declarada fiesta de Interés Turístico Internacional.

## Actos paralelos a los desfiles en Semana Santa
Además de los desfiles procesionales, durante la Semana Santa en Palencia son muchos los actos litúrgicos especiales que la Iglesia organiza como en la mayor parte de las ciudades europeas. Además cuenta con una serie de actos organizados por diferentes instituciones.
Los más destacados son las visitas a Monumentos (tanto de cofradías como de parroquias), las misas especiales (Misa de Ramos de la Catedral, Misas "En la Cena del Señor", los Santos Oficios o la Misa del Domingo de Resurrección en la iglesia de San Pablo) pero sobre todo el Pórtico de la Semana Santa que organizan el Ayuntamiento y la Hermandad de Cofradías en colaboración con otras instituciones y cuyo acto principal es el Pregón de Semana Santa, dirigido cada jueves de Dolores por un personaje ilustre que tenga alguna relación con la ciudad y su Semana Santa.

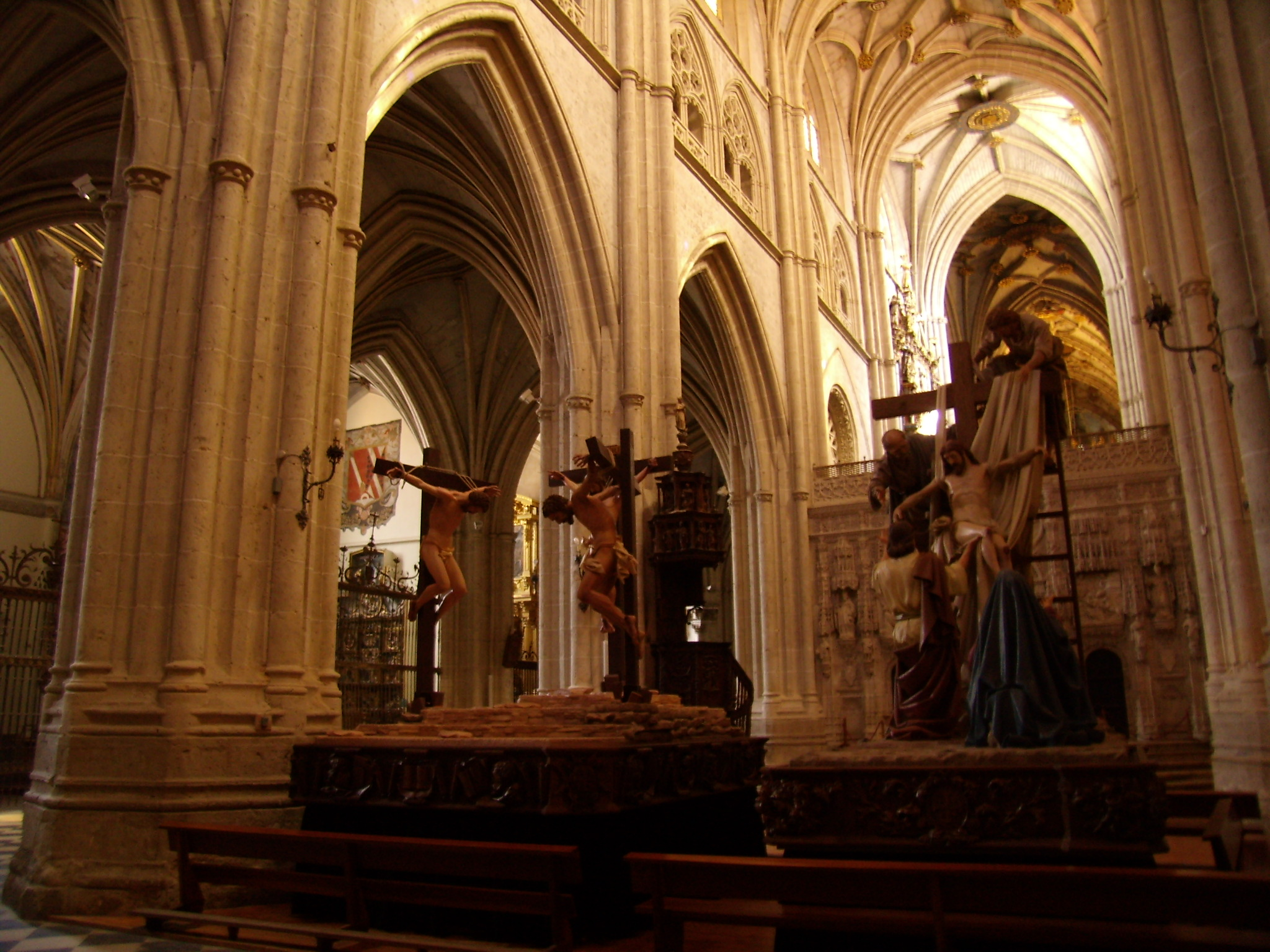
Pasos del Santo Sepulcro expuestos en la catedral en 2007

El Pórtico comenzó su existencia como "Pórtico Musical" y constaba de una serie de conciertos corales previos a la Semana Santa de temática fundamentalmente religiosa, con el paso de los años a estos conciertos se fueron sumando obras teatrales, conciertos de bandas de cornetas y tambores y de la banda municipal por lo que el "Pórtico Musical" pasó a denominarse "Pórtico de la Semana Santa". Hoy día cuenta con actuaciones de grupos de la talla de la Coral Vaccea, el Grupo Teatral Zarabanda o la Camerata Vocal Bella Desconocida.
Como se dijo anteriormente, otro acontecimiento especial es la creación de un pequeño "museo" por parte de la Cofradía del Santo Sepulcro en la catedral. En principio, esta depositaba sus pasos en el trascoro de la seo palentina durante los días previos a la Procesión del Santo Entierro del Viernes Santo pero dado el grado de interés que suscitaba esta "exposición" se decidió formalizar la distribución de los pasos llegándose hasta a colocar placas informativas de cada paso expresamente para el tiempo que permanecen expuestas en la catedral.

### Pregoneros de la Semana
| Año  | Pregonero                                                                                   | Cargo | Lugar de celebración                             |
| ---- | ------------------------------------------------------------------------------------------- | --- | ------------------------------------------------ |
| 2025 | Luis Javier Argüello García                                                                 | Presidente de la Conferencia Episcopal Española                                                                                           | Iglesia de San Francisco                         |
| 2024 | Fernando Caballero Chacón                                                                   | Periodista palentino | Iglesia de San Francisco                         |
| 2021 | Ignacio Fernández Sobrino                                                                   | Ex-Director Regional de Onda Cero y Antena 3 Televisión en Castilla y León. Exdirector de Onda Cero Palencia. Delegado de Atresmedia.     | Iglesia de San Francisco                         |
| 2020 | No se celebró debido a la alerta sanitaria derivada del COVID-19                            | |                                                  |
| 2019 | Miguel de Santiago Rodríguez                                                                | Sacerdote, escritor, periodista y académico de la Institución Tello Téllez de Meneses                                                     | Iglesia parroquial de San Lázaro                 |
| 2018 | Javier García Escudero                                                                      | Exdelegado del Norte de Castilla en Palencia                                                                                              | Iglesia de Nuestra Señora de la Calle            |
| 2017 | Julián García Torrellas                                                                     | Jefe del Gabinete de Prensa del Ayuntamiento de Palencia                                                                                  | Iglesia de San Francisco                         |
| 2016 | Julián Cuadrado                                                                             | Excomisario de Policía Nacional en Palencia                                                                                               | Iglesia de San Pablo                             |
| 2015 | Mercedes Sánchez Báscones                                                                   | Vicerrectora del Campus de Palencia de la Universidad de Valladolid                                                                       | Iglesia de Nuestra Señora de la Calle            |
| 2014 | Francisco Javier Sánchez Gonzalo                                                            | Director de Onda Cero Palencia | Iglesia de San Miguel                            |
| 2013 | Ramón Polanco Sánchez                                                                       | Expresidente de la Hermandad de Cofradías Penitenciales de Palencia                                                                       | Iglesia parroquial de San Lázaro                 |
| 2012 | Ignacio Cosidó Gutiérrez                                                                    | Director general de la Policía Nacional                                                                                                   | Iglesia parroquial de San Lázaro                 |
| 2011 | Manuel Suances Marcos                                                                       | Catedrático de Filosofía de la Universidad Nacional de Educación a Distancia                                                              | Iglesia de Nuestra Señora de la Calle            |
| 2010 | Carlos Amigo Vallejo                                                                        | Cardenal arzobispo emérito de Sevilla | Iglesia de San Pablo                             |
| 2009 | Rafael Martínez González                                                                    | Jefe del Servicio de Cultura de la Diputación de Palencia                                                                                 | Iglesia de San Miguel                            |
| 2008 | Mariano Valero Gutiérrez Carlón                                                             | Editor y director de Palencia 7 | Iglesia de Ntra. Sra. de la Calle                |
| 2007 | Rafael Luis del Río Sendino                                                                 | Presidente de Cáritas España | Iglesia parroquial de San Lázaro                 |
| 2006 | Antonio Martín Valbuena                                                                     | Periodista de la Cadena Ser de Madrid | Iglesia parroquial de San Lázaro                 |
| 2005 | Concepción Casalduero Gil                                                                   | Catedrática de Historia del Arte del Instituto Jorge Manrique                                                                             | Iglesia de San Pablo                             |
| 2004 | Ángel Lafuente                                                                              | Licenciado en Filosofía y Letras. Locutor de televisión y profesor de Oratoria.                                                           | Auditorio de Caja Duero (Onésimo Redondo, 2)     |
| 2003 | Casilda Ordóñez Ferrer                                                                      | Catedrática de Lengua Española y miembro de la Institución Tello Téllez de Meneses                                                        | Auditorio de Caja España (Mayor, 54)             |
| 2002 | Antonio Merino Vítores                                                                      | Expresidente de la Hermandad de Cofradías Penitenciales de Palencia                                                                       | Auditorio de Caja España (Mayor, 54)             |
| 2001 | Pepe Domingo Castaño                                                                        | Periodista de la Cadena Ser de Madrid | Auditorio de Caja España (Mayor, 54)             |
| 2000 | Faustino Narganes Quijano                                                                   | Jefe del Servicio Territorial de Educación y Cultura de la Junta de Castilla y León                                                       | Auditorio de Caja España (Mayor, 54)             |
| 1999 | José Castrillo Bernal                                                                       | Periodista y director de la Cadena Ser, Málaga                                                                                            | Auditorio de Caja España (Mayor, 54)             |
| 1998 | Matías Antolín Fuente                                                                       | Periodista y escritor palentino | Auditorio de Caja España (Mayor, 54)             |
| 1997 | Godofredo Garabito Gregorio                                                                 | Escritor, poeta y miembro de número de la Real Academia de Bellas Artes de la Purísima Concepción de Valladolid                           | Auditorio de Caja España (Mayor, 54)             |
| 1996 | Rafael del Valle Curieses                                                                   | Historiador y director del archivo municipal                                                                                              | Salón de actos de Caja Salamanca y Soria         |
| 1995 | Andrés Quintanilla Buey                                                                     | Poeta | Auditorio de Caja España                         |
| 1994 | Pedro-Miguel Barreda Marcos                                                                 | Concejal de Cultura | Auditorio de Caja España                         |
| 1993 | Paloma Gómez Borrero                                                                        | Periodista y corresponsal de medios audiovisuales en el Vaticano                                                                          | Auditorio de Caja España                         |
| 1992 | José Luis Gago del Val O. P.                                                                | Director de los Servicios Religiosos de la Cadena COPE                                                                                    | Aula Cultural de la Caja Salamanca y Soria       |
| 1991 | José María Fernández Nieto                                                                  | Escritor | Aula Cultural de la Caja Salamanca y Soria       |
| 1990 | Felipe Calvo y Calvo                                                                        | Catedrático de Metalurgia de la Universidad Complutense                                                                                   | Aula Cultural de la Caja Salamanca               |
| 1989 | Rafael Martínez González                                                                    | Historiador del arte e investigador | Auditorio de Cajapalencia                        |
| 1988 | Pedro Pablo Abad                                                                            | Profesor del Politécnico y concejal delegado de Cultura                                                                                   | Aula Cultural de la Caja de Ahorros de Salamanca |
| 1987 | Rafael Martínez González                                                                    | Historiador del arte e investigador | Iglesia de San Pablo                             |
| 1986 | Gonzalo Ortega Aragón                                                                       | Redactor jefe del Diario Palentino | Aula Cultural de la Caja de Ahorros de Salamanca |
| 1985 | Eugenio Palomino                                                                            | | Aula Cultural de la Caja de Ahorros de Salamanca |
| 1984 | Aniano Gutiérrez O. P.                                                                      | Prior del Convento de San Pablo de Valladolid                                                                                             | Iglesia de San Pablo                             |
| 1983 | Acto cultural                                                                               | | Iglesia de San Pablo                             |
| 1982 | Jesús Mateo Romero                                                                          | Académico de la Institución Tello Téllez de Meneses                                                                                       | Salón de la Dirección Provincial de Cultura      |
| 1981 | Acto cultural                                                                               | | Salón de la Dirección Provincial de Cultura      |
| 1980 | José María Fernández Nieto                                                                  | Académico de número de la Institución Tello Téllez de Meneses, Centro de Estudios Palentinos y fundador y director del movimiento poético | Iglesia de San Lázaro                            |
| 1979 | Alberto Torres S. J.                                                                        | Miembro de la comunidad de Jesuítas de Palencia                                                                                           | Iglesia de San Francisco                         |
| 1978 | Casilda Ordóñez, José María Fernández Nieto, Pedro Quintanilla Buey, Carlos Urueña González | Poetas palentinos | Iglesia de San Francisco                         |
| 1977 | Proyección de documentales cinematográficos                                                 | | Casa de Cultura                                  |
| 1976 | Documental                                                                                  | | Casa de Cultura                                  |
| 1975 | Música e imágenes                                                                           | | Casa de Cultura                                  |
| 1974 | Antonio Álamo Salazar                                                                       | Cronista oficial de la provincia | Casa de Cultura                                  |
| 1973 | Santos Beguiristáin                                                                         | Asesor religioso del ministerio de Información y Turismo                                                                                  | Iglesia de San Francisco                         |
| 1969 | José María Lope Toledo                                                                      | Cronista oficial de Logroño | Casa de Cultura                                  |
| 1952 | Francisco Vighi                                                                             | Profesor de la Escuela Superior de Ingenieros y cofrade de la Santa Vera Cruz                                                             | Teatro Principal                                 |
| 1950 | Alejandro Ortega                                                                            | Consiliario territorial de Acción Católica de Álava                                                                                       | Teatro Principal                                 |
| 1946 | José Artero                                                                                 | Exrector magnífico de la Universidad Pontificia de Salamanca                                                                              | Teatro Principal                                 |